# Ungaria
Ungaria (în maghiară Magyarország [ˈmɒɟɒrorsaːɡ] ⓘ) este o țară fără ieșire la mare din Europa Centrală. Se întinde pe 93.030 km² din Bazinul Panonic, se învecinează cu Slovacia la nord, Ucraina la nord-est, România la est și sud-est, Serbia la sud, Croația și Slovenia la sud-vest și Austria la vest. Ungaria are o populație de aproape 10 milioane de locuitori, în mare parte etnici maghiari cu o minoritate semnificativă de romi. Maghiara, limba oficială, este cea mai vorbită limbă uralică din lume și printre puținele limbi care nu sunt indo-europene, dar se vorbesc pe scară largă în Europa. Budapesta este capitala țării și cel mai mare oraș; alte zone urbane importante sunt Debrețin, Seghedin, Miskolc, Pécs și Győr.
Teritoriul Ungariei de astăzi a fost de secole o răscruce de drumuri pentru diverse popoare, între care celți, romani, triburi germanice, huni, slavi apuseni și avari. Bazele statului maghiar au fost stabilite la sfârșitul secolului al IX-lea e.n. odată cu cucerirea Bazinului Panonic de către marele conducător maghiar Árpád. Strănepotul său, Ștefan I, a urcat pe tron în anul 1000, transformând teritoriul respectiv într-un regat creștin. Până în secolul al XII-lea, Ungaria a devenit o putere regională, atingând apogeul cultural și politic în secolul al XV-lea⁠(d). În urma bătăliei de la Mohács din 1526, a fost parțial ocupată de Imperiul Otoman (1541–1699). Ungaria a intrat sub stăpânire habsburgică la începutul secolului al XVIII-lea, reapărând apoi mai târziu ca entitate politică alături de Imperiul Austriac în statul dual Austro-Ungaria, o mare putere la începutul secolului al XX-lea.
Austro-Ungaria s-a prăbușit după Primul Război Mondial, iar ulterior tratatul de la Trianon a stabilit granițele actuale ale Ungariei, ducând la pierderea a 71% din teritoriul părții maghiare a statului dual, a 58% din populație și a 32% din etnicii maghiari⁠(d). În urma tumultoasei perioade interbelice⁠(d), Ungaria s-a alăturat Puterilor Axei în al Doilea Război Mondial, suferind pagube și pierderi semnificative. Ungaria postbelică a devenit un stat satelit al Uniunii Sovietice, ducând la înființarea Republicii Populare Ungare. În urma revoluției eșuate din 1956, Ungaria a devenit un membru relativ mai liber, deși încă represiv, al Blocului Răsăritean. Înlăturarea gardului de frontieră a Ungariei cu Austria a accelerat prăbușirea Blocului Răsăritean și, ulterior, a Uniunii Sovietice. La 23 octombrie 1989, Ungaria a devenit o republică parlamentară democratică. Ungaria a aderat la Uniunea Europeană în 2004 și face parte din spațiul Schengen din 2007.
Ungaria este o putere mijlocie⁠(d) în afacerile internaționale, în principal datorită influenței sale culturale⁠(d) și economice. Este considerată o țară dezvoltată, cu o economie cu venituri mari și ocupă locul 40 în Indicele dezvoltării umane, cetățenii beneficiind de asistență medicală universală și de învățământ secundar⁠(d) gratuit. Ungaria are un lung istoric de contribuții semnificative în domeniile artei⁠(d), muzicii⁠(d), literaturii⁠(d), sportului, științei și tehnologiei. Este a treisprezecea cea mai populară⁠(d) destinație turistică din Europa, atrăgând 15,8 milioane de turiști internaționali în 2017. Este membru al numeroaselor organizații internaționale, inclusiv Națiunile Unite, NATO, OMC, Banca Mondială, IIB⁠(d), AIIB⁠(d), Consiliul Europei, Grupul Visegrád și este stat observator în Organizația Statelor Turcice.

## Etimologie
Inițiala „H” din numele latinesc Hungaria (care stă și la baza denumirii țării în unele limbi moderne) se datorează cel mai probabil asocierii istorice cu hunii, care s-au stabilit în Ungaria de astăzi înaintea avarilor. Restul cuvântului (și numele românesc al țării) provine din forma latinizată a termenului grec bizantin Oungroi (Οὔγγροι). Acest nume grecesc a fost împrumutat din termenul bulgăresc vechi ągrinŭ, la rândul său împrumutat din denumirea oghur-turcă⁠(d) onogur („zece [triburi ale] ogurilor”). Onogur a fost numele colectiv pentru triburile care s-au alăturat ulterior confederației tribale bulgare care a dominat părțile de est ale Ungariei după avari.
Endonimul maghiar este Magyarország, compus din cuvintele magyar („maghiar”) și ország („țară”). „Magyar”, care se referă la locuitorii țării, reflectă mai exact numele țării în alte limbi, cum ar fi turca, persana și alte limbi, care folosesc termenul Magyaristan, adică Țara Maghiarilor, sau similare. Cuvântul maghiar este preluat din numele unuia dintre cele șapte triburi maghiare seminomade majore, magyeri. Primul element, magy, provine probabil din proto-ugricul * mäńć- „om, persoană”, găsit și în numele poporului mansi⁠(d) (mäńćī, mańśi, måńś). Al doilea element,  eri, „bărbat, bărbați, descendență”, supraviețuiește în maghiara modernă ca férj, „soț”, și este înrudit cu termenul erge, „fiu”, din limba mari, precum și cu arhaismul finlandez yrkä, „tânăr”.

## Istorie

### Înainte de 895

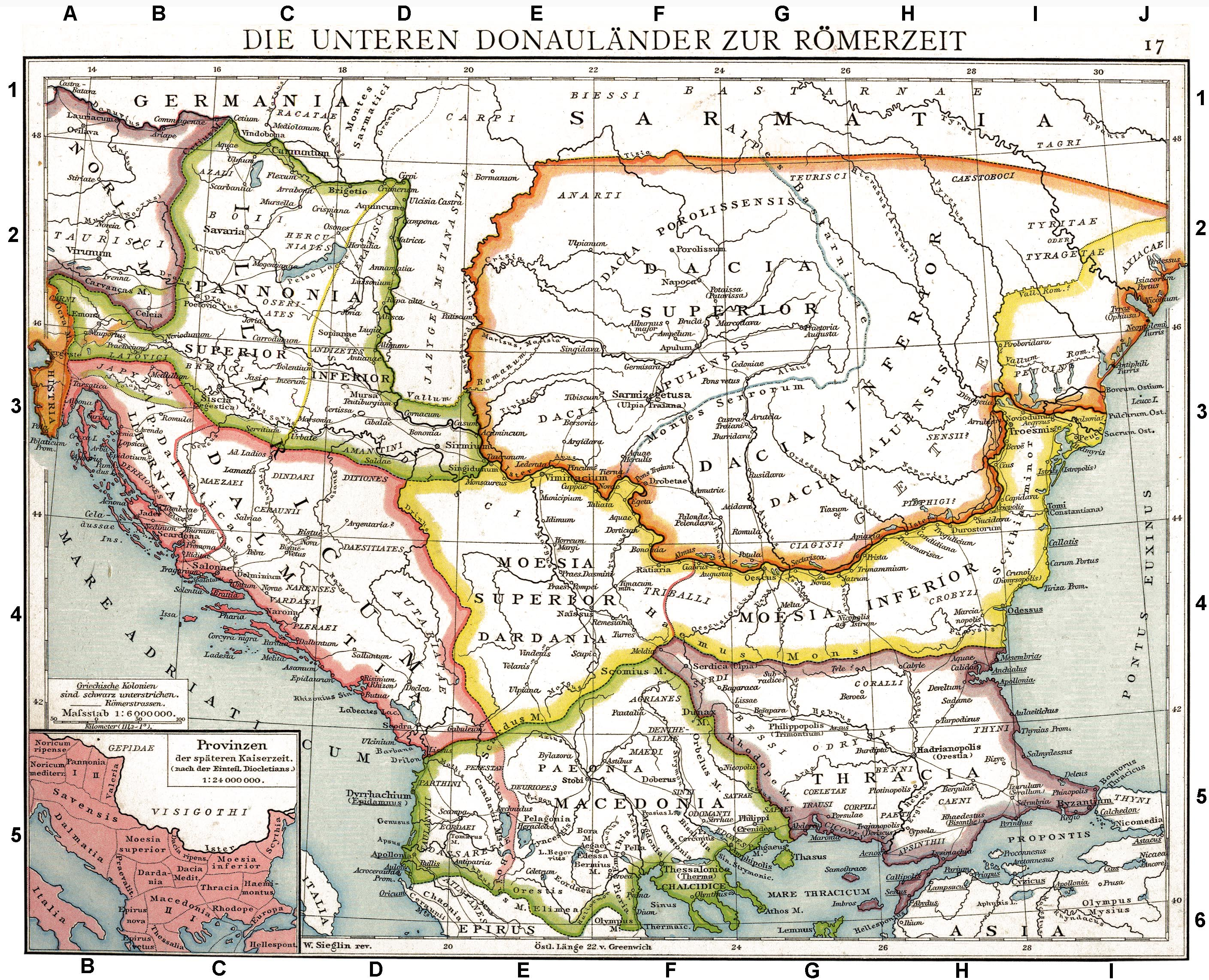
Provinciile romane: Ilyricum, Macedonia, Dacia, Moesia, Pannonia, Tracia

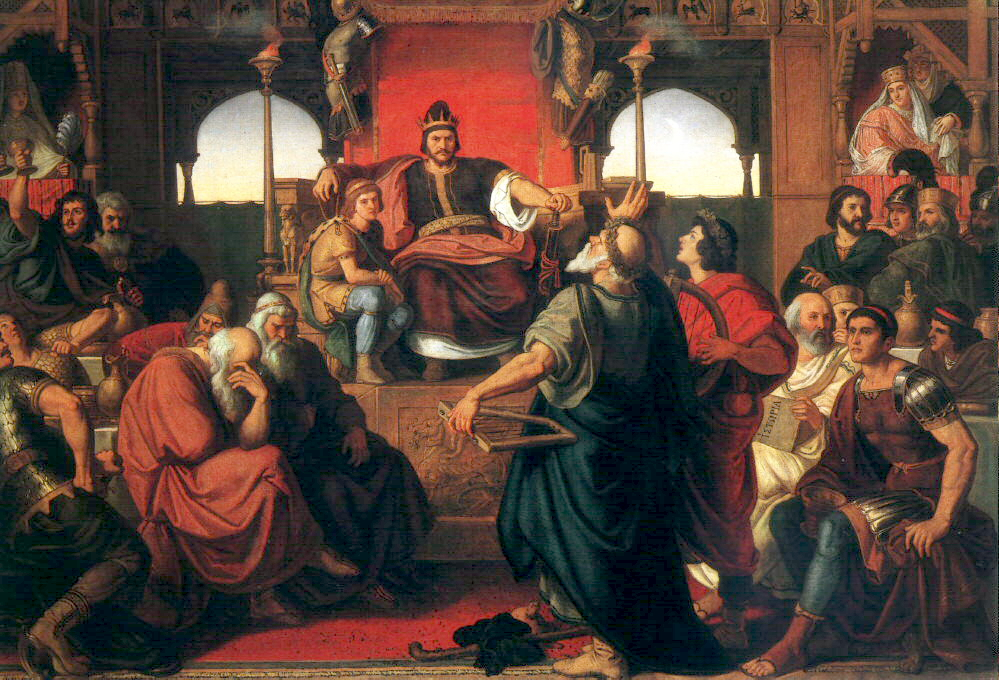
Attila, regele hunilor (434/444–453)

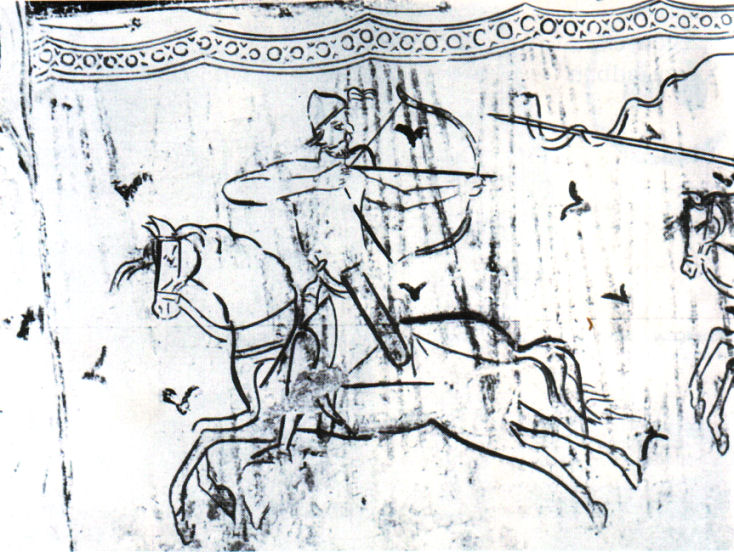
Frescă italiană— războinic maghiar trăgând înapoi

Imperiul Roman a cucerit teritoriul dintre Alpi și malul vestic al Dunării între anii 16 și 15 î.e.n., fluviul Dunărea fiind noua frontieră a imperiului. În anul 14 î.e.n., partea de vest a Bazinului Carpatic, Pannonia care include vestul Ungariei de astăzi, a fost declarată de împăratul Augustus în Res Gestae Divi Augusti⁠(d) parte a Imperiului Roman. Zona de la sud-est de Pannonia și la sud de Dacia a fost organizată drept provincia romană Moesia în anul 6 î.e.n. O zonă de est de râul Tisa a devenit provincia romană Dacia în anul 106 e.n., incluzând și estul Ungariei de astăzi, și a rămas sub stăpânire romană până în 271.
Din 235, Imperiul Roman a trecut prin vremuri tulburi, cauzate de revolte, rivalitate și succesiune rapidă a împăraților. Imperiul Roman de Apus s-a prăbușit în secolul al V-lea sub presiunea migrației triburilor germanice și a presiunii carpilor. Această perioadă a adus mulți invadatori în Europa Centrală, începând cu Imperiul Hun (c. 370–469). Cel mai puternic conducător al Imperiului Hun a fost Attila (434–453), care avea ulterior să devină o figură centrală a mitologiei maghiare.
După dezintegrarea Imperiului Hun, un trib germanic răsăritean, care fusese vasalizat de huni, gepizii, și-au stabilit propriul regat în Bazinul Carpatic. Alte grupuri care au ajuns în Bazinul Carpatic în perioada migrației au fost goții, vandalii, lombarzii și slavii⁠(d).
În anii 560, avarii au pus bazele Haganatului Avar, un stat care și-a menținut supremația în regiune timp de mai bine de două secole. Francii sub Carol cel Mare i-au învins pe avari într-o serie de campanii în anii 790.
Între 804 și 829, Primul Țarat Bulgar a cucerit ținuturile de la est de Dunăre și a preluat stăpânirea triburilor locale slave și a rămășițelor avarilor. Până la mijlocul secolului al IX-lea, Principatul de pe Balaton⁠(d), cunoscut și sub numele de Pannonia Inferioară, a fost înființat la vest de Dunăre, ca parte a mărcii france a Panoniei.

### Ungaria medievală (895–1526)

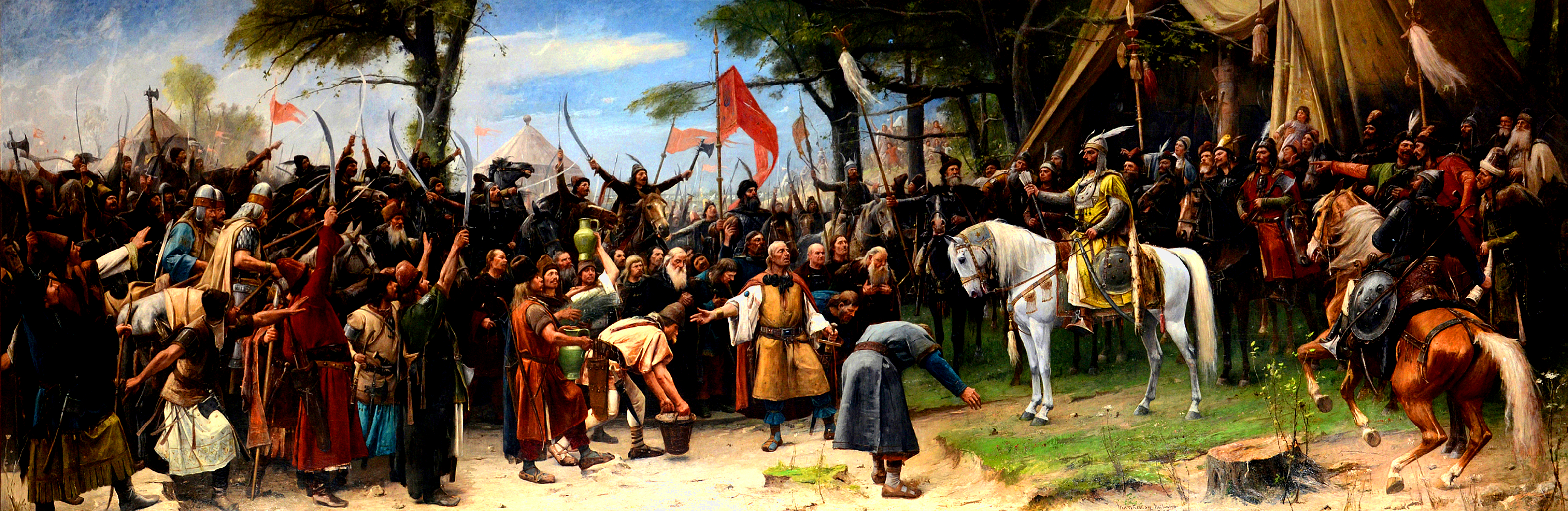
Cucerirea maghiară— tablou de

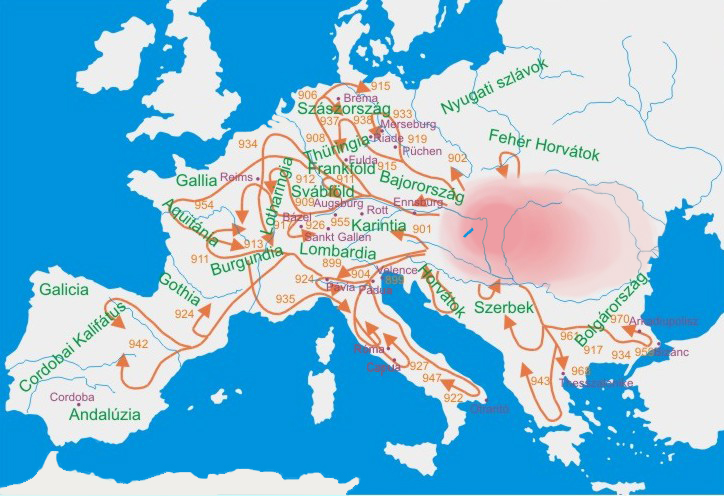
Raiduri maghiare în secolul al X-lea

Maghiarii proaspăt unificați în frunte cu Árpád (conform legendei, urmaș al lui Attila), s-au stabilit în Bazinul Panonic începând cu anul 895. Conform teoriei fino-ugrice, ei provin dintr-o străveche populație vorbitoare de limbi uralice, care a locuit anterior în zona împădurită dintre râul Volga și Munții Urali.
Ungaria a fost fondată în 895 ca federație de triburi unite, la aproximativ 50 de ani după împărțirea Imperiului Carolingian la tratatul de la Verdun din 843. Inițial, Principatul Ungariei („Tourkia Apuseană” în izvoarele grecești medievale) a fost un stat creat de un popor semi-nomad. El a trecut printr-o enormă transformare într-un regat creștin de-a lungul secolului al X-lea.
Statul era funcțional, iar puterea militară a țării le-a permis maghiarilor să desfășoare campanii și raiduri aprige reușite, de la Constantinopol până în Spania de astăzi. Maghiarii au învins nu mai puțin de trei armate imperiale majore ale francilor răsăriteni între 907 și 910. Înfrângerea ulterioară în bătălia de la Lechfeld din 955 a semnalat încheierea provizorie a majorității campaniilor pe teritoriile străine, cel puțin către vest.

#### Epoca regilor Árpádieni

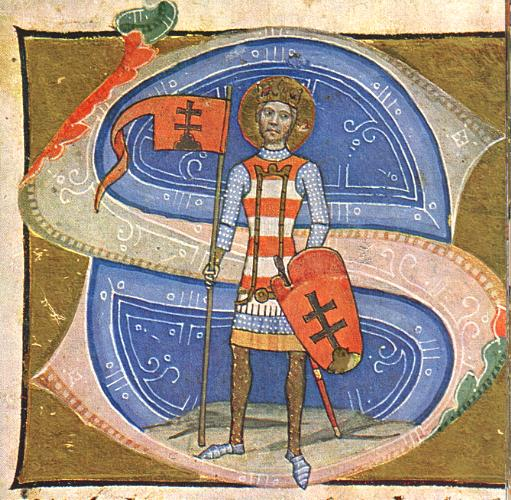
Sfântul Ștefan, primul rege al Ungariei, a convertit poporul său la creștinism.

Anul 972 a marcat data la care prințul conducător (în maghiară fejedelem) Géza din dinastia Árpád a început oficial să integreze Ungaria în Europa occidentală creștină. Primul său fiu, Ștefan I, a devenit primul rege al Ungariei după ce și-a învins unchiul păgân Koppány⁠(d), care și el pretindea tronul. Sub Ștefan, Ungaria a fost recunoscută ca Regat Apostolic⁠(d) catolic. Adresându-se papei Silvestru al II-lea, Ștefan a primit de la papalitate însemnele regalității (inclusiv probabil o parte din Sfânta Coroană a Ungariei, păstrată în prezent în Parlamentul Ungariei).
În 1006, Ștefan își consolidase puterea, și a început reforme radicale pentru a transforma Ungaria într-un stat feudal occidental. Țara a trecut la utilizarea limbii latine și până în 1844, latina a rămas limba oficială a Ungariei. În această perioadă, Ungaria a început să devină un regat puternic. Ladislau I a extins granițele Ungariei cucerind Transilvania vecină spre est și invadând vecina de la sud, Croația⁠(d), în 1091. Campania croată a culminat cu bătălia de la Muntele Gvozd⁠(d) din 1097 și cu uniunea personală a Croației și Ungariei în 1102, în frunte cu Coloman (Könyves Kálmán).

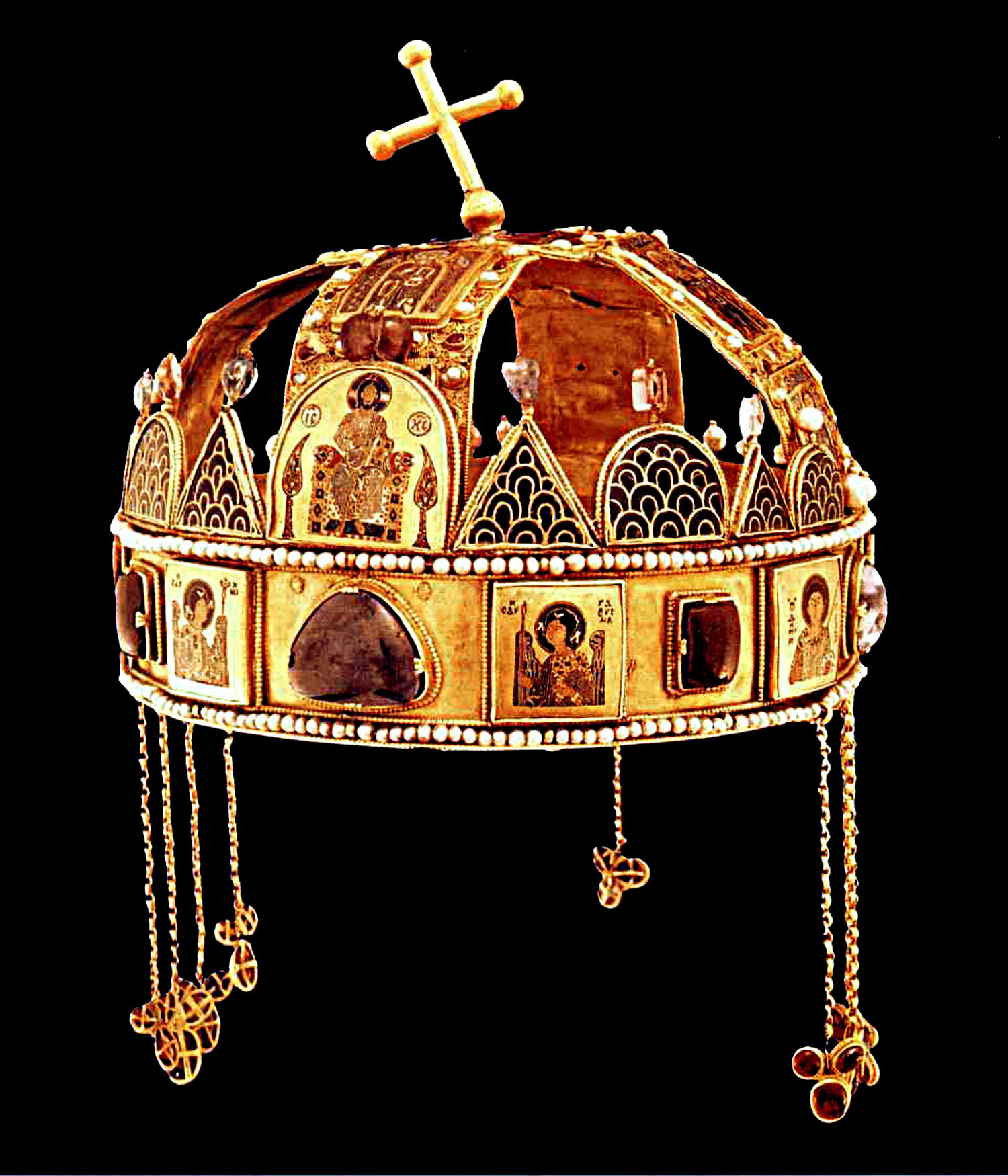
Sfânta Coroană (Szent Korona), unul dintre simbolurile esențiale ale Ungariei

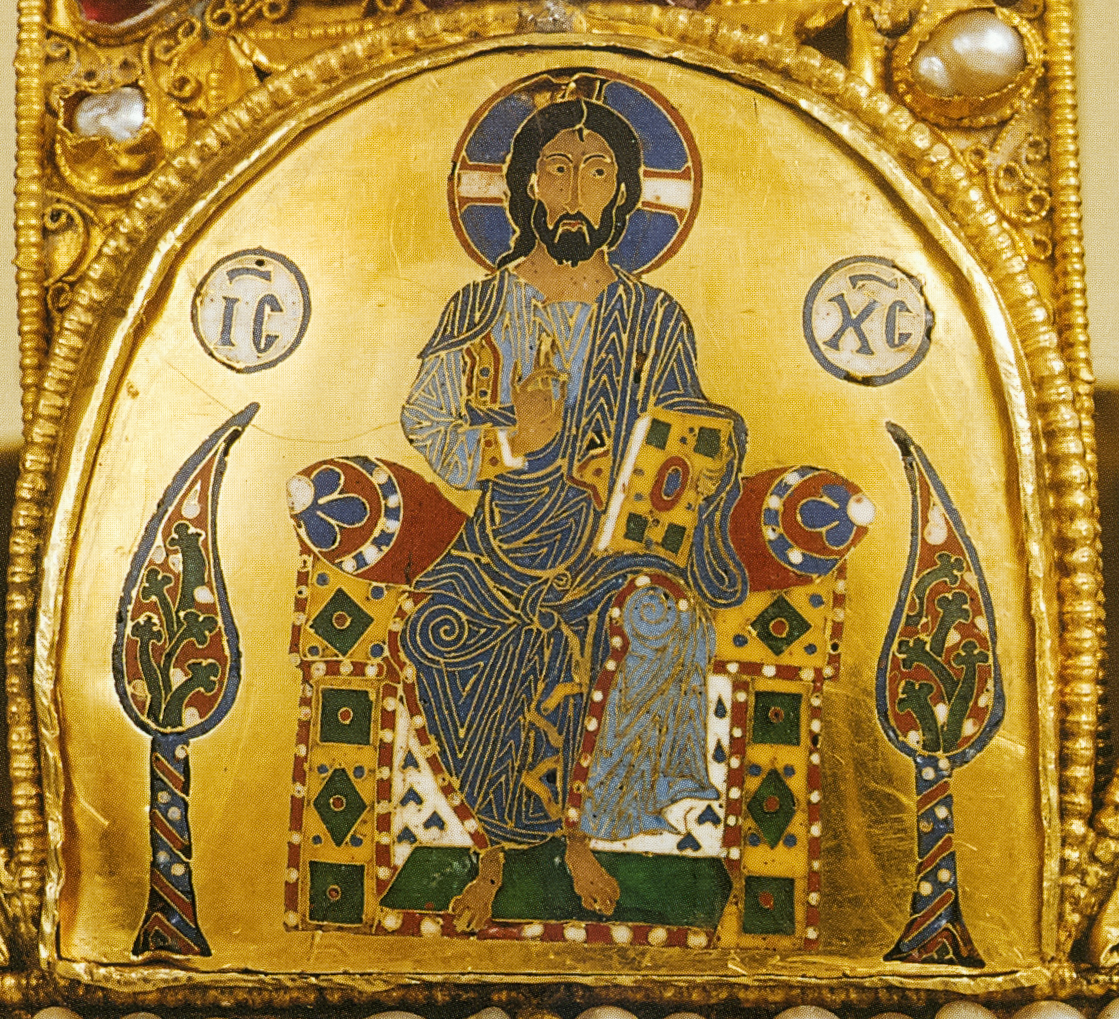
Isus Hristos Atotputernicul, pe Sfânta Coroană a Ungariei. Ungaria este prin tradiție o țară creștină.

Cel mai puternic și mai bogat rege al dinastiei Árpád a fost Béla al III-lea, care dispunea de echivalentul a 23 de tone de argint pur pe an, sumă care depășea venitul regelui francez (estimat la 17 tone) și era dublu față de încasările Coroanei Engleze.
Andrei al II-lea a emis Diploma Andreanum, care asigura privilegiile speciale ale sașilor transilvăneni, și este considerată prima lege de autonomie din lume. El a condus Cruciada a cincea în Țara Sfântă în 1217, înființând cea mai mare armată regală din istoria cruciadelor. Bula sa de Aur din 1222 a fost prima constituție din Europa continentală. Nobilii mai mici au început să îi prezinte lui Andrei plângeri, practică ce evoluat în instituția parlamentului (parlamentum publicum).
În 1241–1242, regatul a primit o lovitură majoră cu invazia mongolă (tătară). Până la jumătate din populația de atunci de 2.000.000 de locuitori a Ungariei a căzut victimă invaziei. Regele Béla al IV-lea i-a lăsat pe cumani și iași, care fugeau de mongoli, să intre în țară. De-a lungul secolelor, ei au fost pe deplin asimilați în populația maghiară.
În consecință, după ce mongolii s-au retras, regele Béla a ordonat construirea a sute de castele și fortificații de piatră, pentru a se apăra împotriva unei posibile a doua invazii mongole. Mongolii s-au întors în Ungaria⁠(d) în 1285, dar sistemele nou construite de castele de piatră și noile tactici (folosind o proporție mai mare de cavaleri puternic înarmați) i-au oprit. Forța mongolă invadatoare a fost înfrântă lângă Pesta de armata regală a lui Ladislau al IV-lea al Ungariei. Invazia a fost respinsă cu ușurință, mongolii pierzând o mare parte din forța lor de invadare, ceea ce s-a întâmplat și în cazul altor invazii ulterioare.

#### Epoca monarhiei elective

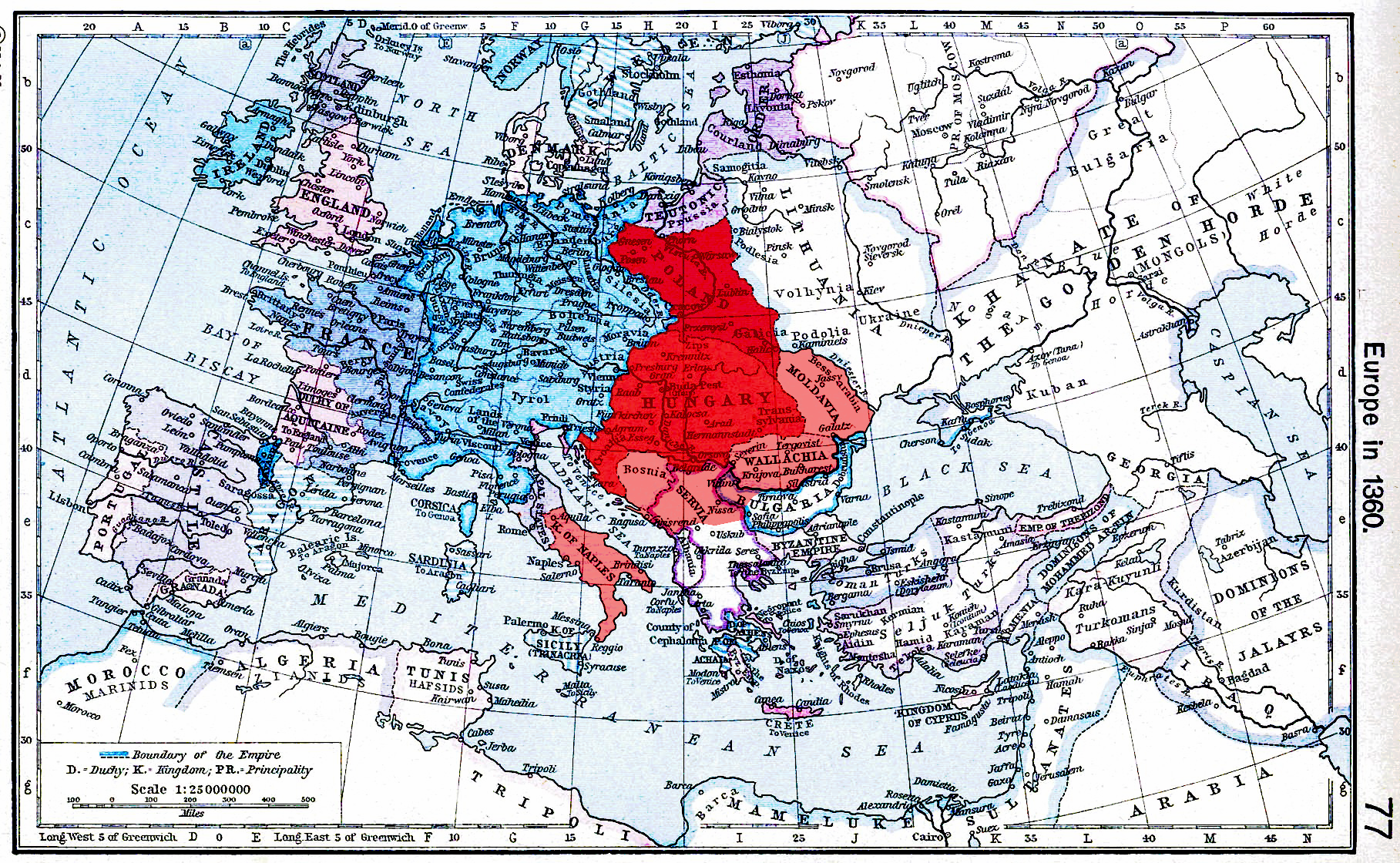
O hartă a teritoriilor aflate sub dominația lui Ludovic cel Mare

Regatul Ungariei a atins una din cele mai mari extinderi în timpul regilor arpadieni, dar puterea regală a fost slăbită la sfârșitul domniei lor în 1301. Ultimul rege arpadian a fost Andrei al III-lea al Ungariei (1290-1301). După o distrugătoare perioadă de interregn (1301–1308) s-a impus Casa de Anjou. Primul rege angevin, Carol Robert de Anjou — un urmaș biliniar al dinastiei Árpád — a reușit să restabilească puterea regală și a învins rivalii oligarhi, așa-numiții „mici regi”. Al doilea rege angevin maghiar, Ludovic cel Mare (1342–1382), a efectuat multe campanii militare de succes din Lituania până în sudul Italiei (Regatul Neapolelui), și a fost și rege al Poloniei din 1370. După ce regele Ludovic a murit fără un moștenitor de sex masculin, țara s-a stabilizat doar atunci când a urcat pe tron Sigismund de Luxemburg (1387–1437), care în 1433 a devenit și sfânt împărat roman. Sigismund a fost și el (în mai multe feluri) un descendent biliniar al dinastiei Árpád.

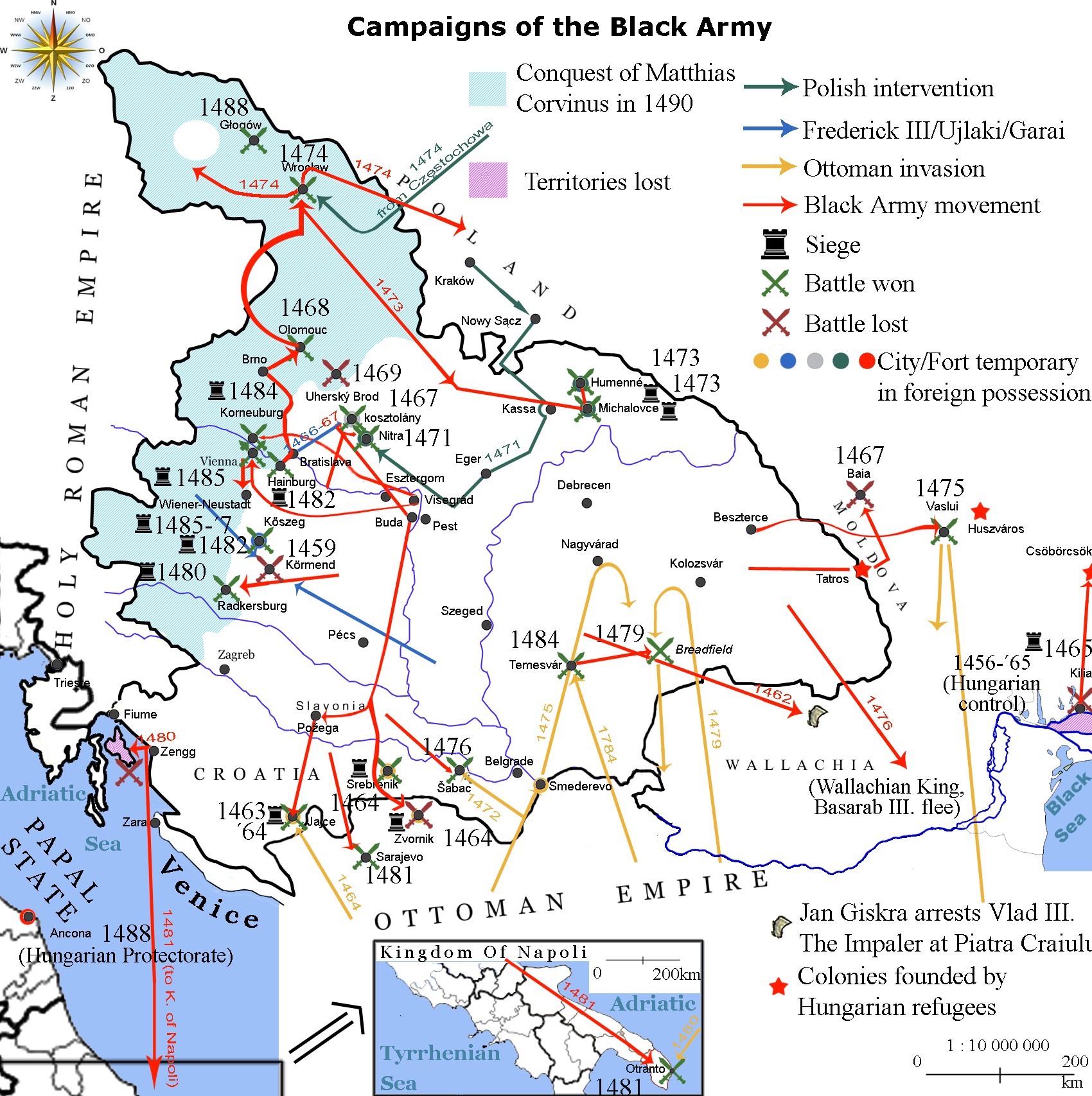
Cuceririle occidentale ale lui Matia Corvin

Prima traducere a Bibliei în limba maghiară a fost finalizată în 1439. Timp de jumătate de an, în 1437, în Transilvania a avut loc o răscoală țărănească antifeudală și anticlericală, Răscoala de la Bobâlna, condusă de Budai Nagy Antal, puternic influențată de ideile husite.
Dintr-o mică familie nobiliară din Transilvania, Ioan de Hunedoara a devenit unul dintre cei mai puternici nobili ai țării, datorită capacităților sale remarcabile de comandant de mercenari. A fost ales guvernator al Transilvaniei, și apoi regent al Ungariei. A avut mare succes împotriva turcilor otomani, una dintre cele mai mari victorii ale sale fiind asediul Belgradului din 1456.
Ultimul rege puternic al Ungariei medievale a fost regele renascentist Matia Corvin (1458–1490), fiul lui Ioan de Hunedoara. Alegerea sa a fost prima dată când pe tronul regal al Ungariei a urcat un nobil fără descendență dinastică. El a fost un lider militar de succes și un protector iluminat al artelor și al științei. Biblioteca sa, Bibliotheca Corviniana, a fost cea mai mare colecție de cronici istorice, lucrări filozofice și științifice din Europa secolului al XV-lea și a doua ca mărime după Biblioteca Vaticanului. Articole din Bibliotheca Corviniana au fost înscrise în Registrul Memoria Lumii al UNESCO în 2005.
Iobagii și poporul de rând l-au considerat un conducător drept pentru că i-a protejat față de solicitările excesive și alte abuzuri ale marilor nobili. Sub conducerea sa, în 1479, armata maghiară a distrus trupele otomane și muntenești în bătălia de la Câmpia Pâinii. În străinătate, el a învins armatele imperiale poloneze și germane ale lui Frederic la Breslau (Wrocław). Armata permanentă de mercenari a lui Matia, Armata Neagră a Ungariei⁠(d), era o armată neobișnuit de mare pentru vremea ei și a cucerit părți din Austria, Viena (1485) și părți ale Boemiei.

#### Declinul Ungariei (1490–1526)
Regele Matia a murit fără fii legitimi, iar marii nobili maghiari au negociat urcarea pe tron a polonezului Vladislav al II-lea (1490–1516), probabil din cauza influenței slabe pe care ar fi avut-o el asupra aristocrației maghiare. Rolul internațional al Ungariei s-a diminuat, stabilitatea politică a fost zdruncinată, iar progresul social a fost blocat. În 1514, bătrânul și slăbitul rege Vladislaus al II-lea s-a confruntat cu o răscoală țărănească majoră condusă de secuiul Gheorghe Doja, care a fost zdrobită fără milă de nobili, în frunte cu Ioan Zápolya.
Frământările ce au urmat au deschis calea dominației otomane. În 1521, cea mai puternică cetate maghiară din sud, Belgradul, a căzut în mâinile turcilor. Primele apariții ale protestantismului au înrăutățit și mai mult relațiile interne din țară.

### Războaiele otomane (1526–1699)

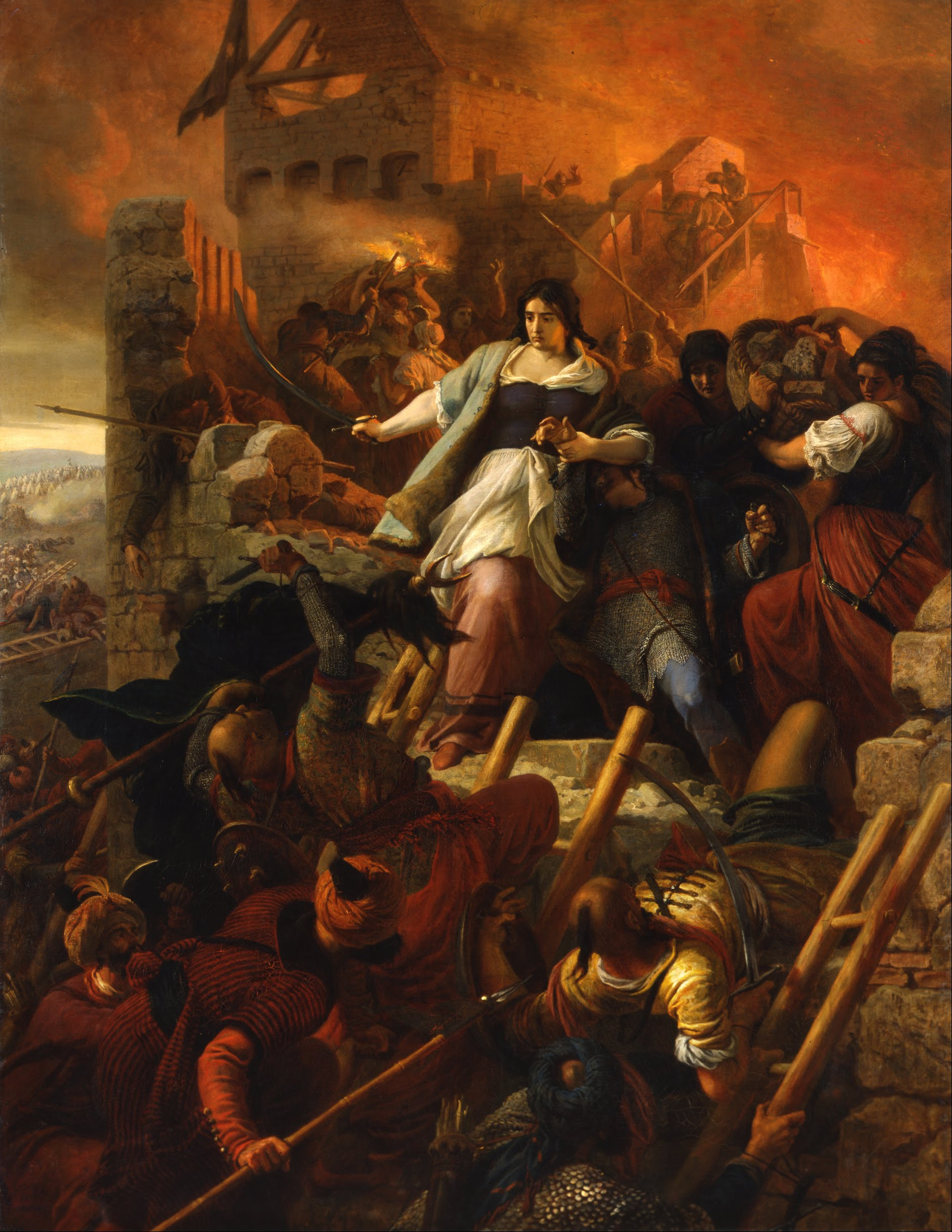
Pictură care comemorează, o victorie majoră împotriva otomanilor

După aproximativ 150 de ani de războaie⁠(d) cu mai multe state, între care și cel maghiar, otomanii au obținut o victorie decisivă asupra armatei maghiare în bătălia de la Mohács din 1526, unde regele Ludovic al II-lea a murit în timp ce fugea. Pe fondul haosului politic, nobilimea maghiară divizată a ales doi regi simultan, pe Ioan Zápolya și pe Ferdinand I din dinastia Habsburg. Odată cu cucerirea Budei de către turci în 1541, Ungaria a fost împărțită în trei părți și a rămas așa până la sfârșitul secolului al XVII-lea. Partea de nord-vest, numită Ungaria Regală, a fost anexată de împărații Habsburgi care au domnit ca regi ai Ungariei. Partea de est a regatului a devenit independentă ca Principatul Transilvaniei, aflat sub suzeranitate otomană (și mai târziu habsburgică). Zona centrală rămasă, inclusiv capitala Buda, a fost încorporată Imperiului Otoman, și a rămas în istorie ca pașalâcul de la Buda.
Marea majoritate a celor 17–19.000 de soldați otomani aflați în serviciu în cetățile otomane de pe teritoriul Ungariei erau de fapt slavi balcanici ortodocși sau musulmani, și în mai mică măsură etnici turci. Slavii meridionali ortodocși serveau și ca achingii și alte trupe ușoare lăsate să jefuiască pe teritoriul Ungariei de astăzi. În 1686, armata Ligii Sfinte, cuprinzând peste 74.000 de oameni de diverse naționalități, a recucerit Buda de la turci. După câteva înfrângeri zdrobitoare produse otomanilor în următorii câțiva ani, întregul Regat al Ungariei a fost scos de sub stăpânirea otomană până în 1718. Ultimul raid în Ungaria al vasalilor tătari crimeeni ai otomanilor a avut loc în 1717. Eforturile Contrareformei habsburgice din secolul al XVII-lea au reconvertit majoritatea regatului la catolicism. Compoziția etnică a Ungariei a fost schimbată fundamental ca urmare a războiului prelungit cu turcii. O mare parte a țării a fost devastată, creșterea populației a fost oprită și multe așezări mai mici au dispărut. Guvernul austro-habsburgic a colonizat populații însemnate de sârbi și alți slavi în sudul depopulat, și a stabilit germani (numiți șvabi dunăreni) în diferite zone, însă maghiarilor nu li s-a permis să se strămute sau să colonizee sudul Marii Câmpii.

### Din secolul al XVIII-lea până la Primul Război Mondial (1699–1918)

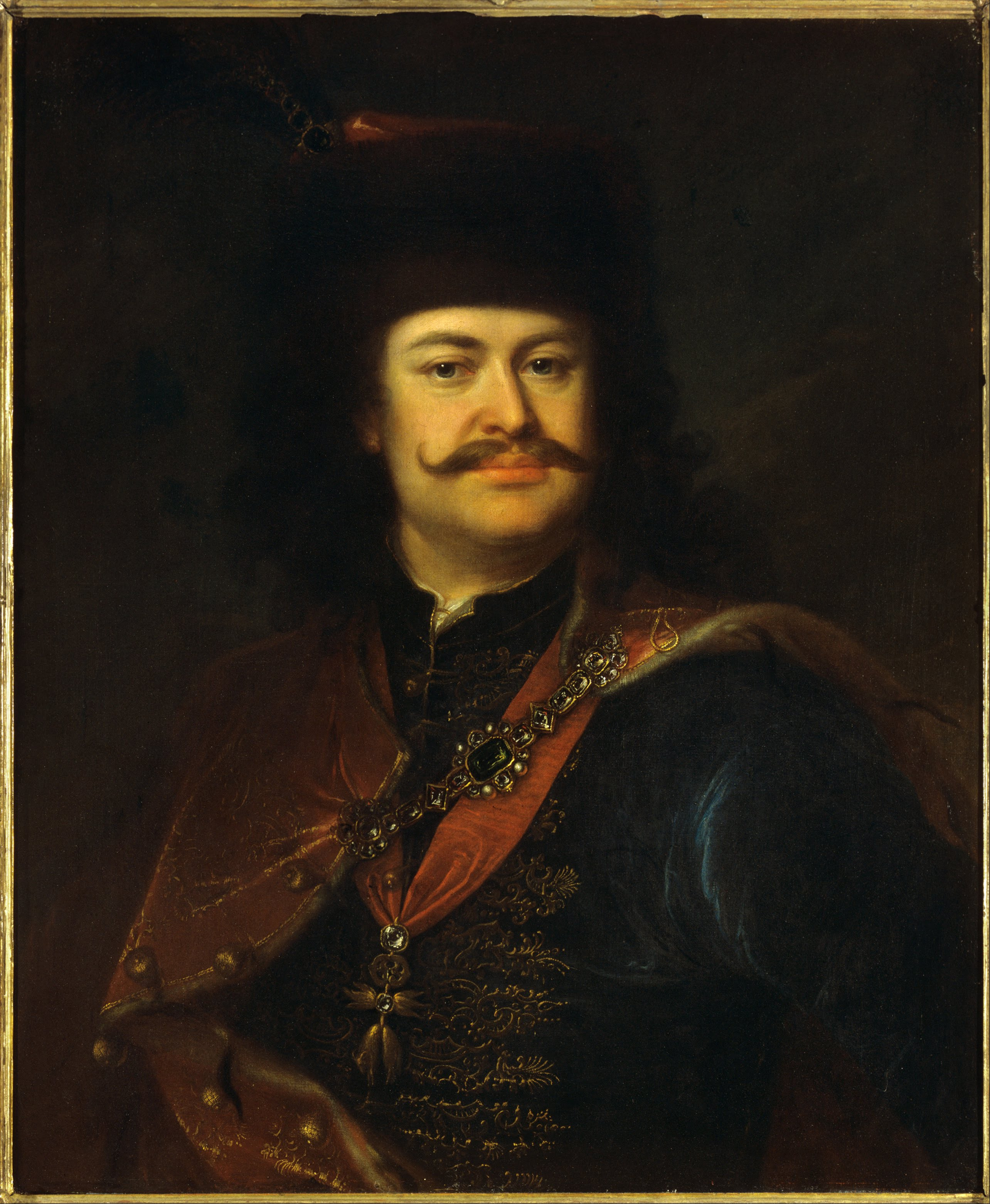
Francisc al II-lea Rákóczi, liderul răscoalei antihabsburgice din 1703–1711

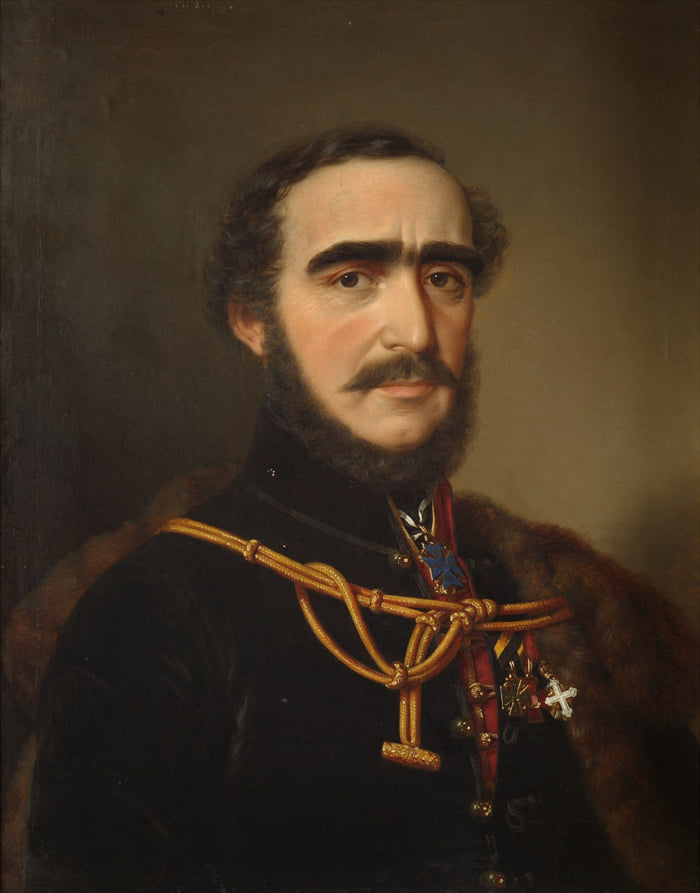
Contele István Széchenyi a oferit venitul pe un an pentru înființarea Academiei Maghiare de Științe.

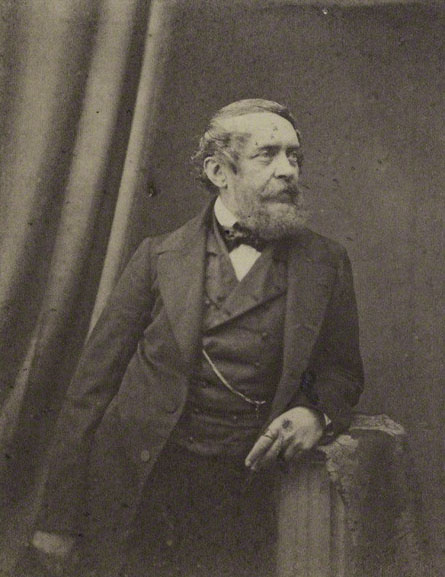
Lajos Kossuth, președinte-regent în timpul revoluției maghiare din 1848

Țările Coroanei Sfântului Ștefan constau din teritoriile Regatului Ungariei (16) și ale Regatului Croației-Slavoniei (17).

Între 1703 și 1711, a avut loc o răscoală pe scară largă condusă de Francisc al II-lea Rákóczi, care, după detronarea Habsburgilor în 1707 la Dieta de la Ónod, a preluat puterea provizoriu ca principe domnitor al Ungariei pe perioada războiului, dar a refuzat coroana maghiară și titlul de „rege”. Răscoala a durat ani de zile. Deși a reușit să controleze cea mai mare parte a teritoriului, armata maghiară a curuților a pierdut bătălia principală de la Trencsén⁠(d) (1708). Trei ani mai târziu, din cauza dezertărilor din ce în ce mai multe, a defetismului și a moralului scăzut, forțele curuților au capitulat.
În timpul războaielor napoleoniene și după aceea, Dieta maghiară nu s-a reunit deloc. În anii 1820, după câteva decenii, împăratul a fost nevoit să convoace Dieta, care a marcat începutul unei perioade de reformă (1825–1848, în maghiară reformkor). Contele István Széchenyi, unul dintre cei mai proeminenți oameni de stat ai țării, a recunoscut nevoia urgentă de modernizare și mesajul său a penetrat. Parlamentul Ungariei s-a reunit din nou în 1825 pentru a face față nevoilor financiare. A apărut un partid liberal care s-a concentrat pe emanciparea țărănimii. Lajos Kossuth — un celebru jurnalist al vremii — a devenit lider al micii nobilimi în Parlament. O creștere remarcabilă a început pe măsură ce țara și-a concentrat forțele asupra modernizării, chiar dacă monarhii habsburgi au obstrucționat toate legile liberale importante referitoare la drepturile civile și politice și reformele economice. Mulți reformatori (Lajos Kossuth, Mihály Táncsics⁠(d)) au fost închiși de autorități.

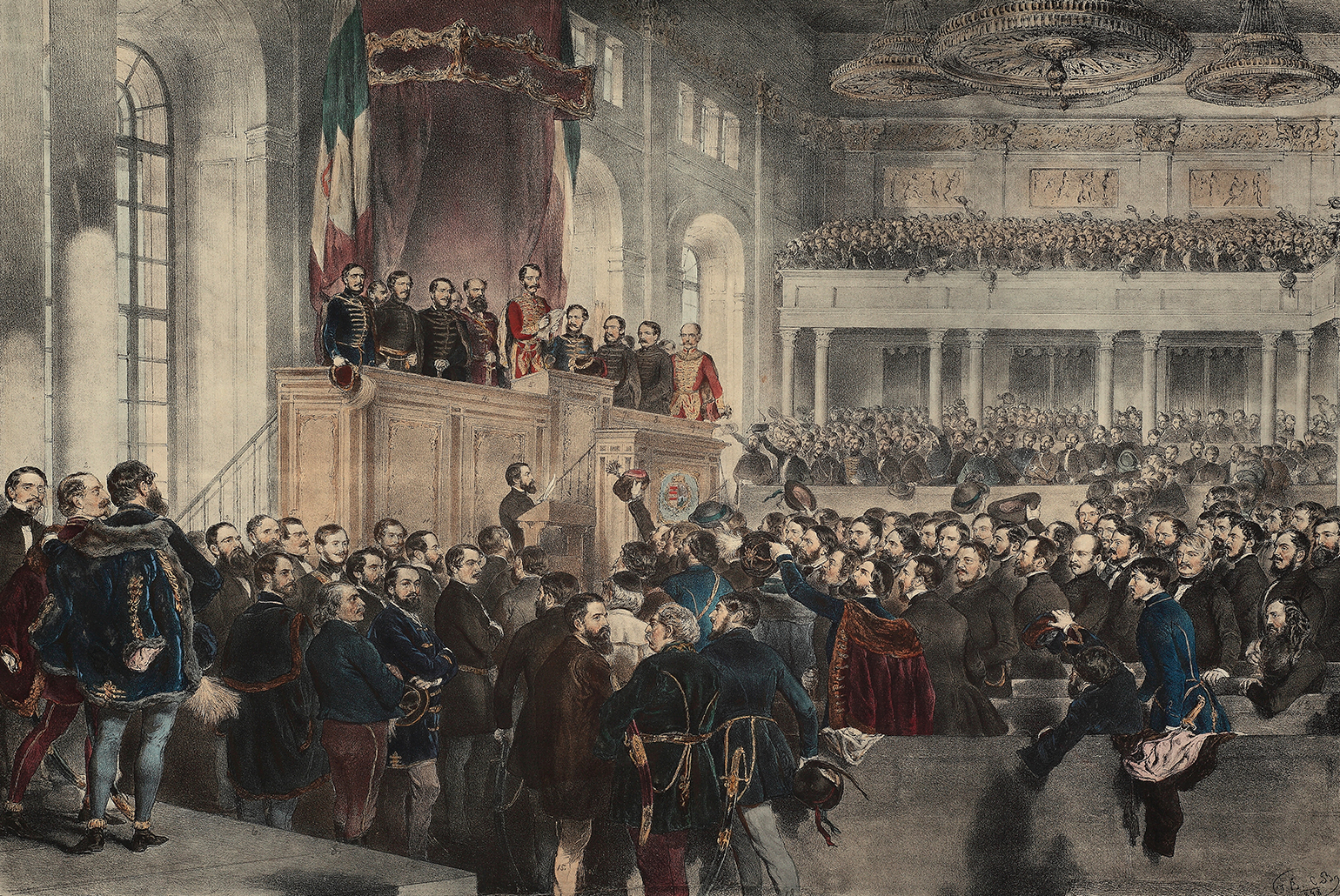
Ceremonia de deschidere a primului parlament, bazat pe reprezentarea populară. Membrii primului guvern sunt pe balcon.

La 15 martie 1848, demonstrațiile în masă din Pesta și Buda le-au permis reformiștilor maghiari să promoveze o listă de 12 revendicări. Sub guvernatorul și președintele Lajos Kossuth și primul prim-ministru, Lajos Batthyány, Casa de Habsburg a fost detronată. Reformele promovate de noul guvern maghiar aveau și o componentă de uniformizare etnică (maghiarizare) a teritoriului Ungariei, de inspirație iacobină, ceea ce a stârnit nemulțumirea țărănimii croate, sârbe, românești și slovace, care s-a răsculat la rândul său împotriva guvernului maghiar. Împărații habsburgi au profitat de aceste nemulțmiri, deși etnicii germani și ruteni și cea mai mare parte a evreilor din regat, ca și mai mulți voluntari polonezi, austrieci și italieni, au sprijinit revoluția. În iulie 1849, Parlamentul Ungariei s-a lăsat convins și a promovat unele legi ale drepturilor etnice și ale minorităților⁠(d). Unii membri ai altor naționalități au reușit în sfârșit astfel să acceadă la funcții în cadrul armatei maghiare, cum ar fi generalul János Damjanich⁠(d), un etnic sârb care avea să devină erou național maghiar prin comanda sa al Corpului 3 al armatei maghiare sau Józef Bem, care era polonez și a devenit și erou național în Ungaria. Forțele maghiare (Honvédség) au învins la început armatele austriece, dar, pentru a contracara succesele armatei revoluționare maghiare, împăratul habsburgic Franz Joseph I a cerut ajutorul „Jandarmului Europei”, țarul Nicolae I, ale cărui armate rusești au invadat Ungaria, iar Artúr Görgey a capitulat în august 1849. Liderul armatei austriece, Julius Jacob von Haynau, a devenit guvernator al Ungariei pentru câteva luni și a ordonat executarea celor 13 martiri de la Arad, lideri ai armatei maghiare, și a prim-ministrului Batthyány în octombrie 1849. Lajos Kossuth a fugit în exil. După războiul din 1848–1849, maghiarii din Regat au trecut la o „rezistență pasivă”.

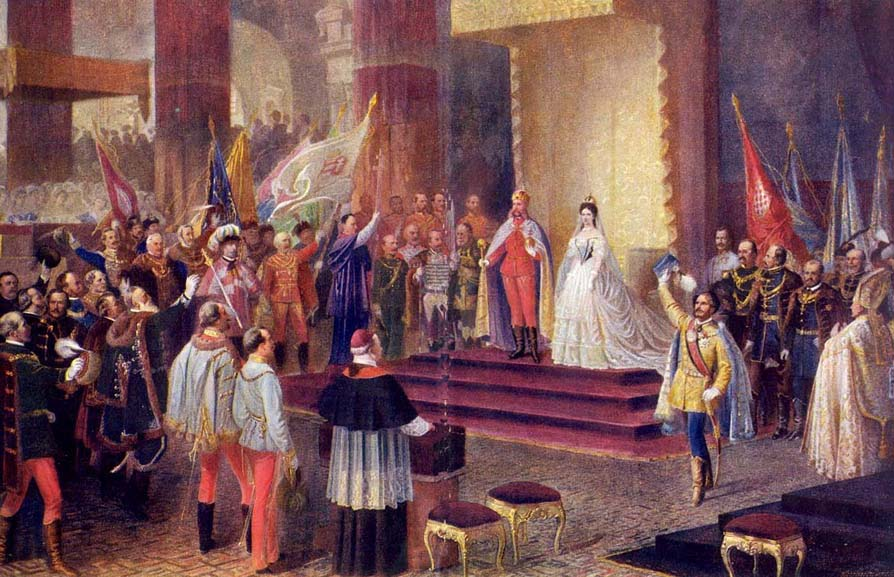
lui Franz Joseph I și a Elisabetei Amalie în Biserica Sfântul Matia, Buda,.

Din cauza problemelor externe și interne, reformele păreau inevitabile, iar înfrângerile militare majore ale Austriei i-au forțat pe Habsburgi să negocieze Compromisul Austro-Ungar din 1867, prin care s-a format dubla Monarhie a Austro-Ungariei. Acest Imperiu era al doilea ca suprafață din Europa (după Imperiul Rus) și a fost al treilea ca populație (după Rusia și Imperiul German). Cele două țări constituente erau guvernate separat de două parlamente din două capitale, cu un monarh comun și politici externă și militară comune. Din punct de vedere economic, imperiul era o uniune vamală. Vechea Constituție a Ungariei a fost restaurată, iar Franz Joseph I a fost încoronat ca rege al Ungariei. Epoca a cunoscut o dezvoltare economică impresionantă. Economia maghiară, anterior înapoiată, a devenit relativ modernă și industrializată la începutul secolului al XX-lea, deși agricultura a rămas dominantă până în 1890. În 1873, vechea capitală Buda și orașul Óbuda⁠(d) au fost unite oficial cu Pesta, formând noua metropolă a Budapestei. În această perioadă au fost înființate multe dintre instituțiile statului și sistemul administrativ modern al Ungariei.
După asasinarea arhiducelui Franz Ferdinand la Sarajevo, prim-ministrul maghiar István Tisza și cabinetul său au încercat să evite izbucnirea și escaladarea unui război în Europa, dar eforturile lor diplomatice au fost fără succes. Austro-Ungaria a recrutat 9 milioane (din care combatanți: 7,8 milioane) de soldați în Primul Război Mondial (dintre care peste 4 milioane din Regatul Ungariei) de partea Germaniei, Bulgariei și Turciei. Trupele adunate în Regatul Ungariei au petrecut puțin timp apărând teritoriul propriu-zis al Ungariei, cu excepția Ofensivei Brusilov din iunie 1916 și câteva luni mai târziu, când armata română a atacat Transilvania, ambele au fost respinse. În comparație, din totalul armatei, rata pierderilor Ungariei a fost mai mare decât a oricărei alte entități componente a Austro-Ungariei. Puterile Centrale au cucerit Serbia. România a declarat război. Puterile Centrale au ocupat sudul României cu capitala, București. În 1916, împăratul Franz Joseph a murit, iar noul monarh Carol al IV-lea simpatiza cu pacifiștii. Cu mare dificultate, puterile centrale au oprit și au respins atacurile Imperiului Rus.

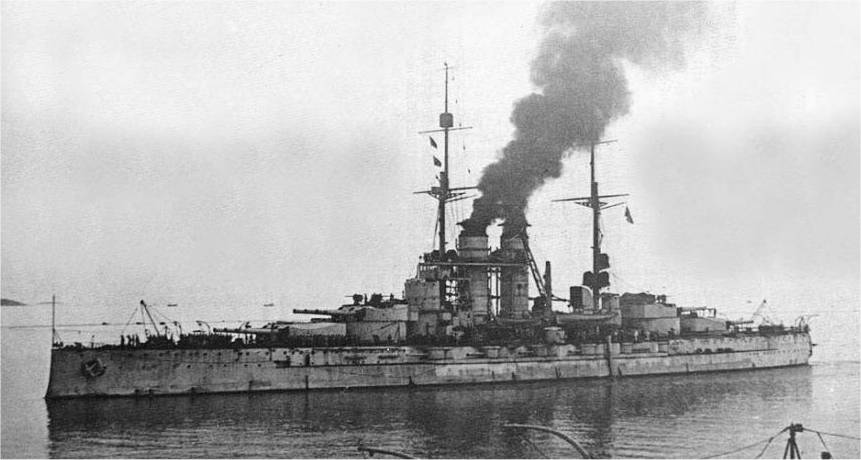
Nava de luptă construită în Ungaria în Primul Război Mondial

Frontul de Est al Antantei s-a prăbușit complet după Revoluția Rusă, dar pe frontul italian, armata austro-ungară nu a făcut niciun progres împotriva Italiei după ianuarie 1918. În ciuda marilor succese din est, Germania a suferit o înfrângere totală pe frontul de vest, cel mai important. Până în 1918, situația economică s-a deteriorat (grevele din fabrici erau organizate de mișcările de stânga și pacifiste) și revoltele din armată deveniseră fapt divers. În capitale, mișcările liberale de stânga austriacă și maghiară (partidele nonconformiste) și liderii lor au susținut separatismul minorităților etnice. Austro-Ungaria a semnat un armistițiu general la Padova la 3 noiembrie 1918. În octombrie 1918, uniunea Ungariei cu Austria a fost dizolvată.

### Între războaiele mondiale (1918–1941)

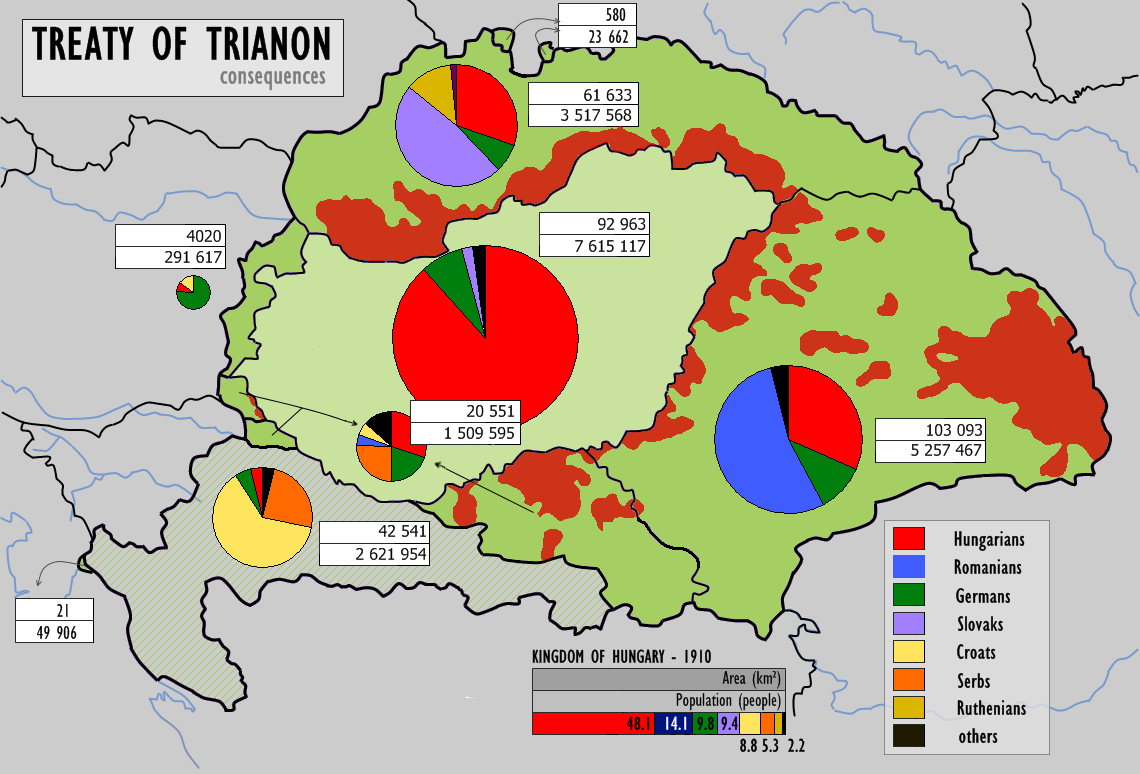
Odată cu Tratatul de la Trianon, Ungaria a pierdut 72% din teritoriul său, porturile maritime și 3.425.000 de etnici maghiari.

După Primul Război Mondial, Ungaria a trecut printr-o perioadă de profunde tulburări politice, începând cu Revoluția Crizantemelor din 1918, care l-a adus la putere pe social-democratul Mihály Károlyi ca prim-ministru. Armata regală maghiară Honvéd încă avea peste 1.400.000 de soldați când Mihály Károlyi a fost anunțat ca prim-ministru al Ungariei. Károlyi a acceptat solicitările pacifiste ale președintelui american Woodrow Wilson, ordonând dezarmarea armatei maghiare. Acest lucru s-a întâmplat sub conducerea lui Béla Linder⁠(d), ministru de război în guvernul Károlyi. Datorită dezarmării complete a armatei sale, Ungaria avea să rămână fără apărare națională într-un moment de vulnerabilitate deosebită. În timpul guvernării cabinetului pacifist al lui Károlyi, Ungaria a pierdut controlul asupra a cca. 75% din fostele sale teritorii dinainte de Primul Război Mondial (325.411 km² ) în urma înfrângerii în război. Ungaria Superioară (Slovacia de astăzi) a intrat sub controlul majorității slovace, care a format Cehoslovacia, împreună cu cehii din Austria; românii din Transilvania au proclamat unirea cu România la 1 decembrie 1918, după care armata română a înaintat în acel teritoriu; o forță sârbo-franceză⁠(d) a ocupat Voivodina și alte regiuni din sud. În martie 1919, comuniștii conduși de Béla Kun au înlăturat guvernul Károlyi și au proclamat Republica Sovietică Maghiară (Tanácsköztársaság), urmată de o campanie intensă de Teroare Roșie⁠(d). România și Cehoslovacia au invadat apoi Ungaria în sprijinul forțelor anticomuniste, iar tabăra lui Kun a rămas în cele din urmă în imposibilitatea de a rezista invaziei; până în august 1919, trupele românești ocupaseră Budapesta și l-au înlăturat pe Kun.

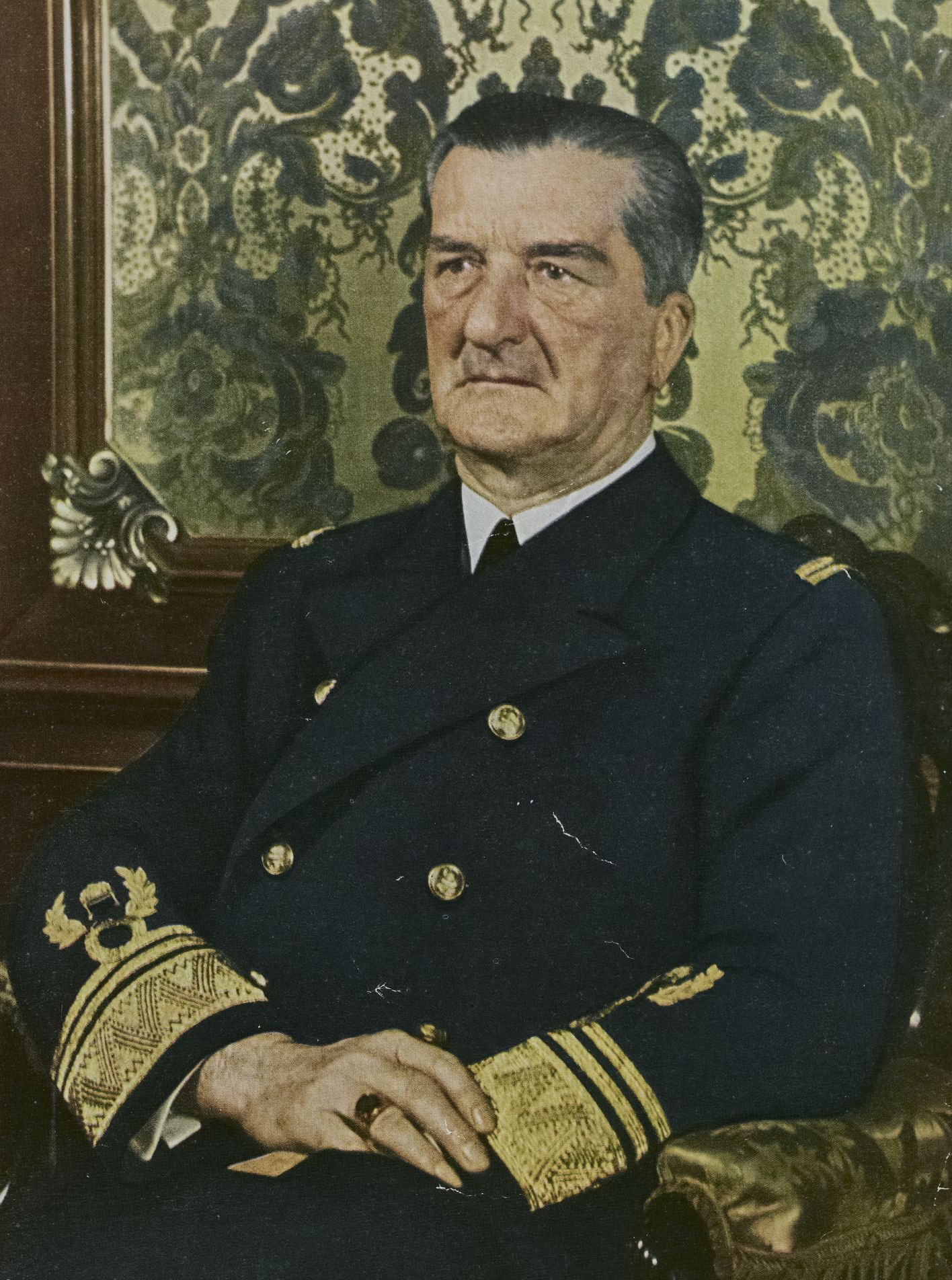
Miklós Horthy, regent al Regatului Ungariei (1920–1944)

În noiembrie 1919, forțele de dreapta conduse de fostul amiral austro-ungar Miklós Horthy au intrat în Budapesta; epuizată de război și de urmările acestuia, populația l-a acceptat pe Horthy drept conducător. În ianuarie 1920, au avut loc alegeri parlamentare și Horthy a fost proclamat regent al Regatului Ungariei, inaugurând așa-numita „epocă Horthy” (Horthy-kor). Noul guvern a lucrat rapid pentru a normaliza relațiile externe, în timp ce închidea ochii la Teroarea Albă⁠(d) care a cuprins mediul rural; omorurile extrajudiciare împotriva presupușilor comuniști și evrei au durat până în 1920. La 4 iunie în acel an, tratatul de la Trianon a stabilit noile frontiere ale Ungariei. Țara își pierduse în acest răstimp 71% din teritoriul său și 66% din populația antebelică, precum și multe surse de materii prime și unicul său port maritim, Fiume. Deși revizuirea Tratatului a ajuns rapid în fruntea agendei politice naționale, guvernul Horthy nu a fost dispus să recurgă la intervenție militară pentru a face acest lucru.
În primii ani, regimul Horthy a fost preocupat de încercările de puci ale lui Carol al IV-lea, pretendentul la tronul austro-ungar; de suprimarea continuă a comuniștilor; și de o criză migrațională declanșată de schimbările teritoriale de la Trianon. Deși au continuat să se țină alegeri oarecum libere, personalitatea lui Horthy și cea a premierilor săi aleși personal au dominat scena politică. Acțiunile guvernului au continuat să se orienteze spre dreapta odată cu adoptarea unor legi antisemite. Iredentismul declarat fățiș de clasa politică maghiară a făcut ca vecinii Ungariei să se coalizeze în Mica Înțelegere, și ca urmare țara a gravitat economic și apoi și politic către Italia și Germania. Marea Criză Economică a exacerbat și mai mult situația, iar popularitatea politicienilor fasciști precum Gyula Gömbös și Ferenc Szálasi, care promiteau redresare economică și socială, a crescut.
Agenda naționalistă a lui Horthy a atins apogeul în 1938 și 1940, când naziștii au răsplătit politica externă ferm pro-germană a Ungariei cu Primul și, respectiv, al Doilea Dictat de la Viena, readucând Ungariei prin presiuni diplomatice și amenințări cu războiul, teritoriile majoritar maghiare pierdute după Trianon, precum și alte teritorii majoritar românești, slovace și rutenești. În 1939, Ungaria a recâștigat și mai multe teritorii de la Cehoslovacia prin forță. Ungaria s-a alăturat oficial Puterilor Axei la 20 noiembrie 1940 și, în 1941, a participat la invazia Iugoslaviei, obținând o parte a fostelor sale teritorii din sud.

### Al Doilea Război Mondial (1941–1945)

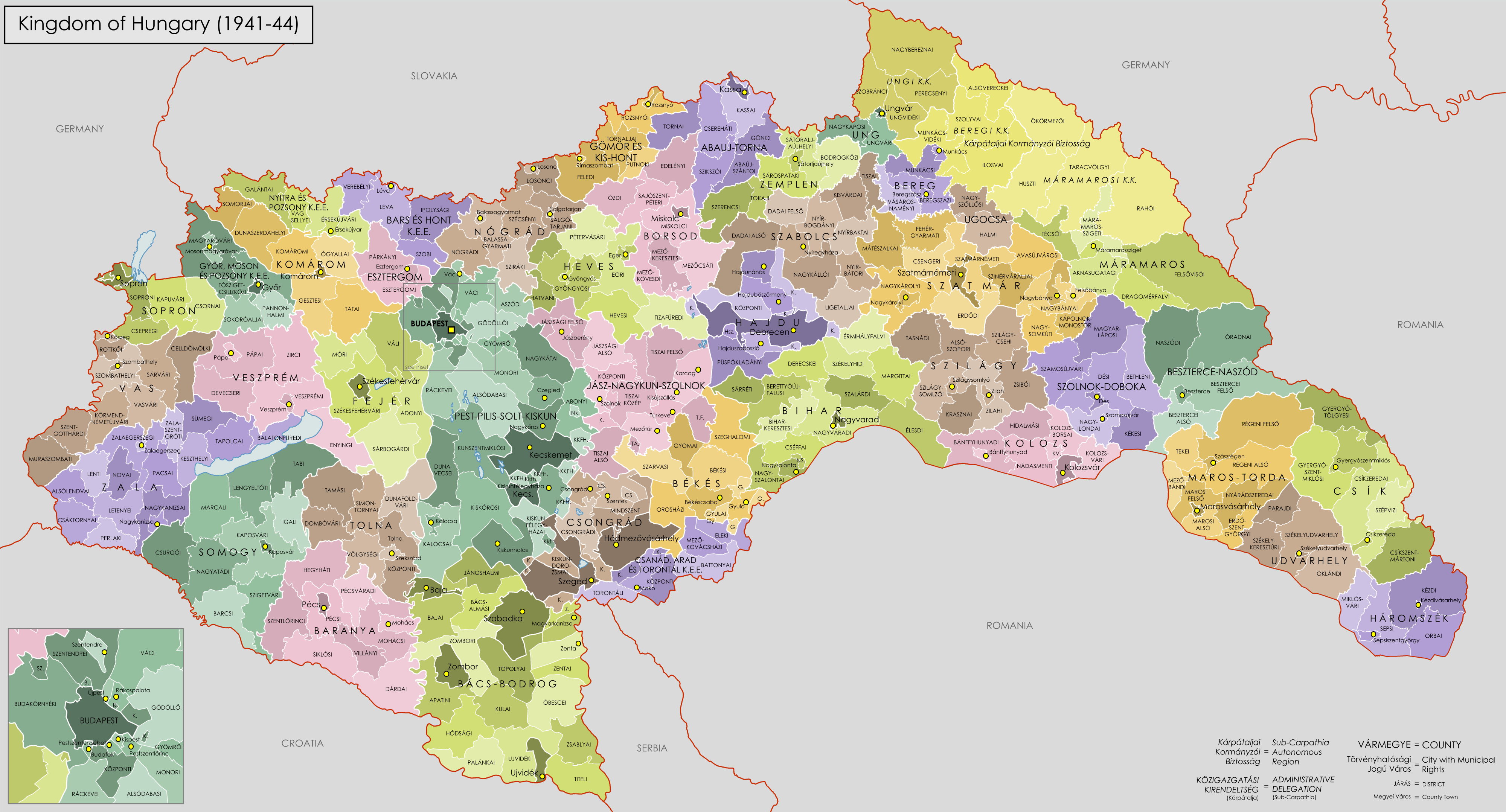
Regatul Ungariei, 1941–44

Ungaria a intrat oficial în al Doilea Război Mondial ca Putere a Axei la 26 iunie 1941, declarând război Uniunii Sovietice la cererea lui Hitler. Trupele maghiare au luptat pe Frontul de Est timp de doi ani. În ciuda unor succese timpurii, guvernul maghiar a început să caute un pact secret de pace cu Aliații, după ce Armata a II-a⁠(d) a suferit pierderi catastrofale pe râul Don⁠(d) în ianuarie 1943. Aflând despre dezertarea planificată, trupele germane au ocupat Ungaria la 19 martie 1944 pentru a garanta obediența lui Horthy. În octombrie, pe măsură ce frontul sovietic se apropia și guvernul maghiar depunea eforturi suplimentare pentru a se retrage din război, trupele germane l-au înlăturat pe Horthy și au instalat un guvern-marionetă al partidului fascist al Crucilor cu Săgeți condus de Szálasi. Szálasi a angajat toate capacitățile țării în serviciul mașinii de război germane. Până în octombrie 1944, sovieticii și românii au ajuns la râul Tisa și, în ciuda unor pierderi, au reușit să încercuiască și să asedieze Budapesta în decembrie.

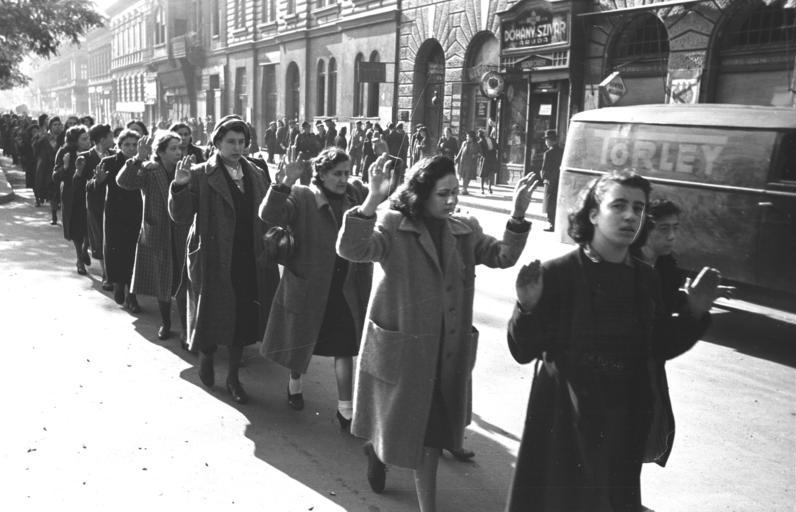
Femei evreice arestate pe strada Wesselényi din Budapesta în timpul Holocaustului, c. –

Ungaria a participat⁠(d) la Holocaust și prin guvernul antisemit al lui Horthy, dar regimul Crucilor cu Săgeți a fost mult mai sângeros. În timpul ocupației germane din mai-iunie 1944, poliția maghiară a deportat aproape 440.000 de evrei, în principal la Auschwitz. Aproape toți au fost uciși. Diplomatul suedez Raoul Wallenberg a reușit să salveze un număr considerabil de evrei maghiari dându-le pașapoarte suedeze. Rezső Kasztner, unul dintre liderii Comitetului Ungar de Ajutor și Salvare, a mituit ofițeri superiori SS, precum Adolf Eichmann, pentru a le permite unor evrei să scape.

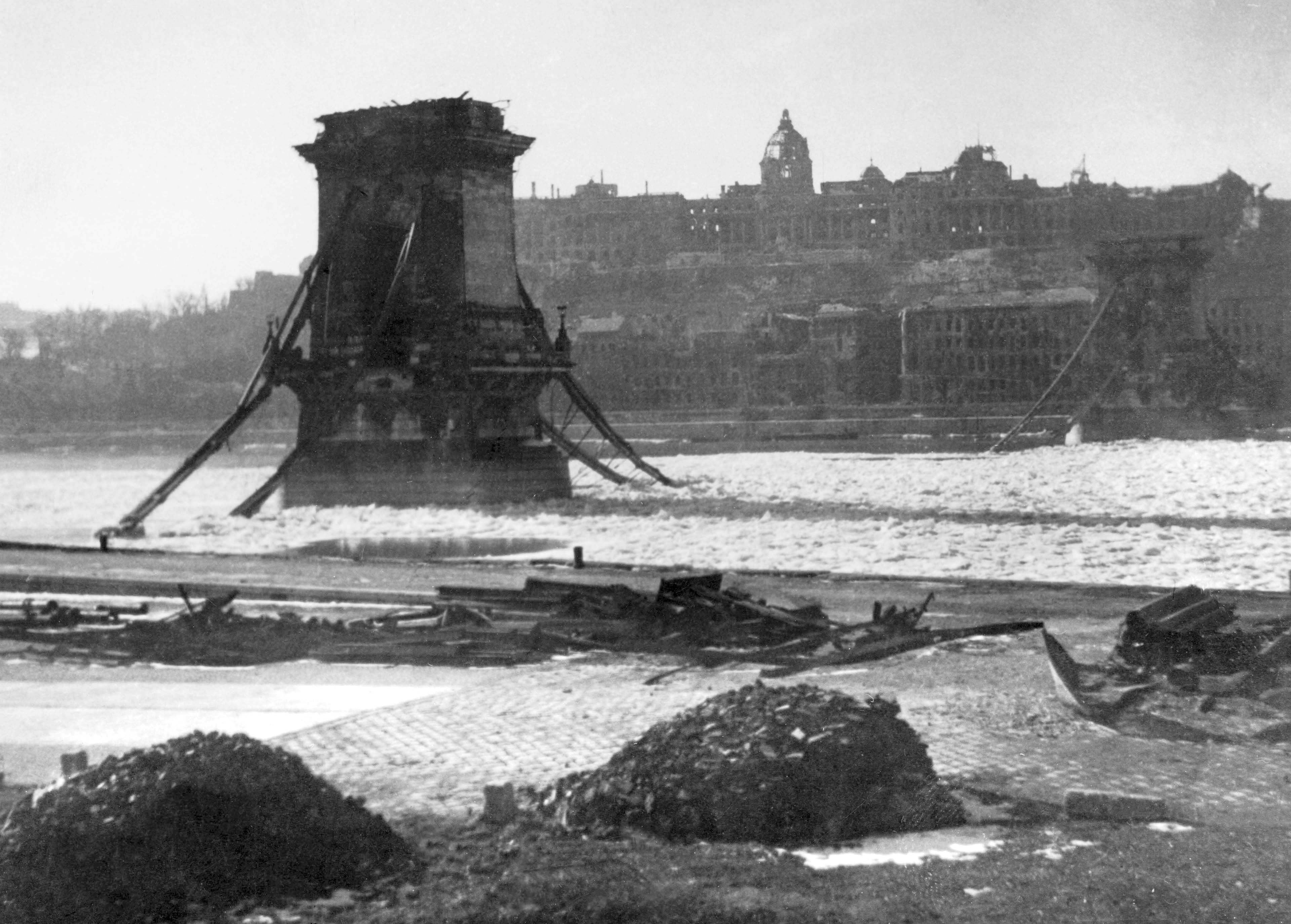
Podul cu Lanțuri Széchenyi și Castelul Buda în ruine după al Doilea Război Mondial (1946)

Războiul a lăsat Ungaria devastată, distrugând peste 60% din economie și provocând pierderi semnificative de vieți omenești. Pe lângă cei peste 600.000 de evrei maghiari uciși, până la 280.000 alți maghiari au fost victimele violurilor, omorurilor, execuțiilor și deportărilor pentru muncă forțată efectuate de Cehoslovacia, Armata Roșie sovietică, și Iugoslavia.
La 13 februarie 1945, Budapesta a capitulat; până în aprilie, trupele germane au părăsit țara, care a intrat sub ocupație militară sovietică. 200.000 de maghiari au fost expulzați din Cehoslovacia în schimbul a 70.000 de slovaci care trăiau în Ungaria. 202.000 de etnici germani au fost expulzați în Germania, iar prin tratatele de pace de la Paris din 1947, Ungaria a fost readusă la granițele sale de după Trianon.

### Comunismul (1945–1989)
După înfrângerea Germaniei naziste, Ungaria a devenit un stat satelit al Uniunii Sovietice. Conducerea sovietică l-a ales pe Mátyás Rákosi în fruntea stalinizării țării, iar Rákosi a condus de facto Ungaria între 1949 și 1956. Politicile guvernului de militarizare, industrializare, colectivizare și despăgubiri de război au dus la o scădere severă a nivelului de trai. Imitând KGB-ul lui Stalin, guvernul Rákosi a înființat o poliție politică secretă, ÁVH, pentru a impune noul regim. În epurările care au urmat, aproximativ 350.000 de foști oficiali și de intelectuali au fost închiși sau executați între 1948 și 1956. Mulți liber-gânditori, democrați și demnitari din epoca Horthy au fost arestați în secret și internați extrajudiciar în Gulaguri interne și în străinătate. Aproximativ 600.000 de maghiari au fost deportați în lagărele de muncă sovietice, unde au murit cel puțin 200.000.

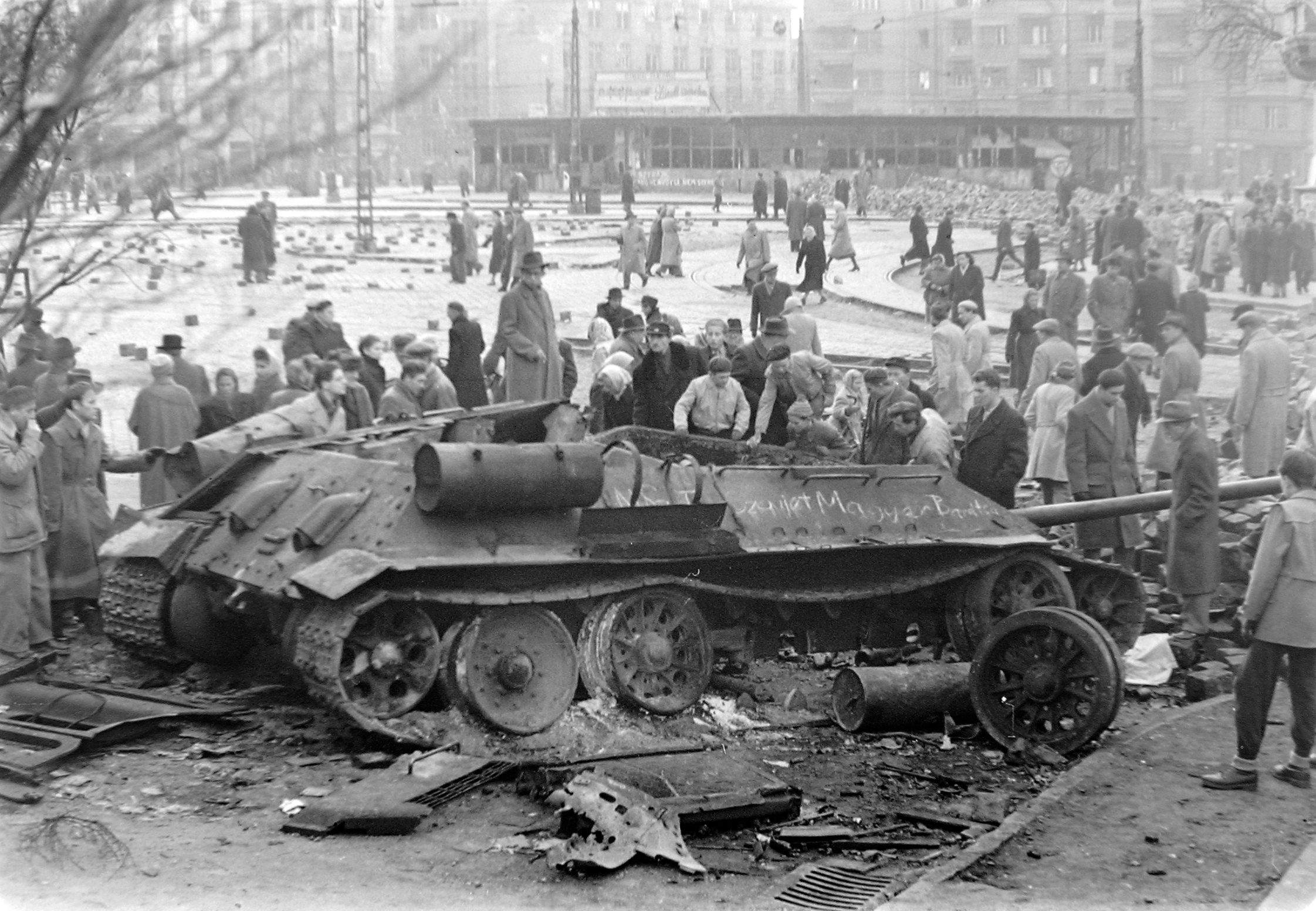
Un tanc sovietic distrus la Budapesta în timpul Revoluției din 1956 ; Omul anului al revistei Time pentru 1956 a fost luptătorul maghiar pentru libertate

După moartea lui Stalin în 1953, Uniunea Sovietică a urmat un program de destalinizare⁠(d) neprielnic pentru Rákosi, care a fost destituit. Relaxarea politică ce a urmat a adus ascensiunea lui Imre Nagy la funcția de premier și interesul crescând al studenților și intelectualilor pentru viața politică. Nagy a promis liberalizarea pieței și deschiderea politică, în timp ce Rákosi se opunea cu fermitate ambelor. Rákosi a reușit în cele din urmă să-l discrediteze pe Nagy și să-l înlocuiască cu comunistul mai conservator Ernő Gerő. Ungaria a aderat la Pactul de la Varșovia în mai 1955, pe măsură ce nemulțumirea societății față de regim creștea. După ce poliția secretă și soldații sovietici au tras asupra demonstranților pașnici la mitingurile din toată țara din 23 octombrie 1956, protestatarii au ieșit în stradă la Budapesta, declanșând Revoluția din 1956. În efortul de a potoli haosul, Nagy a revenit ca premier, a promis alegeri libere și a scos Ungaria din Pactul de la Varșovia.
Violențele au continuat însă, și au apărut miliții revoluționare împotriva Armatei Sovietice și AVH-ului; cei aproximativ 3.000 de opozanți au luptat împotriva tancurilor sovietice folosind cocktail-uri Molotov și pistoale-mitralieră. Deși avantajul numeric și tehnic al sovieticilor era imens, aceștia au suferit pierderi grele, iar până la 30 octombrie 1956, majoritatea trupelor sovietice s-au retras din Budapesta în zona rurală. Pentru o vreme, conducerea sovietică nu a fost sigură cum să răspundă la evoluțiile din Ungaria, dar în cele din urmă a decis să intervină pentru a preveni destabilizarea blocului sovietic. Pe 4 noiembrie, au intrat în țară din Uniunea Sovietică întăriri de peste 150.000 de militari și 2.500 de tancuri. Aproape 20.000 de maghiari au fost uciși opunându-se intervenției, în timp ce alți 21.600 au fost închiși ulterior din motive politice. Aproximativ 13.000 au fost internați și 230 au fost judecați și executați. Nagy a fost judecat în secret, găsit vinovat, condamnat la moarte și executat prin spânzurare în iunie 1958. Deoarece granițele au fost deschise pentru scurt timp, aproape un sfert de milion de oameni au fugit din țară până în momentul în care revoluția a fost înăbușită.

#### Epoca lui Kádár (1956–1988)

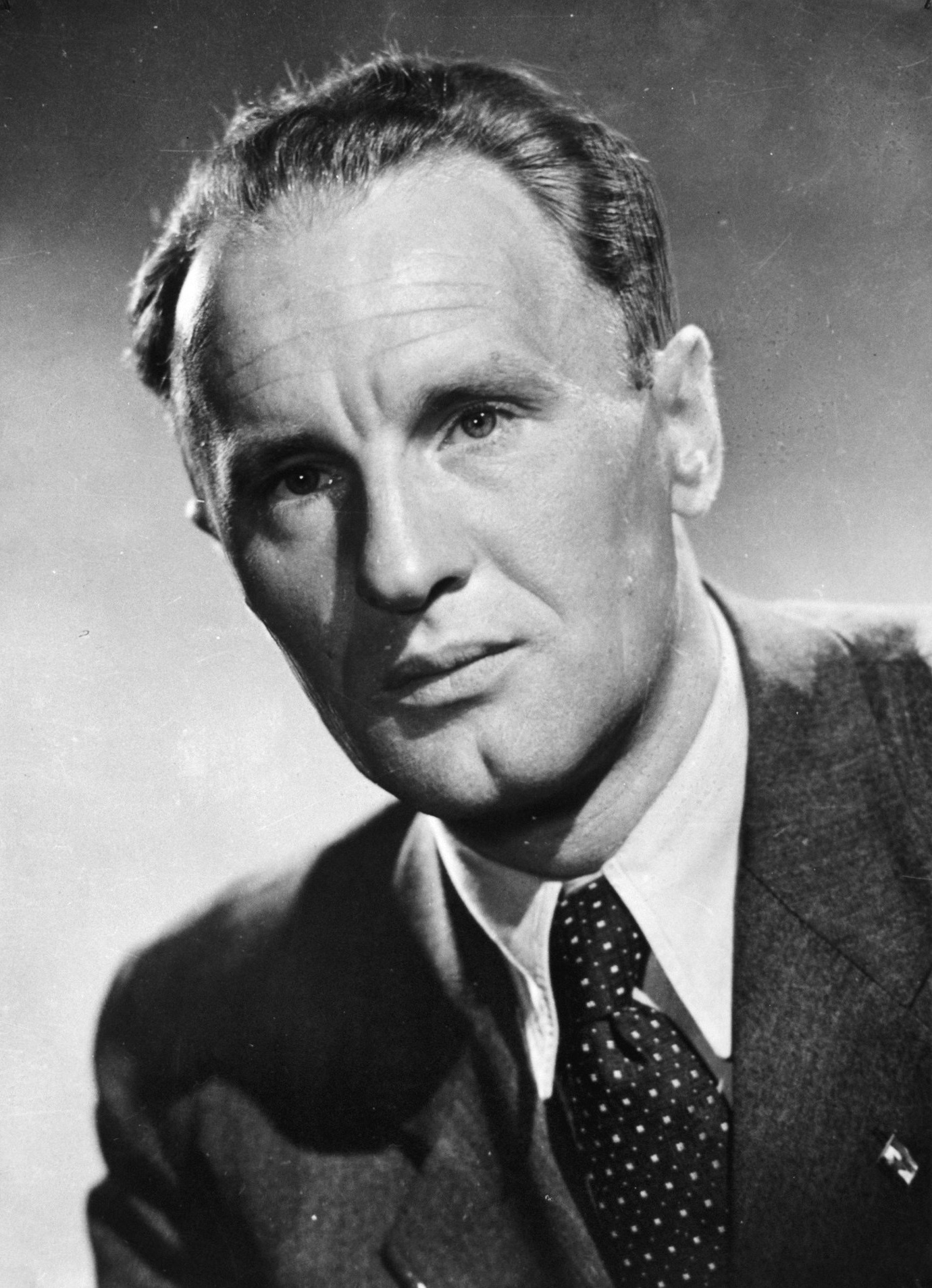
János Kádár, secretar general al MSZMP, (1956–1988)

După o a doua perioadă, mai scurtă, de ocupație militară sovietică, János Kádár, fostul ministru de stat al lui Nagy, a fost ales de conducerea sovietică să conducă noul guvern și să prezideze noul Partid Socialist Muncitoresc⁠(d) (MSzMP), aflat la guvernare. Kádár a normalizat rapid situația. În 1963, guvernul a acordat o amnistie generală și i-a eliberat pe majoritatea celor închiși pentru participarea lor activă la revoluție. Kádár a proclamat o nouă linie de politică, conform căreia oamenii nu mai erau obligați să-și declare loialitatea față de partid dacă acceptau în mod tacit regimul socialist ca pe un fapt al vieții. În multe discursuri, el și-a descris filosofia în cuvintele: „cei care nu sunt împotriva noastră sunt cu noi”. Kádár a introdus noi priorități ale planificării economiei, cum ar fi acordarea de loturi semnificative de teren privat fermierilor în cadrul sistemului fermelor colective (háztáji gazdálkodás). Nivelul de trai a crescut pe măsură ce bunurile de consum și producția de alimente au căpătat prioritate față de producția militară, care a fost redusă la o zecime din nivelurile dinainte de 1956.
În 1968, Noul Mecanism Economic⁠(d) (NME) a introdus elemente de piață liberă în economia socialistă. Din anii 1960 până la sfârșitul anilor 1980, Ungaria a fost adesea menționată drept „cea mai fericită baracă” din Blocul Răsăritean. În ultima parte a Războiului Rece, PIB-ul pe cap de locuitor al Ungariei ajunsese patrulea numai după Germania de Est, Cehoslovacia și Uniunea Sovietică însăși. Ca urmare a acestui nivel de trai relativ ridicat, a unei economii mai liberalizate, a unei prese mai puțin cenzurate și a drepturilor de călătorie mai puțin restricționate, Ungaria era în general considerată una dintre țările mai liberale din Europa Centrală în timpul comunismului. În anii 1980, totuși, nivelul de trai a scăzut din nou brusc din cauza unei recesiuni la nivel mondial⁠(d) la care sistemele comuniste nu au știut cum să răspundă. Până la moartea lui Kádár, în 1989, Uniunea Sovietică era într-un declin abrupt, și o generație mai tânără de reformiști considera liberalizarea ca soluție la problemele economice și sociale.

### A treia republică (1989-prezent)

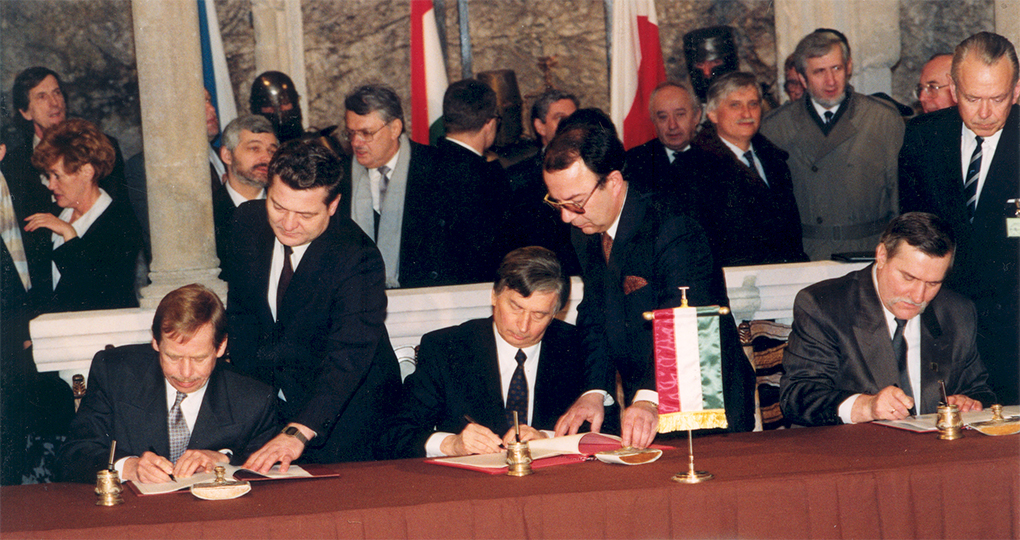
Ceremonia de semnare a acordului grupului de la Visegrád în februarie 1991

Tranziția Ungariei de la comunism la democrație și capitalism (rendszerváltás, „schimbarea de regim”) a fost pașnică și determinată de stagnarea economică, presiunea politică internă și schimbarea relațiilor cu celelalte țări ale Pactului de la Varșovia. Deși MSzMP a început discuțiile la masa rotundă⁠(d) cu diferite grupări de opoziție în martie 1989, reînhumarea lui Imre Nagy ca martir revoluționar din iunie este considerată sfârșitul simbolic al comunismului în Ungaria. Peste 100.000 de oameni au participat la ceremonia de la Budapesta fără nicio intervenție semnificativă a guvernului, iar mulți vorbitori au cerut deschis trupelor sovietice să părăsească țara. Alegeri libere au avut loc în mai 1990⁠(d), iar Forumul Democrat Maghiar⁠(d), un important grup conservator de opoziție, a fost ales în fruntea unui guvern de coaliție. József Antall a devenit primul prim-ministru ales democratic după al Doilea Război Mondial.
Odată cu eliminarea subvențiilor de stat și privatizarea rapidă în 1991, Ungaria a fost afectată de o recesiune economică severă. Măsurile de austeritate ale guvernului Antall s-au dovedit nepopulare, iar moștenitorul legal și politic al Partidului Comunist, Partidul Socialist, a câștigat alegerile ulterioare din 1994⁠(d). Această schimbare bruscă a peisajului politic s-a repetat în 1998⁠(d) și 2002; în fiecare ciclu electoral, partidul de guvernare era înlăturat și fosta opoziție venea la putere. La fel ca majoritatea statelor europene post-comuniste, totuși, Ungaria a urmărit în linii mari o agendă integraționistă, aderând la⁠(d) NATO în 1999 și la Uniunea Europeană în 2004⁠(d). Ca membru NATO, Ungaria a fost implicată în războaiele din Iugoslavia.
În 2006, au izbucnit mari proteste⁠(d) izbucnit după ce s-a dezvăluit că prim-ministrul Ferenc Gyurcsány a susținut într-un discurs cu ușile închise⁠(d) că partidul său „a mințit” pentru a câștiga recentele alegeri. Popularitatea partidelor de stânga a scăzut în urma revoltelor politice care au urmat, iar în 2010, Fidesz, partidul naționalist-conservator al lui Viktor Orbán, a fost ales cu o supermajoritate⁠(d) parlamentară. În consecință, legislativul a aprobat o nouă constituție, printre alte modificări guvernamentale și legale radicale. Deși aceste evoluții încă generează controverse, Fidesz și-a asigurat o a doua supermajoritate parlamentară în 2014 și o a treia în 2018⁠(d). Spre sfârșitul anilor 2010, Orbán s-a declarat adeptul unui concept numit „democrație iliberală”, un sistem în care libertățile individuale trec pe plan secund față de interesul statului. Încălcările drepturilor omului și regulilor statului de drept au adus țara sub atenția organizațiilor internaționale. În 2018, Parlamentul European a votat pentru a acționa împotriva Ungariei în condițiile articolului 7 din Tratatul privind Uniunea Europeană⁠(d), deși guvernul lui Orbán contestă acuzațiile. Atitudinea prietenoasă cu regimurile autoritare din lume, în special cu cel din Rusia lui Vladimir Putin au dus la o crescândă izolare diplomatică în cadrul Uniunii Europene în contextul invaziei rusești a Ucrainei în 2022, inclusiv o la îndepărtare a Ungariei de cel mai apropiat aliat al său, Polonia.

## Geografie

Harta fizică a Ungariei

Geografia Ungariei a fost în mod tradițional definită de cele două căi navigabile principale ale sale, Dunărea și Tisa. Aceasta se reflectă în frecventa împărțire a țării în trei secțiuni — Dunántúl („dincolo de Dunăre”, Transdanubia), Tiszántúl („dincolo de Tisa”) și Duna-Tisza kőze („între Dunăre și Tisa”). Dunărea curge pe direcția nord-sud chiar prin centrul Ungariei, iar întreaga țară se află în bazinul său hidrografic.
Transdanubia, care se întinde spre vest din centrul țării spre Austria, este o regiune predominant deluroasă, cu un relief variat care urcă până la niște munți de joasă înălțime: porțiunea orientală a Alpilor, Alpokalja⁠(d), în vestul țării, Munții Transdunăreni din regiunea centrală a Transdanubiei și Munții Mecsek și Munții Villány în sud. Cel mai înalt punct al zonei este Írott-kő din Alpi, la 882 m. Mica Câmpie Ungară (Kisalfőld) se găsește în nordul Transdanubiei. Lacul Balaton, cel mai mare lac din Europa Centrală, și Lacul Hévíz⁠(d), cel mai mare lac termal din lume, se află în Transdanubia.
Duna-Tisza kőze și Tiszántúl sunt caracterizate în principal prin Marea Câmpie Ungară (Alfőld), care se întinde pe majoritatea zonelor de est și sud-est ale țării. La nord de Câmpie se află poalele Carpaților într-o bandă largă lângă granița cu Slovacia. Vârful Kékes, de 1.014 m, este cel mai înalt munte din Ungaria și se găsește aici.
Fitogeografic⁠(d), Ungaria face parte din provincia central europeană a Regiunii Circumboreale⁠(d) a Regatului Boreal. Potrivit WWF, teritoriul Ungariei aparține ecoregiunii terestre a pădurilor mixte panonice⁠(d). În 2019, Ungaria avea un scor mediu al indicelui de integritate a peisajului forestier⁠(d) de 2,25/10, prin care se poziționa pe locul 156 la nivel global din 172 de țări.
În Ungaria sunt 10 parcuri naționale, 145 de rezervații naturale minore și 35 de zone de peisaj protejat.
Ungaria nu are ieșire la mare.

### Climă
Ungaria are o climă sezonieră temperată, cu veri în general calde, cu niveluri generale scăzute de umiditate, dar cu averse de ploaie frecvente și ierni reci cu zăpadă. Temperatura medie anuală este de 9,7 °C. Temperaturile extreme istorice sunt 41,9 °C la 20 iulie 2007 la Kiskunhalas vara și −35 °C la 16 februarie 1940 la Miskolc-Gőrőmbőlytapolca iarna. Maxima medie din timpul verii este între 23–28 °C și minima medie din timpul iernii este între −7 și −3 °C. Precipitațiile medii anuale sunt de aproximativ 600 mm.
Ungaria ocupă locul șase în indicele de protecție a mediului calculat de către GW/CAN⁠(d).

## Guvernare și politică
Ungaria este o republică unitară, parlamentară. Sistemul politic maghiar funcționează într-un cadru reformat în 2012; acest document constituțional este Legea fundamentală a Ungariei. Amendamentele necesită, în general, o majoritate de două treimi din parlament; principiile fundamentale ale constituției (așa cum sunt exprimate în articolele care garantează demnitatea umană, separarea puterilor, structura statului și statul de drept) sunt valabile în permanență. 199 de deputați ai Parlamentului (országgyűlési képviselő) sunt aleși în cel mai înalt organ al autorității de stat, Országgyűlés (Adunarea Națională) unicamerală, la fiecare patru ani, într-un singur tur de scrutin, cu un prag electoral de 5%. 
Președintele Republicii⁠(d) (köztársasági elnök) servește ca șef al statului și este ales de Adunarea Națională la fiecare cinci ani. Președintele este învestit în primul rând cu responsabilități și puteri reprezentative: primirea șefilor de stat străini, nominalizarea oficială a prim-ministrului la recomandarea Adunării Naționale și funcția de comandant suprem⁠(d) al forțelor armate⁠(d). Important este că președintele este învestit și cu drept de veto și poate trimite legile adoptate către Curtea Constituțională⁠(d), formată din 15 membri, pentru revizuire. Al treilea post guvernamental ca importanță în Ungaria este președintele Adunării Naționale, care este ales de Adunarea Națională și responsabil cu supervizarea sesiunilor zilnice ale legislativului. 

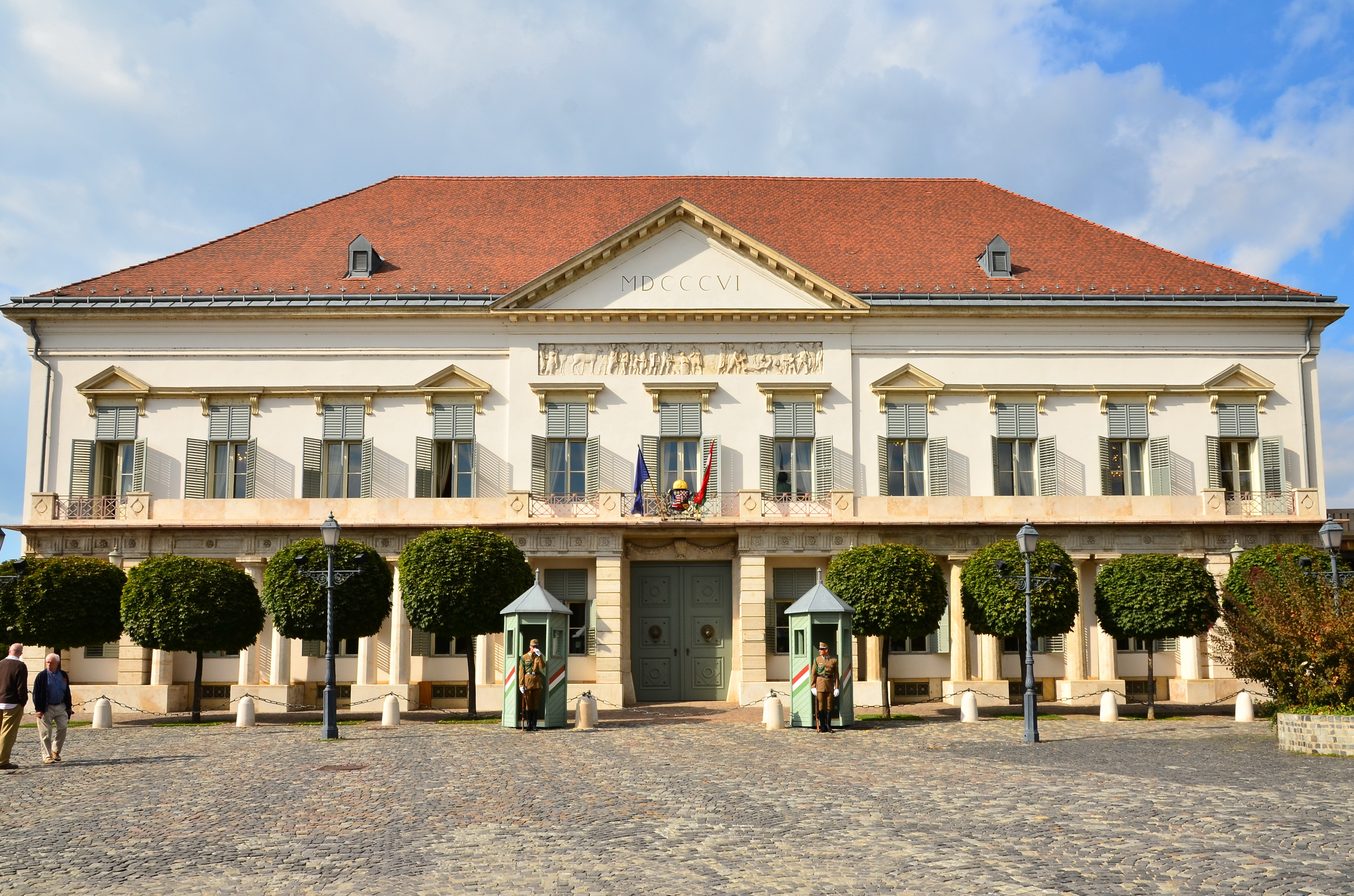
este a

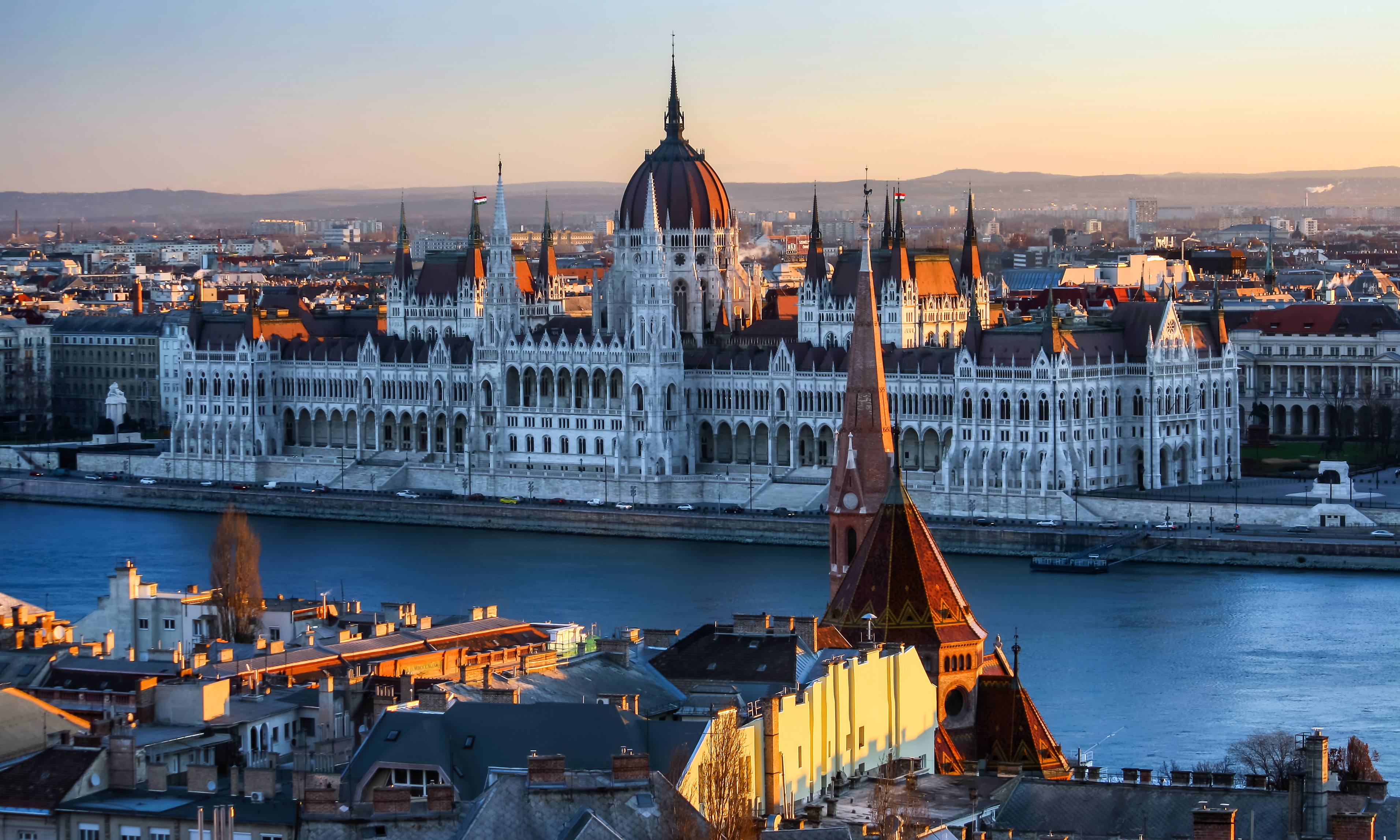
Clădirea Parlamentului Ungariei de pe malul Dunării la Budapesta

Prim-ministrul (miniszterelnök) este ales de Adunarea Națională, servește ca șef al guvernului și exercită puterea executivă. În mod tradițional, prim-ministrul este liderul celui mai mare partid din parlament. Prim-ministrul selectează miniștrii cabinetului și are dreptul exclusiv de a-i demite, deși candidații trebuie să se prezinte înaintea audierilor deschise consultative în fața uneia sau mai multor comisii parlamentare, să treacă de un vot în Adunarea Națională și să fie aprobați oficial de președinte. Cabinetul raportează parlamentului. 
În 2009, din cauza dificultăților economice puternice, Ungaria a fost nevoită să solicite ajutorul FMI pentru aproximativ 9 miliarde de euro. Raportul datorie/PIB al Ungariei a avut apogeul în 2011, când a fost de 83% și a scăzut de atunci. Potrivit Eurostat, datoria publică a Ungariei se ridică la 25.119 miliarde HUF sau 74,1% din PIB-ul său în 2016. Guvernul a atins un deficit bugetar de 1,9% din PIB în 2015. Ratingul de credit al Ungariei de către agențiile de rating⁠(d) Standard & Poor's, Moody's și Fitch Ratings se situează la Investment Grade BBB, cu o perspectivă stabilă în 2016. Pe indicele de percepție a corupției din 2019 de la Transparency International, sectorul public al Ungariei s-a deteriorat de la un scor de 51 în 2015 la 44 în 2019, devenind al doilea cel mai corupt membru al UE la egalitate cu România și în urma Bulgariei.
După un deceniu de guvernare Fidesz-KDNP condus de Viktor Orbán, raportul Nations in Transit 2020 întocmit de Freedom House a retrogradat Ungaria de la statutul de democrație la cel de regim de tranziție sau hibrid⁠(d). Potrivit raportului, „alianța de dreapta... a subminat treptat statul de drept în Ungaria și a impus un control strict asupra instituțiilor independente ale țării... [a] rescris constant constituția maghiară și a eliminat garanțiile democratice întruchipate statutar de Curtea Constituțională, Parchetul, Autoritatea de presă și Oficiul de Audit al Statului...”. De asemenea, a limitat supravegherea parlamentară, mass-media independente, organizațiile neguvernamentale și mediul academic⁠(d), consolidând în același timp puterea în jurul guvernului central. Și alte barometre ale nivelului de democrație au evaluat Ungaria ca stat nedemocratic și există o mare varietate de etichete pentru sistemul politic al Ungariei găsite în lucrările de specialitate. Conform datelor Institutului V-Dem⁠(d), Ungaria era în 2021 una dintre țările cu cele mai rapide ritmuri de autocratizare⁠(d) din lume.

### Partide politice
De la căderea comunismului, Ungaria are un sistem multipartid. Ultimele alegeri parlamentare din Ungaria⁠(d) au avut loc la 8 aprilie 2018. Aceste alegeri parlamentare au fost al șaptelea de la primele alegeri multipartide din 1990⁠(d). Rezultatul a fost o victorie pentru alianța Fidesz–KDNP, care și-a păstrat majoritatea de două treimi, Viktor Orbán rămânând prim-ministru. A fost al doilea scrutin conform noii Constituții a Ungariei, care a intrat în vigoare la 1 ianuarie 2012. Noua lege electorală a intrat și ea în vigoare în acea zi. Alegătorii au ales 199 de parlamentari în loc de 386 de parlamentari, cum era înainte. Peisajul politic actual din Ungaria este dominat de gruparea conservatoare Fidesz, care are aproape o supermajoritate, și de două partide de dimensiuni medii, Coaliția Democrată de stânga (DK) și partidul liberal Momentum⁠(d).
Caracterul democratic al parlamentului maghiar a fost restabilit odată cu căderea Cortinei de Fier și sfârșitul dictaturii comuniste în 1989. Parlamentul de astăzi este încă numit Országgyűlés la fel ca pe vremea regală, dar pentru a face diferența între dieta regală istorică, este denumit astăzi „Adunarea Națională”. Dieta Ungariei a fost o instituție legislativă în regatul medieval al Ungariei începând cu anii 1290, și în statele sale succesoare, Ungaria Regală și regatul habsburgic al Ungariei în perioada modernă timpurie. Articolele dietei din 1790 stabileau că dieta ar trebui să se întâlnească cel puțin o dată la 3 ani, dar, deoarece dieta era numită de monarhia habsburgică, această promisiune nu a fost ținută de mai multe ori după aceea. Ca urmare a Compromisului Austro-Ungar, legislativul a fost reconstituit în 1867. Termenul latin Natio Hungarica („națiunea ungară”) a fost folosit pentru a desemna elita politică care avea drept de participare la dietă, formată din nobilime, clerul catolic și câțiva burghezi cu drepturi speciale, indiferent de limbă sau etnie.

### Sistemul judiciar

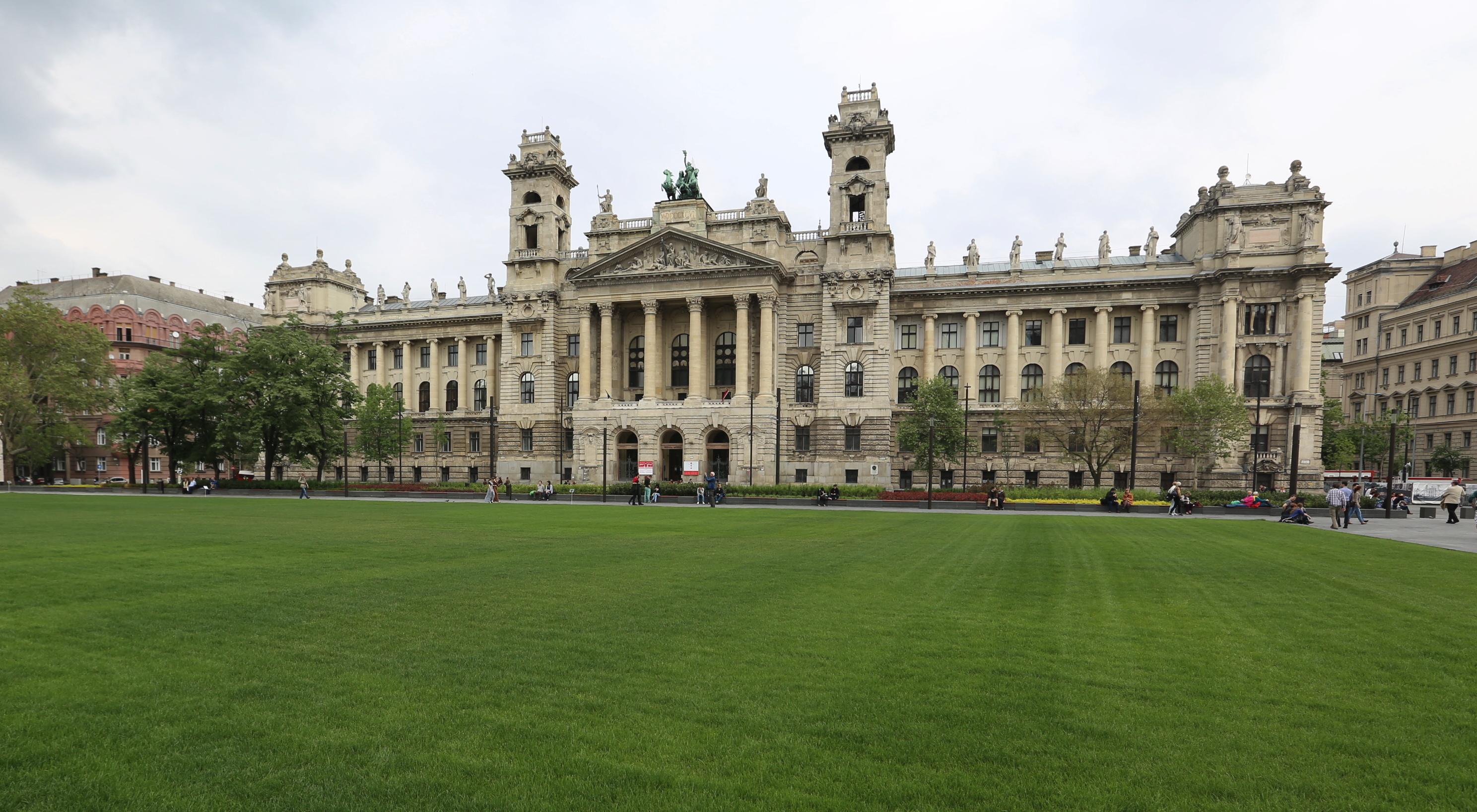
Sediul inițial și viitor al Curiei, instanța supremă din Ungaria

Sistemul judiciar din Ungaria este un sistem de drept civil împărțit între instanțe cu jurisdicție civilă și penală obișnuită și instanțe administrative⁠(d) cu competență în litigiile dintre persoane fizice și administrația publică. Dreptul maghiar este codificat și bazat pe dreptul german⁠(d) și, într-un sens mai larg, pe dreptul civil sau dreptul roman. Sistemul judiciar de jurisdicție civilă și penală este format din instanțele locale (járásbíróság), curțile de apel regionale (ítélőtábla) și curtea supremă (Kúria). Cele mai înalte instanțe din Ungaria se află la Budapesta.
Aplicarea legii în Ungaria este împărțită între poliție⁠(d) și Administrația Națională Fiscală și Vamală. Poliția Maghiară este principala și cea mai mare agenție de aplicare a legii⁠(d) din Ungaria. Ea îndeplinește aproape toate sarcinile generale ale poliției, cum ar fi ancheta penală, activitatea de patrulare, poliția rutieră, controlul la frontieră. Este condusă de Comisarul Național al Poliției sub controlul ministrului de interne⁠(d). Organismul este împărțit în departamente de poliție județene, care sunt, la rândul lor, împărțite în departamente de poliție regionale și orășenești. Poliția Națională are și agenții subordonate cu jurisdicție la nivel național, precum Nemzeti Nyomozó Iroda (Biroul Național de Investigații), o forță de poliție civilă specializată în investigarea infracțiunilor grave, și Készenléti Rendőrség (poliția în așteptare) care se ocupă în principal de controlul mulțimilor și adesea întărește forțele de poliție locale. Datorită aderării Ungariei la tratatul Schengen, poliția și polițiștii de frontieră au fost comasate într-un singur corp național, polițiștii de frontieră devenind ofițeri de poliție. Această fuziune a avut loc în ianuarie 2008. Autoritatea de Vamă și Accize a rămas în subordinea Ministerului Finanțelor sub Administrația Națională Fiscală și Vamală.

### Împărțire administrativă
Ungaria este un stat național unitar împărțit în 19 județe (vármegye). În plus, capitala (főváros), Budapesta, este o entitate independentă. Județele și capitala sunt cele 20 de unități NUTS⁠(d) de nivelul trei ale Ungariei. Ele sunt în continuare subdivizate în 174 de districte (járás) introduse în 2013. Districtele sunt împărțite în continuare în orașe și sate, dintre care 23 sunt orașe desemnate cu drepturi de județ⁠(d) (megyei jogú város), sau „municipii”. Autoritățile locale ale acestor orașe au competențe extinse, dar aceste orașe aparțin teritoriului districtului respectiv și nu sunt unități teritoriale independente. Consiliile județene și districtuale, și comunele au roluri diferite și responsabilități separate în ceea ce privește administrația locală. Rolul județelor este în principiu administrativ și se concentrează pe dezvoltarea strategică, în timp ce grădinițele, utilitățile publice de apă, gestionarea deșeurilor, îngrijirea vârstnicilor și serviciile de urgență sunt administrate de comune.
Din 1996, județele și orașul Budapesta au fost grupate în șapte regiuni în scopuri statistice și de dezvoltare. Aceste șapte regiuni constituie unitățile NUTS de nivel doi ale Ungariei. Acestea sunt Ungaria Centrală, Transdanubia Centrală, Nordul Marii Câmpii, Ungaria de Nord, Transdanubia de Sud, Sudul Marii Câmpii și Transdanubia de Vest.
| Județ (megye)          | Centrul administrativ | Populația | Regiunea              |
| ---------------------- | --------------------- | --------- | --------------------- |
| Bács-Kiskun            | Kecskemét             | 524.841   | Sudul Marii Câmpii    |
| Baranya                | Pécs                  | 391.455   | Transdanubia de Sud   |
| Békés                  | Békéscsaba            | 361.802   | Sudul Marii Câmpii    |
| Borsod-Abaúj-Zemplén   | Miskolc               | 684.793   | Ungaria de Nord       |
| Capitala Budapesta     | Budapesta             | 1.744.665 | Ungaria Centrală      |
| Csongrád-Csanád        | Seghedin              | 421.827   | Sudul Marii Câmpii    |
| Fejér                  | Székesfehérvár        | 426.120   | Transdanubia Centrală |
| Győr-Moson-Sopron      | Győr                  | 449.967   | Transdanubia de Vest  |
| Hajdú-Bihar            | Debrețin              | 565.674   | Nordul Marii Câmpii   |
| Heves                  | Eger                  | 307.985   | Ungaria de Nord       |
| Jász-Nagykun-Szolnok   | Szolnok               | 386.752   | Nordul Marii Câmpii   |
| Komárom-Esztergom      | Tatabánya             | 311.411   | Transdanubia Centrală |
| Nógrád                 | Salgótarján           | 201.919   | Ungaria de Nord       |
| Pesta                  | Budapesta             | 1.237.561 | Ungaria Centrală      |
| Somogy                 | Kaposvár              | 317.947   | Transdanubia de Sud   |
| Szabolcs-Szatmár-Bereg | Nyíregyháza           | 552.000   | Nordul Marii Câmpii   |
| Tolna                  | Szekszárd             | 231.183   | Transdanubia de Sud   |
| Vas                    | Szombathely           | 257.688   | Transdanubia de Vest  |
| Veszprém               | Veszprém              | 353.068   | Transdanubia Centrală |
| Zala                   | Zalaegerszeg          | 287.043   | Transdanubia de Vest  |

### Relațiile externe

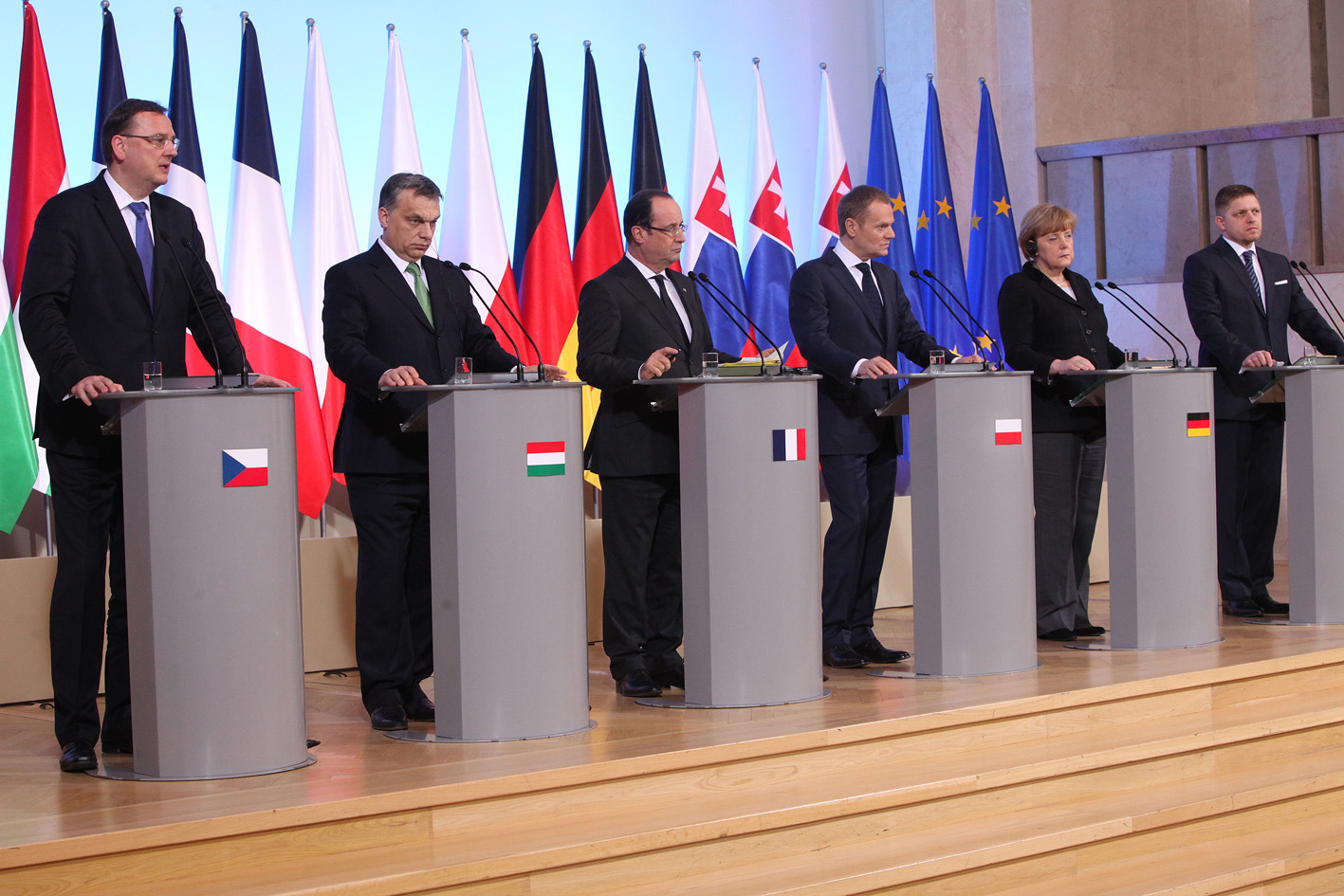
Întâlnirea liderilor Grupului de la Visegrád, plus Germania și Franța în 2013

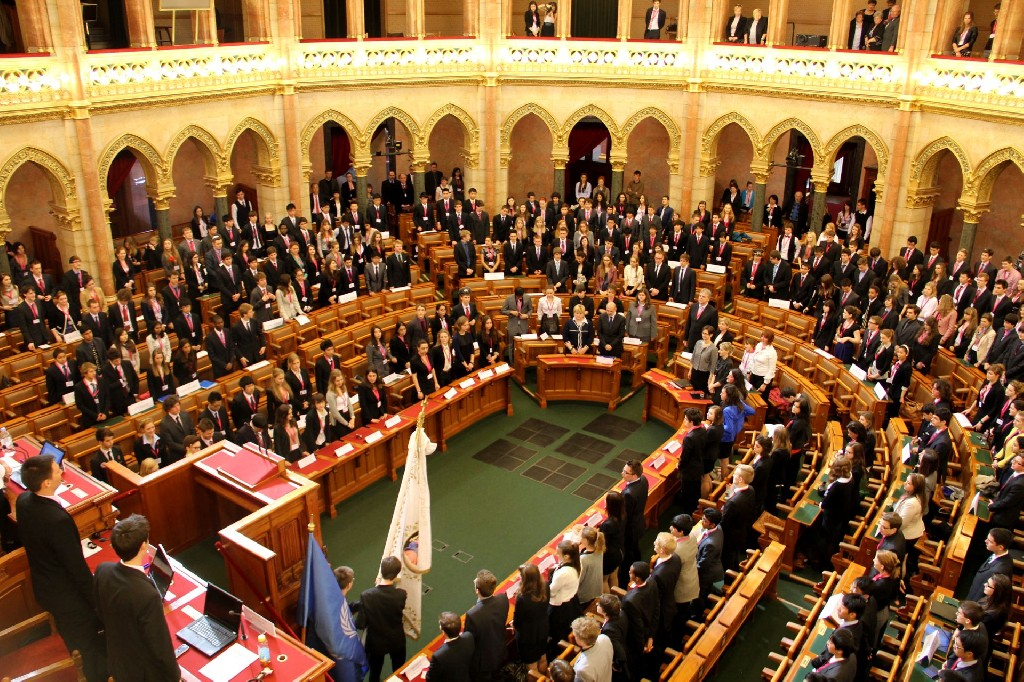
Conferința Națiunilor Unite în sala de adunări a Camerei Magnaților din Parlamentul Ungariei

Ungaria este membră a Națiunilor Unite din decembrie 1955 și membră a Uniunii Europene, NATO, OCDE, a Grupului de la Visegrád, OMC, Băncii Mondiale, AIIB⁠(d) și FMI. Ungaria a preluat președinția Consiliului Uniunii Europene pentru o jumătate de an în 2011, iar următoarea dată îi va veni rândul în 2024. În 2015, Ungaria a fost al cincilea cel mai mare donator din OCDE de ajutor pentru dezvoltare⁠(d) non-DAC din lume, ceea ce reprezintă 0,13% din venitul său național brut⁠(d).
În capitala Ungariei, Budapesta, se află peste 100 de ambasade și organisme reprezentative ale unor actori politici internaționali. Ungaria găzduiește și sediul principal și regional al multor organizații internaționale, dintre care Institutul European de Inovare și Tehnologie, Colegiul European de Poliție, Înaltul Comisar al Națiunilor Unite pentru Refugiați, Organizația Națiunilor Unite pentru Alimentație și Agricultură, Centrul Internațional pentru Tranziție Democratică⁠(d), Institutul de Educație Internațională⁠(d), Organizația Internațională a Muncii, Organizația Internațională pentru Migrație⁠(d), Crucea Roșie Internațională, Centrul Regional de Mediu pentru Europa Centrală și de Est⁠(d), Comisia Dunării⁠(d) și altele.
Din 1989, principalul obiectiv al politicii externe al Ungariei a fost realizarea integrării în organizațiile economice și de securitate occidentale. Ungaria s-a alăturat programului Parteneriat pentru Pace în 1994 și a sprijinit activ misiunile IFOR⁠(d) și SFOR⁠(d) din Bosnia. Din 1989, Ungaria și-a îmbunătățit relațiile de vecinătate adesea înghețate prin semnarea tratatelor de bază cu România, Slovacia și Ucraina. Prin acestea, ea a renunțat la orice revendicări teritoriale mai vechi și a pus bazele unor relații constructive. Cu toate acestea, problema drepturilor minorităților etnice maghiare⁠(d) din România, Slovacia și Serbia provoacă periodic tensiuni în relațiile bilaterale. Din 2017, relațiile cu Ucraina⁠(d) s-au deteriorat rapid din cauza problemei minorității maghiare din Ucraina⁠(d), dar și din cauza relațiilor amicale ale Ungariei cu Rusia. Din 1989, Ungaria a semnat toate documentele OSCE și a fost președinte în exercițiu al OSCE în 1997. Din punct de vedere istoric, Ungaria a avut relații⁠(d) deosebit de prietenoase cu Polonia; această relație specială a fost recunoscută de parlamentele ambelor țări în 2007 prin declararea comună a zilei de 23 martie drept „Ziua prieteniei polono-maghiare”. Aceste relații s-au răcit însă din cauza pozițiilor divergente ale celor două țări pe marginea invaziei ruse a Ucrainei.

### Armata
Președintele deține titlul de comandant suprem⁠(d) al forțelor armate ale țării. Ministerul Apărării⁠(d), împreună cu șeful statului major⁠(d), administrează forțele armate, compuse în principal din Forțele Terestre Ungare⁠(d) și Forțele Aeriene Ungare⁠(d). Din 2007, Forțele Armate Ungare se află sub o structură de comandă unificată. Ministerul Apărării menține controlul politic și civil asupra armatei. Comandamentul subordonat al forțelor comune coordonează și comandă HDF. În 2016, forțele armate aveau 31.080 de persoane în serviciu activ, rezerva operativă ducând numărul total de trupe la cincizeci de mii. În 2016, cheltuielile militare pentru anul următor urmau să fie de 1,21 miliarde de dolari, aproximativ 0,94% din PIB-ul țării, cu mult sub ținta NATO de 2%. În 2012, guvernul a adoptat o rezoluție în care se angajează să crească cheltuielile pentru apărare la 1,4% din PIB până în 2022.
Serviciul militar⁠(d) este voluntar, dar pe timp de război se pot fac încorporări obligatorii⁠(d). Pentru modernizare, Ungaria a decis în 2001 să cumpere 14 avioane de luptă JAS 39 Gripen pentru aproximativ 800 milioane de euro. Centrul Național de Securitate Cibernetică a Ungariei a fost reorganizat în 2016 pentru a deveni mai eficient.

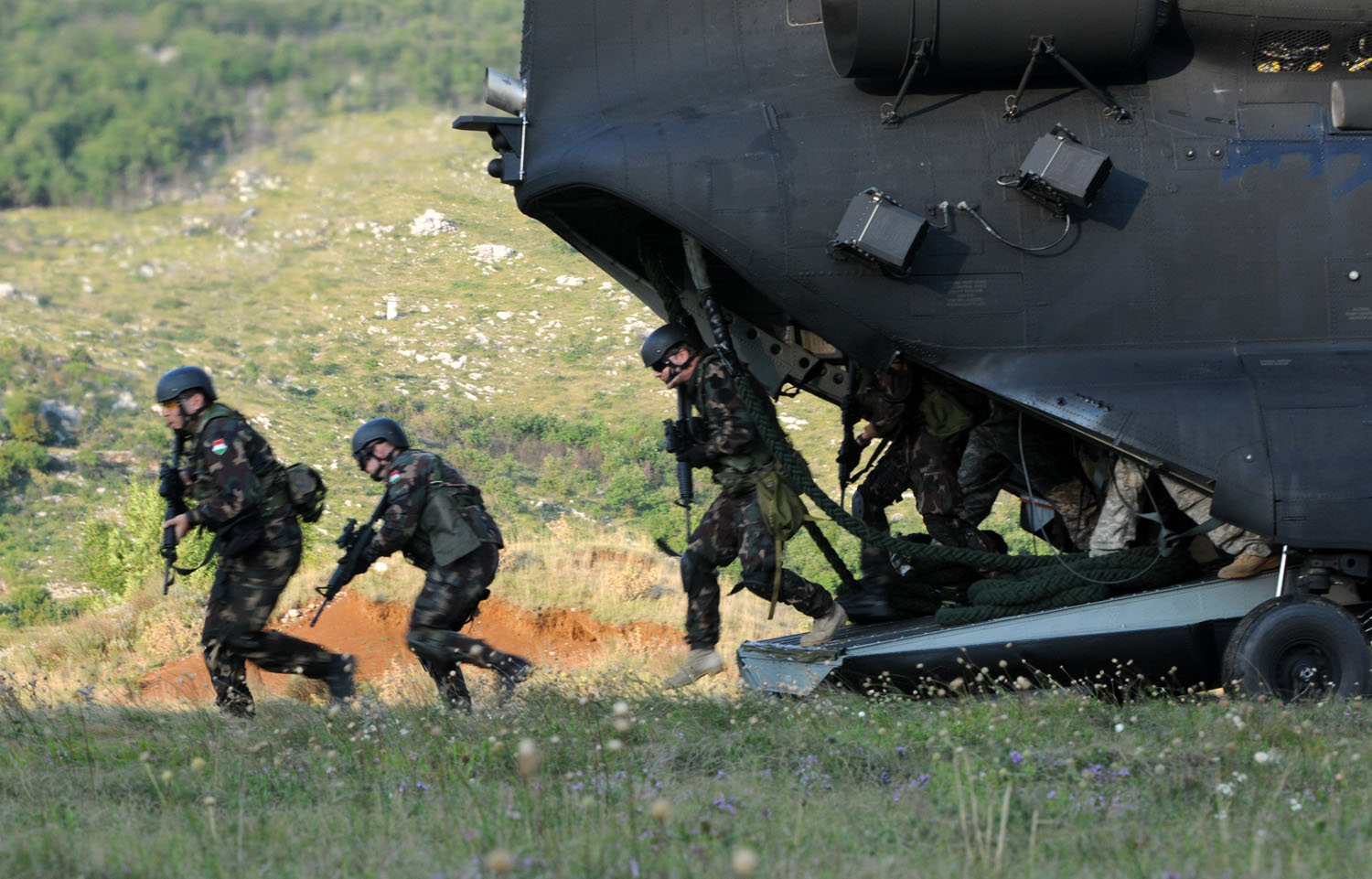

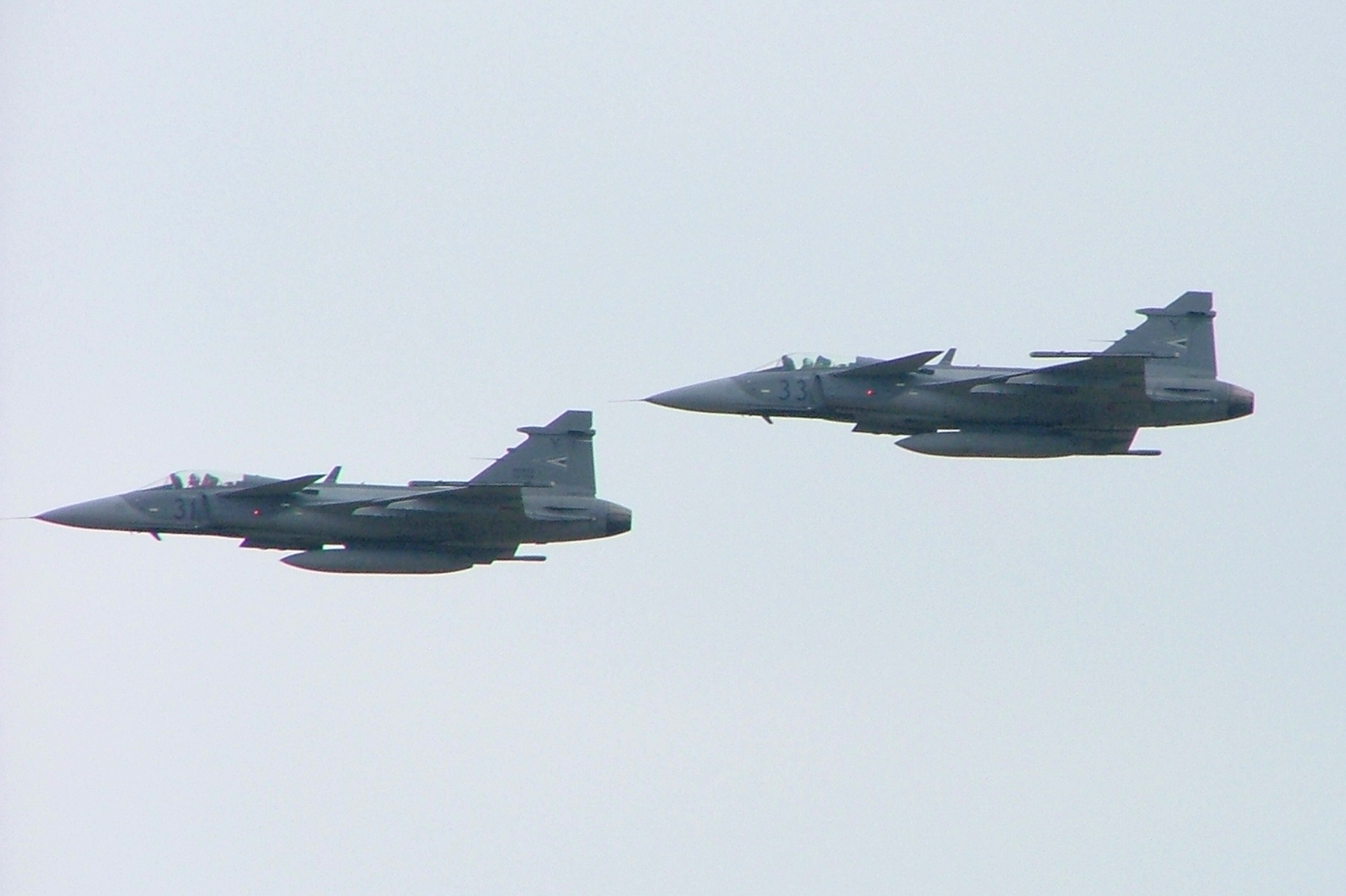
Avion de luptă multirol JAS 39 Gripen

În 2016, armata maghiară avea aproximativ 700 de soldați staționați în țări străine ca parte a forțelor internaționale de menținere a păcii, inclusiv 100 de militari HDF în forța ISAF condusă de NATO în Afganistan, 210 soldați maghiari în Kosovo, sub comanda KFOR, și 160 de militari în Bosnia și Herțegovina. Ungaria a trimis o unitate logistică de 300 de oameni în Irak pentru a sprijini acțiunile SUA cu convoaie de transport armate, deși opinia publică s-a opus participării țării la război.

## Economie

Ungaria face parte din piața internă a Uniunii Europene cu 508 milioane de consumatori și face parte din spațiul Schengen

O reprezentare proporțională a exporturilor Ungariei, 2019

Ungaria este o economie mixt cu venituri mari inclusă în OCDE, cu un indice de dezvoltare umană foarte ridicat și forță de muncă calificată, cu a 16-a cea mai mică inegalitate a veniturilor din lume. În plus, este a 9-a cea mai complexă economie⁠(d) conform Indicelui Complexității Economice. Economia maghiară este a 57-a ca mărime din lume (din 188 de țări măsurate de FMI) cu un produs total de 265.037 miliarde de dolari, și ocupă locul 49 în lume în ceea ce privește PIB-ul pe cap de locuitor măsurat prin paritatea puterii de cumpărare. Ungaria este o economie de piață orientată spre export, cu un accent puternic pe comerțul exterior, astfel țara este a 36-a cea mai mare economie de export din lume. A exportat de peste 100 de miliarde de dolari în 2015, cu un surplus comercial⁠(d) de 9.003 miliarde de euro, din care 79% a mers către UE și 21% a fost comerț extra-UE. Ungaria are o economie privată în proporție de peste 80%, cu o impozitare totală de 39,1%, care oferă baza pentru cheltuielile sociale ale statului. În ceea ce privește cheltuielile, consumul gospodăriilor⁠(d) este componenta principală a PIB și reprezintă 50 la sută din utilizarea totală a acestuia, urmat de formarea de capital fix⁠(d) cu 22 la sută și de cheltuielile publice⁠(d) cu 20 la sută. Ungaria continuă să fie una dintre principalele țări atrăgătoare pentru investițiile străine directe⁠(d) în Europa Centrală și de Est, FDI-ul țării fiind de 119,8 miliarde de dolari în 2015, în timp ce Ungaria investește peste 50 de miliarde de dolari în străinătate. În 2015, principalii parteneri comerciali ai Ungariei erau Germania, Austria, România, Slovacia, Franța, Italia, Polonia și Republica Cehă. Principalele industrii erau prelucrarea alimentelor, produsele farmaceutice, autovehiculele, tehnologia informației, produsele chimice, metalurgia, mașinile, produsele electrice și turismul (în 2014 Ungaria a primit 12,1 milioane de turiști internaționali). Ungaria este cel mai mare producător de electronice din Europa Centrală și de Est. Producția și cercetarea în domeniul ingineriei electronice sunt printre principalii factori de inovare și creștere economică ai țării. În ultimii 20 de ani, Ungaria a devenit și un centru major pentru tehnologia mobilă, securitatea informațiilor și cercetarea hardware aferentă. Rata de ocupare⁠(d) în economie a fost de 68,3% în 2017, structura ocupării prezentând caracteristici ale economiilor postindustriale, 63,2% din forța de muncă angajată lucrează în sectorul serviciilor, industria a contribuit cu 29,7%, în timp ce agricultura cu 7,1%. Rata șomajului a fost de 4,1% în septembrie 2017, în scădere față de 11% în timpul crizei financiare din 2007–2008. Ungaria face parte din piața unică europeană, care reprezintă peste 508 milioane de consumatori. Mai multe politici comerciale interne sunt determinate de acorduri între membrii Uniunii Europene și de legislația UE.

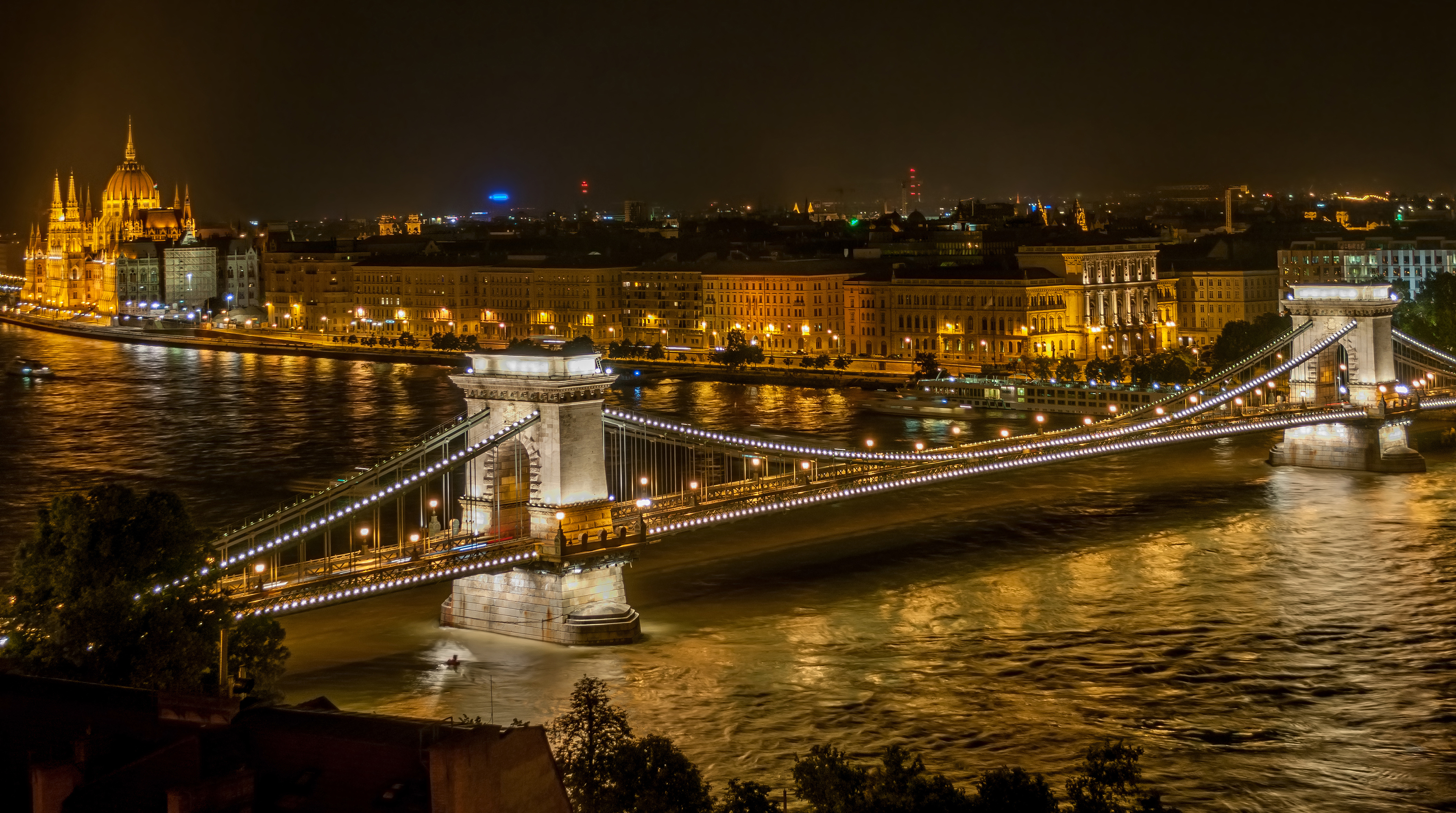
Budapesta este unul din principalele și de din Europa Centrală și de Est

Marile companii maghiare sunt incluse în BUX⁠(d), indicele bursier maghiar listat la Bursa de Valori din Budapesta. Printre companiile cunoscute se numără firma MOL Group din Fortune Global 500, OTP Bank, Gedeon Richter Plc., Magyar Telekom⁠(d), CIG Pannonia⁠(d), FHB Bank, Zwack Unicum și multe altele. Pe lângă aceasta, Ungaria are o mare parte de întreprinderi mici și mijlocii specializate, de exemplu un număr semnificativ de furnizori de componente de automobile și start-upuri de tehnologie, printre altele.
Budapesta este capitala financiară și de afaceri a Ungariei. Capitala este un centru economic important, clasificat drept oraș global Alpha în studiul Globalization and World Cities Research Network⁠(d) și este a doua economie urbană⁠(d) cu cea mai rapidă dezvoltare din Europa, deoarece PIB-ul pe cap de locuitor în oraș a crescut cu 2,4% și ocuparea forței de muncă cu 4,7% față de anul precedent în 2014. La nivel național, Budapesta este orașul primat⁠(d) al Ungariei în materie de afaceri și economie, reprezentând 39% din venitul național, având un produs metropolitan brut⁠(d) de peste 100 de miliarde dolari în 2015, una dintre cele mai mari economii regionale din Uniunea Europeană. Budapesta se numără și printre primele 100 de orașe cu performanțe în PIB din lume, măsurate de PricewaterhouseCoopers. Într-un clasament global al competitivității orașelor efectuat de EIU⁠(d), Budapesta se situează înaintea Tel Avivului, Lisabonei, Moscovei și Johannesburgului, printre altele. Mai mult, rata impozitului pe profit din Ungaria este de numai 9%, valoare relativ scăzută pentru statele UE.
Ungaria își menține propria monedă, forintul maghiar (HUF), deși economia îndeplinește criteriile de la Maastricht, cu excepția datoriei publice, care era însă sub media UE, la un nivel de 75,3% în 2015. Banca Națională a Ungariei — înființată în 1924, după dizolvarea Imperiului Austro-Ungar — se concentrează în prezent pe stabilitatea prețurilor cu o țintă de inflație de 3%.

### Știință și tehnologie

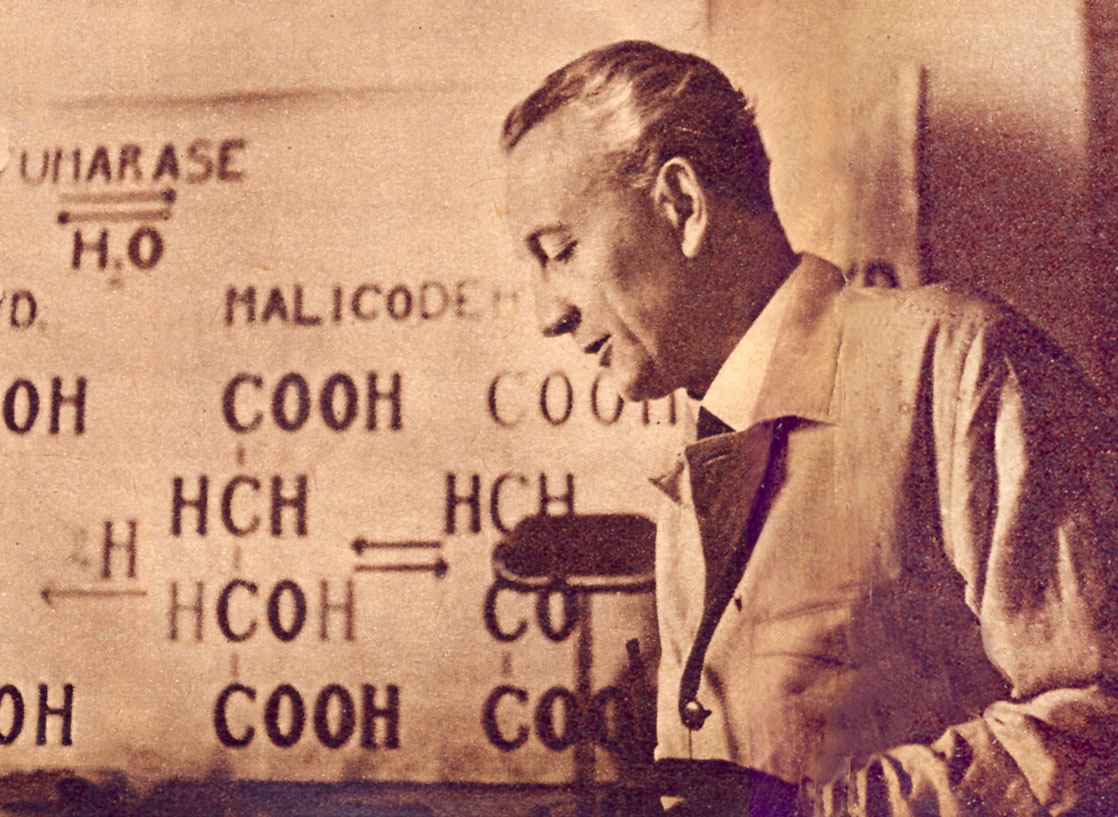
Albert Szent-Györgyi, laureat al Premiului Nobel pentru Medicină, pentru descoperirea vitaminei C. au primit în istorie Premiul Nobel.

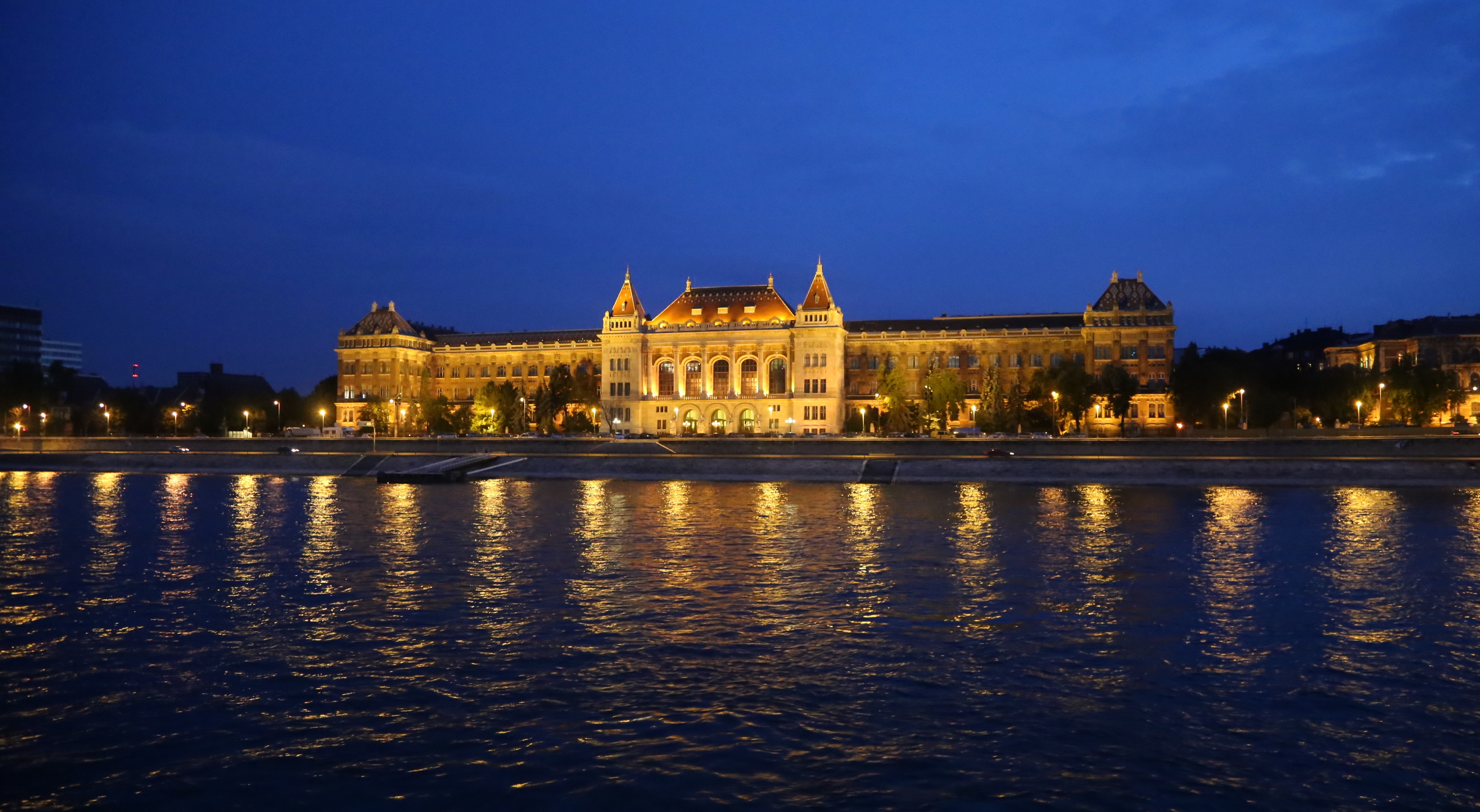
Universitatea de Tehnologie și Economie din Budapesta este cel mai vechi încă funcțional din lume, fondat în 1782

În știință și tehnologie, eforturile de cercetare și dezvoltare⁠(d) fac parte integrantă din economia țării. Ungaria a cheltuit 1,4% din produsul său intern brut (PIB) pentru cercetare și dezvoltare civilă în 2015, ceea ce este al 25-lea cea mai mare proporție din lume. Ungaria ocupă locul 32 printre cele mai inovatoare țări în indicele de inovație Bloomberg, deasupra Hong Kongului, Islandei și Maltei. Ungaria s-a clasat pe locul 34 în Global Innovation Index în 2021, în scădere de la locul 33 în 2019. În 2014, Ungaria a numărat 2.651 de cercetători la un milion de locuitori, în creștere constantă de la 2.131 în 2010 și comparativ cu 3.984 în SUA sau 4.380 în Germania. Industria de înaltă tehnologie a Ungariei a beneficiat atât de forța de muncă calificată a țării, cât și de prezența puternică a firmelor străine de înaltă tehnologie și a centrelor de cercetare. Ungaria are una dintre cele mai mari rate de brevete depuse, al șaselea cel mai mare raport de producție de înaltă tehnologie și tehnologie înaltă-medie în producția industrială totală, al 12-lea cel mai mare flux de investiții străine directe⁠(d), este pe locul 14 la talentul de cercetare în întreprinderile de afaceri și are al 17-lea cel mai bun raport de eficiență generală a inovației din lume.
Actorul cheie al cercetării și dezvoltării în Ungaria este Biroul Național de Cercetare, Dezvoltare și Inovare (BN-CDI), care este o agenție națională strategică și de finanțare pentru cercetarea științifică, dezvoltare și inovare, sursa principală de consiliere cu privire la politica CDI pentru Guvernul Ungariei și agenția principală de finanțare a CDI. Rolul său este de a dezvolta politica de CDI și de a se asigura că Ungaria investește în mod adecvat în CDI prin finanțarea cercetăriilor și sprijinirea inovației pentru a crește competitivitatea și pentru a pregăti strategia de CDI a Guvernului Ungariei, pentru a gestiona Fondul Național de Cercetare, Dezvoltare și Inovare și reprezintă Guvernul maghiar și o comunitate maghiară de CDI în organizațiile internaționale.

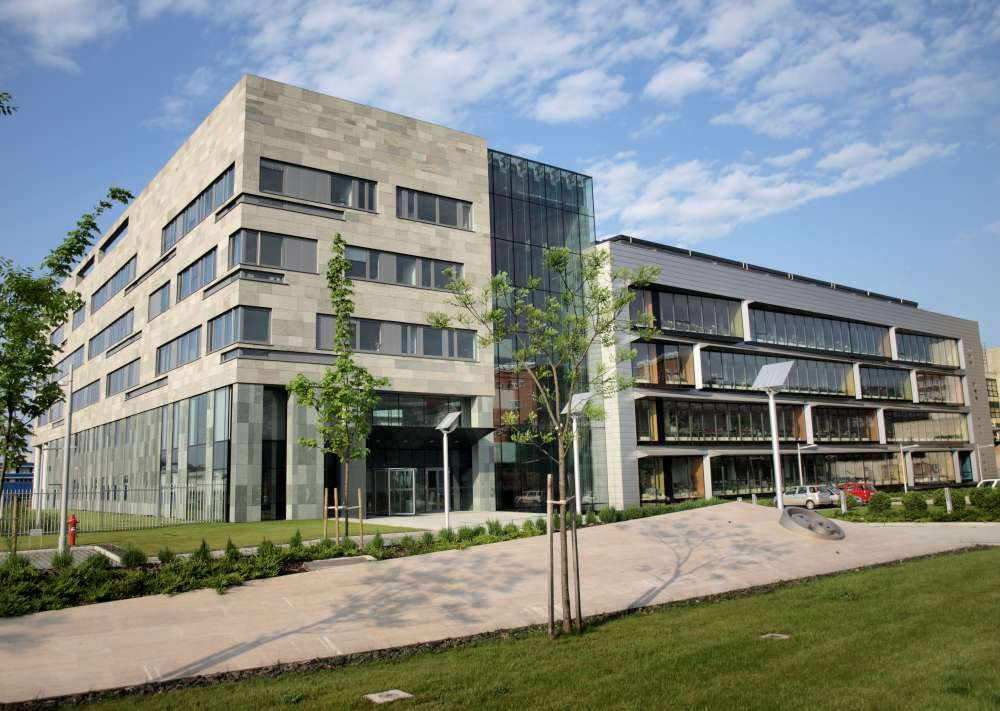
Centrul de cercetare și dezvoltare al Gedeon Richter Plc. din Budapesta, una dintre cele mai mari companii de biotehnologie din Europa Centrală și de Est

Cercetarea științifică din țară este susținută parțial de industrie și parțial de stat, prin rețeaua universităților maghiare⁠(d) și de instituții științifice de stat precum Academia Maghiară de Științe. Din Ungaria provin câțiva proeminenți cercetători din diverse discipline științifice, în special fizică, matematică, chimie și inginerie. Până în 2022, doisprezece oameni de știință maghiari⁠(d) au primit un premiu Nobel. Până în 2012, trei persoane: Csoma, János Bolyai și Tihanyi au fost incluse în registrul UNESCO Memoria lumii, alături de contribuțiile colective: Tabula Hungariae⁠(d) și Bibliotheca Corviniana. Printre oamenii de știință maghiari contemporani, cunoscuți la nivel internațional, se numără matematicianul László Lovász, fizicianul Albert-László Barabási, fizicianul Ferenc Krausz și biochimistul Árpád Pusztai⁠(d). Ungaria este renumită pentru educația în matematică, care a pregătit numeroși oameni de știință remarcabili. Printre matematicienii maghiari renumiți se numără tatăl Farkas Bolyai și fiul János Bolyai, care a fost unul dintre fondatorii geometriei neeuclidiene; Paul Erdős, renumit pentru publicarea în peste patruzeci de limbi și pentru numărul Erdős, denumit după el și care încă este urmărit, și John von Neumann, un important contribuitor în domeniul mecanicii cuantice și al teoriei jocurilor, un pionier al calculului digital și matematicianul-șef al Proiectului Manhattan. Printre invențiile maghiare notabile se numără chibritul cu dioxid de plumb⁠(d) (János Irinyi), un tip de carburator (Donát Bánki⁠(d), János Csonka⁠(d)), locomotiva electrică (AC) și generatorul (Kálmán Kandó⁠(d)), holografia (Dennis Gabor), filtrul Kalman⁠(d) (Rudolf E. Kálmán⁠(d)), și cubul Rubik (Ernő Rubik).

### Transport

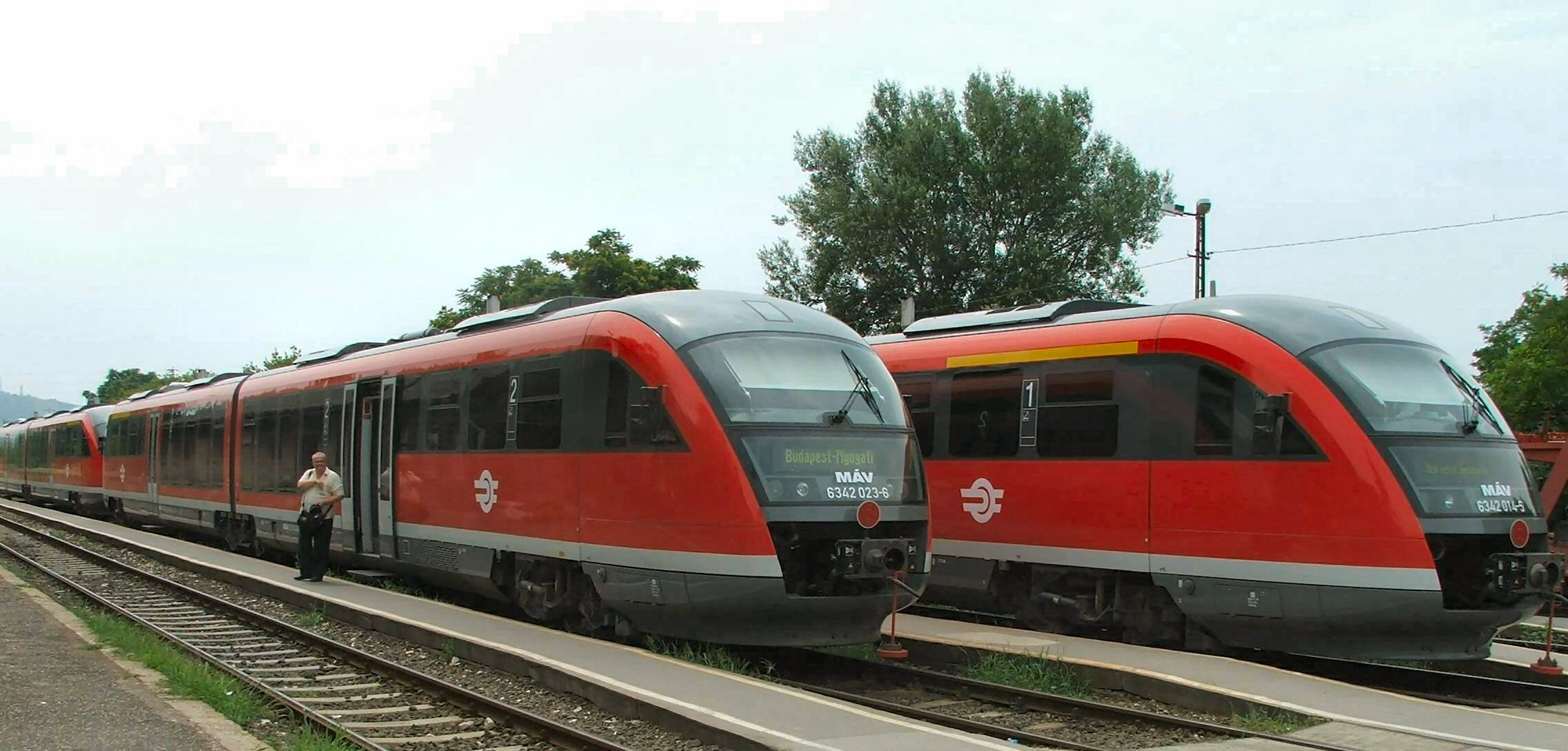
Siemens Desiro pe rețeaua de căi ferate de stat maghiare, care este

Ungaria are un sistem de transport rutier, feroviar, aerian și pe apă foarte dezvoltat. Budapesta, capitala, servește ca un nod important pentru sistemul feroviar maghiar (MÁV). Capitala este deservită de trei gări mari numite Keleti (de est), Nyugati (de vest) și Déli (de sud) pályaudvar (terminus). Szolnok este cel mai important nod feroviar din afara Budapestei, în timp ce gara Tiszai⁠(d) din Miskolc și principalele gări Szombathely, Győr, Szeged și Székesfehérvár sunt importante în rețea.
Budapesta, Debrețin, Miskolc și Seghedin au rețele de tramvai. Metroul din Budapesta este al doilea cel mai vechi sistem de metrou subteran din lume; Linia sa 1 datează din 1896. Sistemul este format din patru linii. Un sistem feroviar de navetiști, HÉV, funcționează în zona metropolitană a Budapestei. Ungaria are o lungime totală de aproximativ 1.314 km de autostrăzi (în maghiară autópálya). Încă se adaugă tronsoane de autostradă la rețeaua existentă, care leagă deja multe orașe importante din punct de vedere economic de capitală. Cel mai important port este Budapesta. Alte porturi importante sunt Dunaújváros și Baja.
Există cinci aeroporturi internaționale în Ungaria: Franz Liszt Budapesta (numit informal „Ferihegy”), Debrețin, Hévíz–Balaton (numit și Aeroportul Sármellék), Győr-Pér⁠(d) și Pécs-Pogány, dar doar două dintre acestea (Budapesta și Debrețin) primesc zboruri programate. Transportatorul național, MALÉV, a operat zboruri către peste 60 de orașe, în mare parte europene, dar și-a încetat operațiunile în 2012. Compania aeriană low-cost WizzAir are sediul în Ungaria, la Ferihegy.

## Demografie

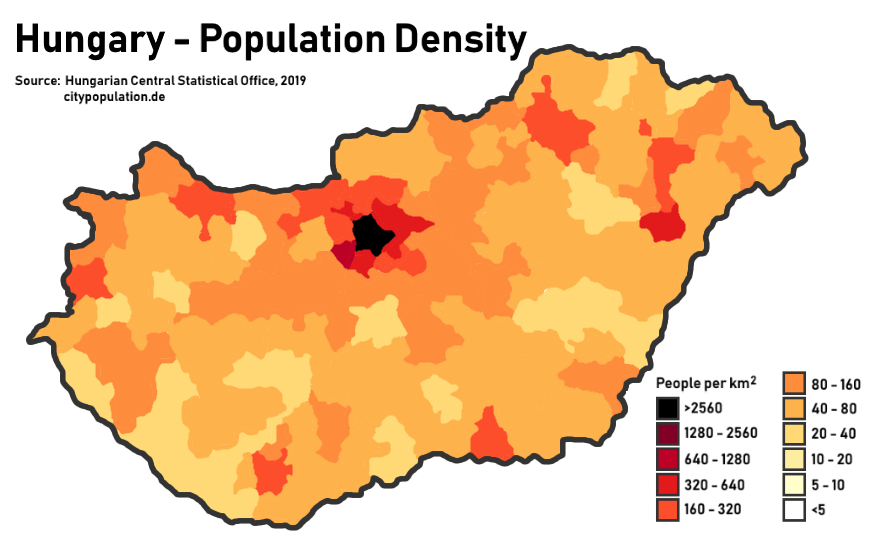
Densitatea populației în Ungaria pe districte

Populația Ungariei era de 9.937.628, conform recensământului din 2011, ceea ce o face a cincea cea mai populată țară din Europa Centrală și de Est și un stat membru al Uniunii Europene de dimensiune medie. Densitatea populației este de 107 locuitori pe kilometru pătrat, ceea ce este de aproximativ două ori mai mare decât media mondială. Mai mult de un sfert din populație locuia în zona metropolitană Budapesta⁠(d), și 6.903.858 de persoane (69,5%) în orașe în total.
La fel ca majoritatea celorlalte țări europene, Ungaria se confruntă cu o fertilitate sub pragul de înlocuire⁠(d); rata sa totală de fertilitate⁠(d), de 1,43 copii per femeie este cu mult sub rata de înlocuire de 2,1, deși mai mare decât minimul istoric de 1,28 în 1999, și rămâne considerabil sub nivelul maxim de 5,59 copii născuți per femeie în 1884. Ca urmare, populația sa a scăzut treptat și îmbătrânește rapid. În 2011, guvernul conservator a început un program de creștere a natalității, cu accent pe etnicii maghiari, prin restabilirea concediului de maternitate de 3 ani, precum și prin stimularea locurilor de muncă cu jumătate de normă. Rata fertilității a crescut treptat de la 1,27 copii născuți/femeie în 2011. Scăderea naturală în primele 10 luni ale anului 2016 a fost de doar 25.828, cu 8.162 mai puțin decât perioada corespunzătoare din 2015. În 2015, 47,9% din nașteri au fost la femei necăsătorite. Ungaria are una dintre cele mai îmbătrânite populații din lume, cu vârsta medie de 42,7 ani. Speranța de viață era de 71,96 ani pentru bărbați și 79,62 ani pentru femei în 2015, crescând continuu de la căderea comunismului.
Ungaria recunoaște două grupuri minoritare considerabile, desemnate drept „minorități naționale”, deoarece strămoșii lor au trăit în regiunile lor respective de secole în Ungaria: o comunitate germană de aproximativ 130.000 de persoane care trăiește în toată țara și o minoritate de romi numeroasă, din care în jur de 300.000 de persoane locuiesc în principal în partea de nord a țării. Unele studii indică un număr considerabil mai mare de romi în Ungaria (876.000 de persoane – aproximativ 9% din populație). Conform recensământului din 2011, erau 8.314.029 (83,7%) etnici maghiari, 308.957 (3,1%) romi, 131.951 (1,3%) germani, 29.647 (0,3%) slovaci, 26.345 (0,3%) români și 23.561 croați în Ungaria; 1.455.883 de persoane (14,7% din totalul populației) nu și-au declarat etnia. Astfel, maghiarii reprezentau mai mult de 90% dintre persoanele care și-au declarat etnia. În Ungaria, oamenii pot declara mai multe etnii, astfel încât suma etniilor este mai mare decât populația totală.
Astăzi, aproximativ 5 milioane de maghiari trăiesc în afara Ungariei⁠(d).

### Urbanizarea
| rang | Nume      | jud       | pop.           | ref.    |
| ---- | --------- | --------- | -------------- | ------- |
| 1    | Budapesta | Budapesta | 1.772 milioane | [ 200 ] |

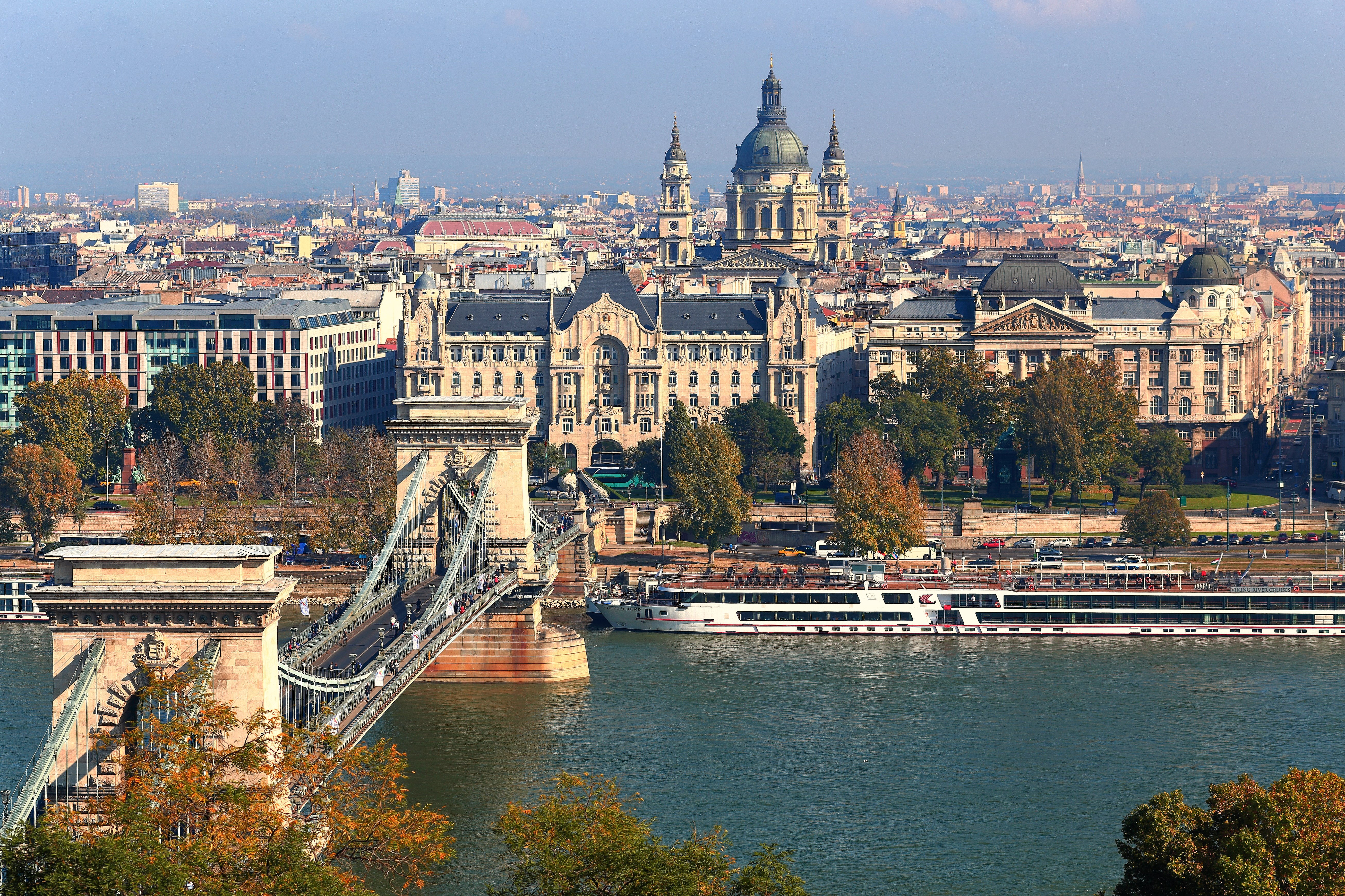
Budapesta

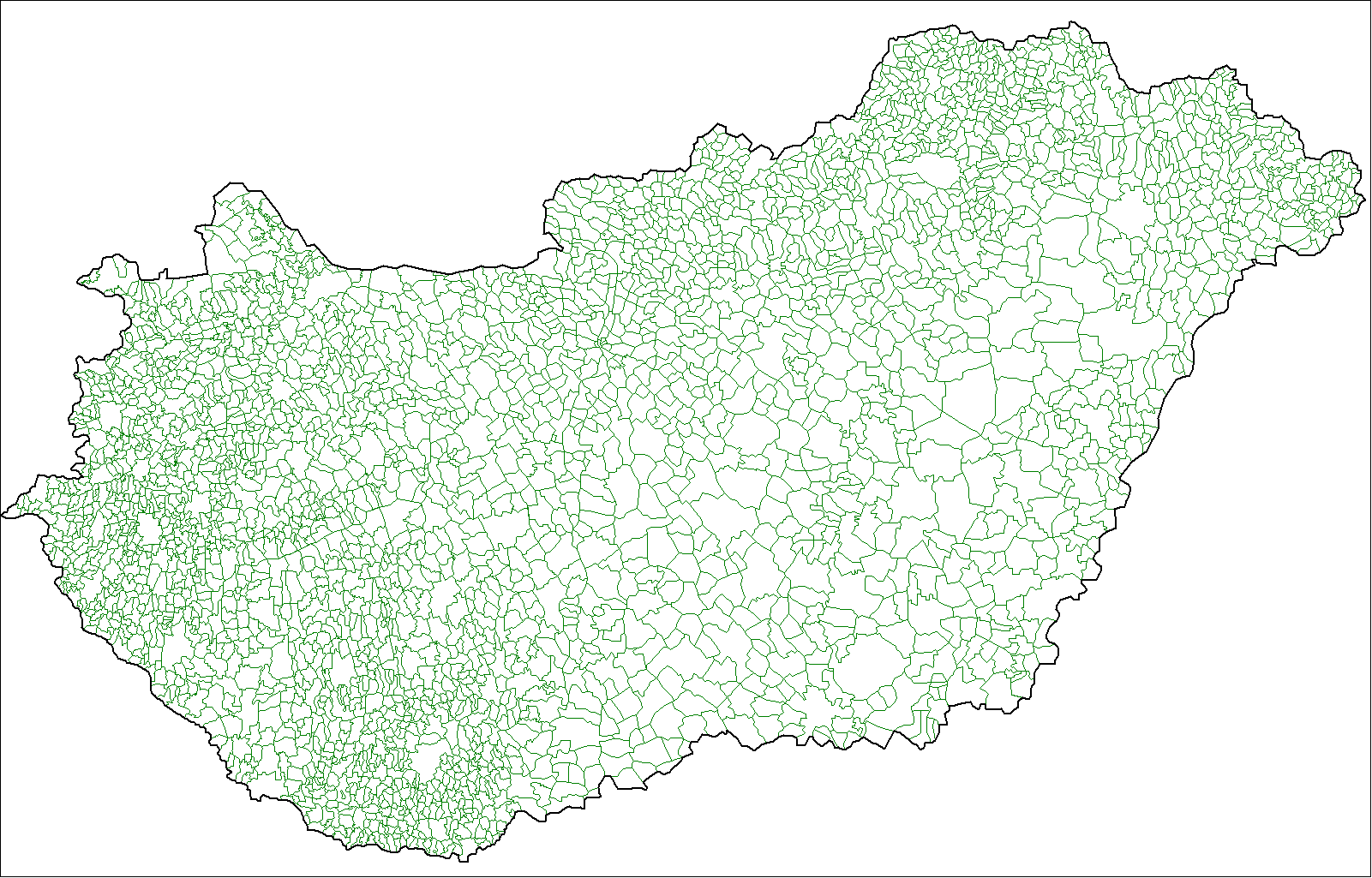
Orașe și sate din Ungaria

Ungaria avea 3.152 de localități la 15 iulie 2013. 346 de orașe (în maghiară város, plural: városok; terminologia nu face distincție între orașele mari și cele mici – termenul „oraș” este folosit în toate documentele oficiale) și 2.806 sate (în maghiară község, plural: községek). Numărul de orașe se poate schimba, deoarece satele pot fi ridicate la statutul de oraș prin decret prezidențial. Capitala Budapesta are un statut special și nu este inclusă în niciun județ, în timp ce 23 dintre orașe sunt așa-numite orașe cu drepturi de județ (megyei jogú város). Toate reședințele de județ, cu excepția Budapestei, sunt astfel de orașe.
Patru dintre orașe (Budapesta, Miskolc, Győr și Pécs) au zone metropolitane, iar Oficiul Maghiar de Statistică distinge alte șaptesprezece zone în stadiile anterioare de dezvoltare a aglomerației urbane.
Cel mai mare oraș este capitala, Budapesta, în timp ce cel mai mic oraș este Pálháza cu 1.038 de locuitori în 2010. Cel mai mare sat este Solymár, cu o populație de 10.123 de locuitori în 2010. Există peste 100 de sate cu mai puțin de 100 de locuitori, în timp ce cele mai mici sate au mai puțin de 20 de locuitori.

### Limbi

Regiunile actuale din Europa Centrală și de Est locuite de vorbitori de limba maghiară

Maghiara este limba oficială și predominantă vorbită în Ungaria. Este a 13-a cea mai vorbită limbă primară din Europa, cu aproximativ 13 milioane de vorbitori nativi și este una dintre cele 24 de limbi oficiale și de lucru ale Uniunii Europene. În afara Ungariei, este vorbită și de comunitățile de maghiari din țările vecine și de comunitățile din diaspora maghiară⁠(d) din întreaga lume. Conform recensământului din 2011, 9.896.333 de persoane (99,6%) vorbesc maghiara în Ungaria, dintre care 9.827.875 de persoane (99%) o vorbesc ca primă limbă, în timp ce 68.458 de persoane (0,7%) o vorbesc ca a doua limbă. Engleza (1.589.180 de vorbitori, 16,0%) și germana (1.111.997 de vorbitori, 11,2%) sunt cele mai vorbite limbi străine, dar există și câteva limbi minoritare recunoscute în Ungaria (armeana, bulgara, croata, germana, greaca, româna, romani, ruteana, sârba, slovaca, slovena și ucraineana).
Maghiara este membră a familiei limbilor uralice, fără legătură cu nicio limbă învecinată și înrudită de departe cu finlandeza și estona. Este cea mai mare dintre limbile uralice din punct de vedere al numărului de vorbitori și singura vorbită în Europa Centrală. Există populații considerabile de vorbitori de maghiară în România, Cehia, Slovacia, fosta Iugoslavie, Ucraina, Israel și SUA. Grupuri mai mici de vorbitori de maghiară trăiesc în Canada, Slovenia și Austria, dar și în Australia, Brazilia, Argentina, Mexic, Venezuela și Chile. Limba maghiară standard se bazează pe varianta vorbită în capitala Budapesta. Deși utilizarea dialectului standard este impusă, maghiara are o serie de dialecte urbane și rurale.

### Religie
Ungaria a fost în istoria ei o țară creștină. Istoriografia maghiară identifică întemeierea statului maghiar cu botezul lui Ștefan I și încoronarea cu Sfânta Coroană în anul 1000 e.n. Ștefan a promovat catolicismul ca religie de stat, iar succesorii săi au fost cunoscuți în mod tradițional sub numele de Regii Apostolici⁠(d). Biserica Catolică din Ungaria a rămas puternică de-a lungul secolelor, iar arhiepiscopului de Esztergom i s-au acordat privilegii temporale extraordinare ca principe-primat⁠(d) (hercegprímás) al Ungariei.

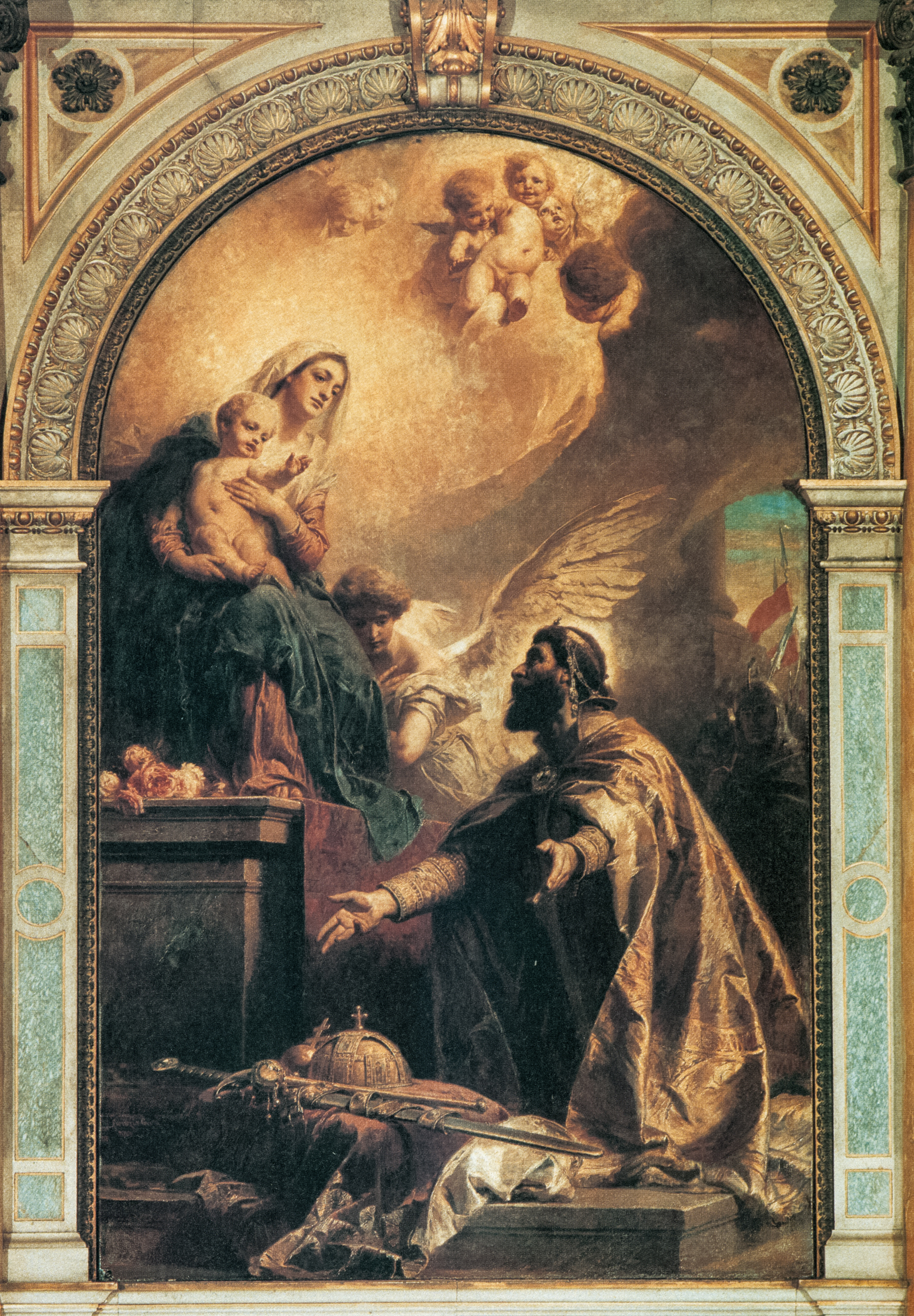
Sfântul Rege Ștefan oferind coroana maghiară Fecioarei Maria – pictură de Gyula Benczúr, în Bazilica Sfântul Ștefan

Deși Ungaria contemporană nu are religie oficială și recunoaște libertatea religioasă ca un drept fundamental, constituția maghiară „recunoaște rolul creștinismului în edificarea națiunii” în preambul și în articolul VII afirmă că „statul poate coopera cu bisericile pentru obiectivele comunității”.
Recensământul din 2011 a arătat că majoritatea maghiarilor erau creștini (54,2%), romano-catolicii (37,1%) și reformații maghiari calvini (11,1%) constituind cea mai mare parte a acestora, alături de luterani (2,2%), greco-catolici (1,8%) și alți creștini (1,3%). Comunitățile evreiești (0,1%), budiste (0,1%) și musulmane (0,06%) sunt minoritare. 27,2% din populație nu și-a declarat o apartenență religioasă, în timp ce 16,7% s-au declarat în mod explicit nereligioși, iar 1,5% atei.
În fazele inițiale ale Reformei Protestante, majoritatea maghiarilor au adoptat mai întâi luteranismul și apoi calvinismul sub forma Bisericii Reformate Maghiare. În a doua jumătate a secolului al XVI-lea, iezuiții au efectuat o campanie de Contrareformă, iar populația a devenit din nou predominant catolică. Această campanie a avut însă un succes doar parțial, iar nobilimea maghiară (în principal reformată) a reușit să asigure libertatea religioasă pentru protestanți. În practică, aceasta însemna cuius regio, eius religio; astfel că majoritatea localităților individuale din Ungaria sunt încă identificabile drept catolice, luterane sau reformate din punct de vedere istoric. Regiunile estice ale țării, în special în jurul Debreținului („Roma calvină”), rămân aproape complet reformate, trăsătură pe care o împărtășesc cu etnicii maghiari din regiunile istorice învecinate din România.
Creștinismul ortodox din Ungaria este asociat cu minoritățile etnice ale țării: armeni, bulgari, greci, români, ruteni, ucraineni și sârbi.
Ungaria a găzduit în istoria ei o comunitate evreiască semnificativă,⁠(d) cu o populație de peste 800.000 de locuitori înaintea celui de al Doilea Război Mondial, dar se estimează că puțin peste 564.000 de evrei maghiari au fost uciși între 1941 și 1945 în timpul Holocaustului din Ungaria⁠(d). Numai între 15 mai și 9 iulie 1944, peste 434.000 de evrei au fost deportați în 147 de trenuri, majoritatea la Auschwitz, unde aproximativ 80% au fost gazați la sosire. Unii evrei au reușit să scape, dar cei mai mulți au fost fie deportați în lagăre de concentrare, unde au fost uciși sau uciși în Ungaria de membrii Partidului Crucilor cu Săgeți. Din cei peste 800.000 de evrei care trăiau în granițele Ungariei în 1941–1944, se crede că aproximativ 255.500 au supraviețuit. Există aproximativ 120.000 de evrei în Ungaria astăzi.

### Educație
Educația în Ungaria este predominant publică, condusă de Ministerul Educației⁠(d). Învățământul preșcolar⁠(d), grădinița, este obligatorie și asigurată pentru toți copiii între trei și șase ani, după care frecventarea școlii este obligatorie și ea până la vârsta de șaisprezece ani. Învățământul elementar⁠(d) durează de obicei opt ani. Învățământul secundar cuprinde trei tipuri tradiționale de școli axate pe diferite niveluri academice: gimnaziul înscrie cei mai dotați copii și pregătește studenții pentru studii universitare; școlile secundare profesionale pentru elevi medii durează patru ani, iar școala tehnică pregătește elevii pentru învățământul profesional și câmpul muncii. Sistemul este parțial flexibil și există punți, absolvenții unei școli profesionale pot realiza un program de doi ani pentru a avea acces la învățământul superior profesional, de exemplu. Studiul Trends in International Mathematics and Science Study⁠(d) (TIMSS) a evaluat elevii de 13-14 ani din Ungaria printre cei mai buni din lume la matematică și știință.

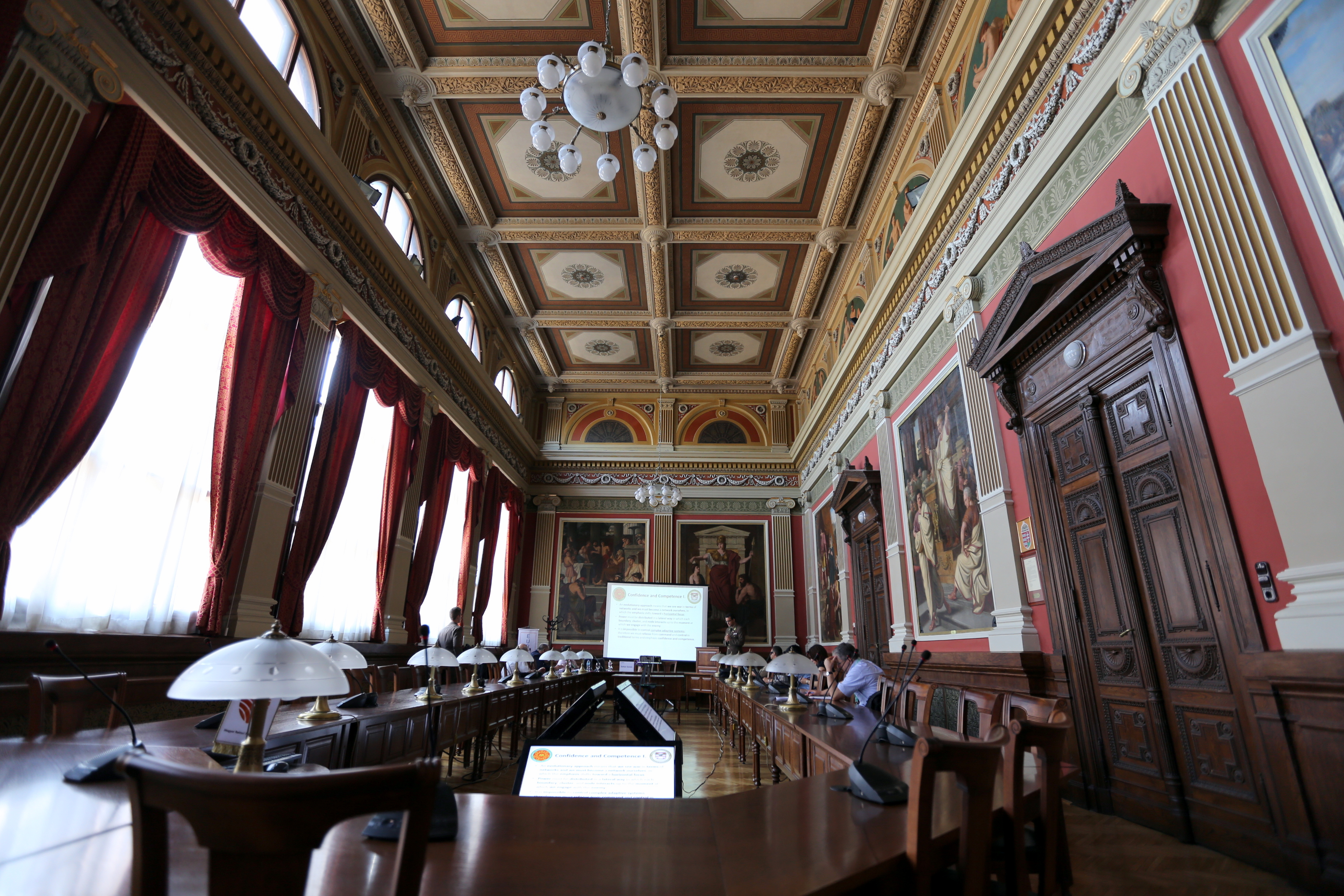
Sala Consiliului Rectoral a, prima din lume, fondată în 1857

Majoritatea universităților maghiare⁠(d) sunt instituții publice, iar studenții studiază în mod tradițional fără taxă. Cerința generală pentru universitate este absolvirea examenului Matura⁠(d). Sistemul public de învățământ superior maghiar include universități și alte institute de învățământ superior, care oferă atât programe de învățământ, cât și diplome conexe până la doctorat și contribuie și la activități de cercetare. Asigurarea de sănătate pentru studenți este gratuită până la sfârșitul studiilor. Limba engleză și germană sunt importante în învățământul superior maghiar, există o serie de programe de studii care sunt predate în aceste limbi, ceea ce atrage mii de studenți străini⁠(d) în fiecare an. Învățământul superior și formarea din Ungaria s-au clasat pe locul 44 din 148 de țări în Raportul Global de Competitivitate 2014.
Ungaria are o lungă tradiție de învățământ superior care reflectă existența unei economii bazate pe cunoaștere⁠(d). Printre universitățile din Ungaria se numără unele dintre cele mai vechi din lume, prima a fost Universitatea din Pécs⁠(d) fondată în 1367 care încă funcționează, deși, în anul 1276, universitatea din Veszprém a fost distrusă de trupele lui Peter Csák⁠(d), dar nu a fost niciodată reînființată. Sigismund a înființat Universitatea Óbuda⁠(d) în 1395. O alta, Universitas Istropolitana⁠(d), a fost înființată în 1465 la Pozsony de către Matia Corvin. Universitatea din Nagyszombat a fost fondată în 1635 și s-a mutat la Buda în 1777, numindu-se astăzi Universitatea Eötvös Loránd. Primul institut tehnologic⁠(d) lume a fost fondat în Selmecbánya, în Regatul Ungariei, în 1735, succesorul său legal fiind Universitatea din Miskolc⁠(d). Universitatea de Tehnologie și Economie din Budapesta este considerată cel mai vechi institut de tehnologie din lume cu rang și structură universitară, predecesorul său legal, Institutum Geometrico-Hydrotechnicum, fiind fondat în 1782 de către împăratul Iosif al II-lea.
Ungaria ocupă locul al patrulea (înaintea României și în urma Chinei, Statelor Unite și Rusiei) la numărul de medalii obținute la Olimpiada Internațională de Matematică, cu un total de 336 de medalii, obținute începând cu 1959.

### Sănătate

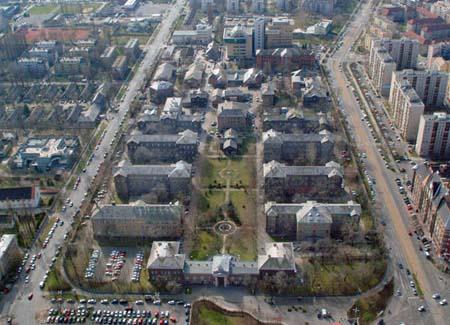
Szent István Kórház (Spitalul Sfântul Ștefan) de pe, Budapesta. Este cel mai mare complex spitalicesc din Ungaria, construit la începutul secolului al XIX-lea și al XX-lea.

Ungaria denține un sistem de asistență medicală universală⁠(d) finanțat în mare parte de asigurările naționale de sănătate guvernamentale. Potrivit OCDE, 100% din populație este acoperită de asigurarea universală de sănătate, care este gratuită pentru copii, studenți, pensionari⁠(d), persoane cu venituri mici, persoane cu handicap și angajați ai bisericii. Ungaria cheltuiește 7,2% din PIB pe asistență medicală, cheltuind 2.045 dolari pe cap de locuitor, din care 1.365 dolari sunt asigurați de guvern.
Ungaria este una dintre principalele destinații de turism medical din Europa, în special în turismul stomatologic⁠(d), în care ponderea sa este de 42% în Europa și 21% la nivel mondial. Chirurgia plastică este și ea un sector-cheie, 30% dintre clienți venind din străinătate. Ungaria este bine cunoscută pentru cultura sa balneară și găzduiește numeroase stațiuni balneare medicinale⁠(d), care atrag turismul balnear.
La fel ca și țările dezvoltate, bolile cardiovasculare reprezintă o cauză principală de mortalitate, reprezentând 49,4% (62.979) din toate decesele în 2013. Cu toate acestea, acest număr a atins apogeul în 1985, cu 79.355 de decese și a scăzut continuu de la căderea comunismului. A doua cauză de deces este cancerul cu 33.274 (26,2%), care a stagnat din anii 1990. Decesele din accidente au scăzut de la 8.760 în 1990 la 3.654 în 2013; numărul de sinucideri a scăzut brusc de la 4.911 în 1983 la 2.093 în 2013 (21,1 la 100.000 de persoane), cel mai scăzut din 1956. Există diferențe considerabile de sănătate între partea de vest și cea de est a Ungariei; bolile de inimă, hipertensiunea arterială, accidentul vascular cerebral și sinuciderea sunt predominante în regiunea Marii Câmpii, predominant agricolă și cu venituri mici, din est, dar mai rare în zonele cu venituri mari, dominate de clasa de mijloc din Transdanubia de Vest și Ungaria Centrală.
Fumatul este o cauză principală de deces în țară, deși este în scădere abruptă: proporția fumătorilor adulți a scăzut la 19% în 2013 de la 28% în 2012, din cauza unor reglementări stricte, cum ar fi interzicerea fumatului la nivel național în toate locurile publice interioare și limitarea vânzărilor de tutun la „Magazinele Naționale de Tutun” controlate de stat.
Ungaria este a 17-a cea mai sigură țară din lume, cu o rată a omuciderilor de 1,3 la 100.000 de oameni.

## Cultură

### Arhitectură

, „Versailles-ul maghiar” din Fertőd, județul Győr-Moson-Sopron

În Ungaria se află cea mai mare sinagogă din Europa (Marea Sinagogă), construită în 1859 în stil renascentist maur cu o capacitate de 3.000 de persoane, cele mai mari băi medicinale din Europa (Băile Széchenyi⁠(d)), finalizate în 1913 în stil renascentist modern și situate în parcul orașului Budapesta, cea mai mare clădire din Ungaria, cu o lungime de 268 m (Parlamentul), una dintre cele mai mari bazilici din Europa (bazilica din Esztergom), a doua cea mai mare mănăstire teritorială din lume (arhiabația Pannonhalma), și cea mai mare necropolă creștină timpurie din afara Italiei (Pécs).

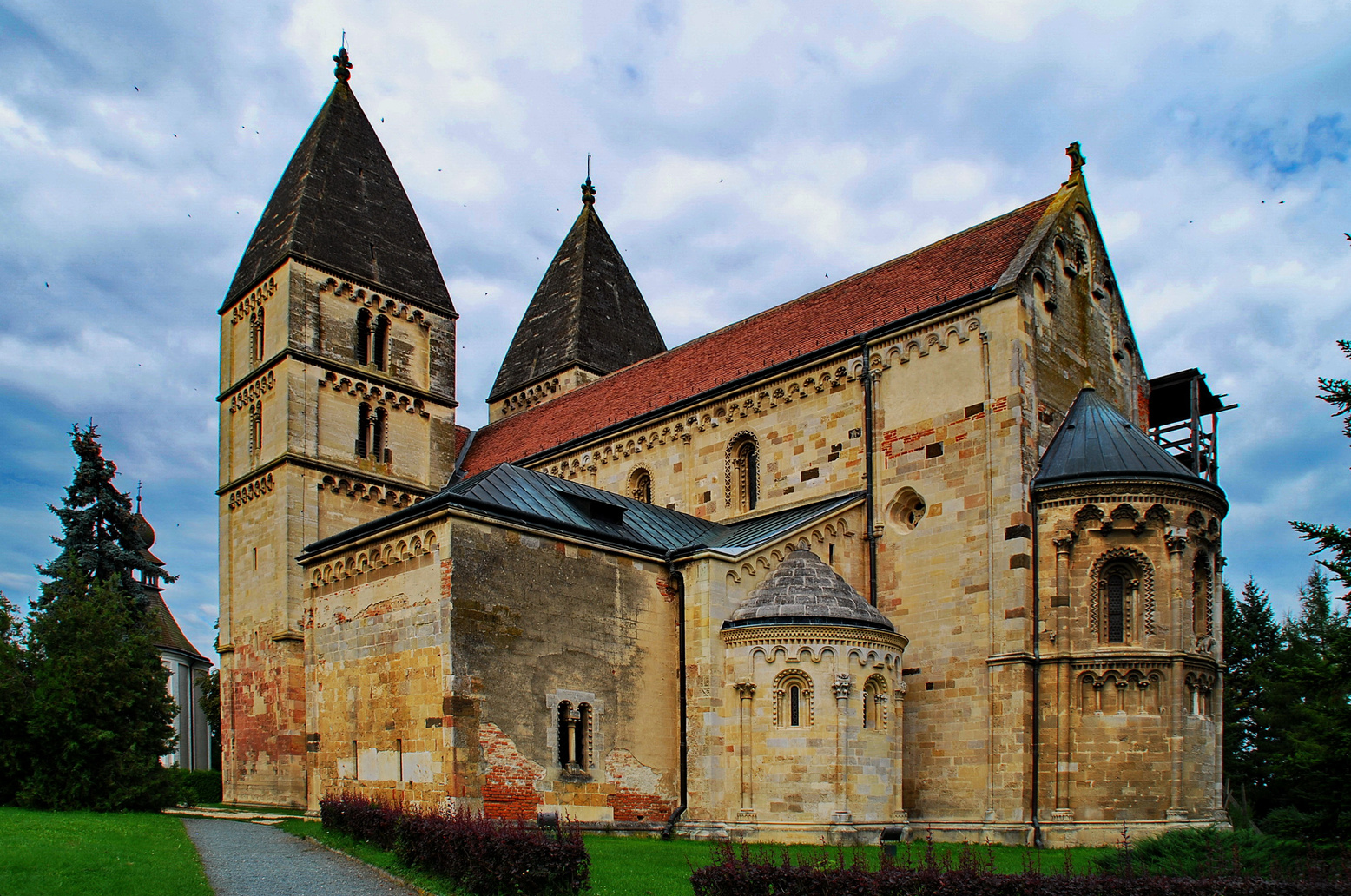
Abația Ják, județul Vas, construită în stil romanesc între 1220 și 1256.

Printre stilurile arhitecturale notabile din Ungaria se numără istoricismul și Art Nouveau, sau mai degrabă mai multe variante de Art Nouveau. Spre deosebire de istoricism, art nouveau-ul maghiar se bazează pe caracteristicile arhitecturale naționale. Ținând cont de originile asiatice ale maghiarilor, Ödön Lechner⁠(d) (1845–1914), cea mai importantă figură din Art Nouveau-ul maghiar, s-a inspirat la început din arhitectura indiană și siriană, iar mai târziu din desenele decorative tradiționale maghiare. Astfel, el a creat o sinteză originală de stiluri arhitecturale. Aplicându-le elementelor arhitecturale tridimensionale, el a produs o versiune de Art Nouveau care era specifică Ungariei.
Îndepărtându-se de stilul lui Lechner, dar inspirându-se totuși din abordarea sa, grupul de „Tineri” (Fiatalok), din care făceau parte Károly Kós și Dezsö Zrumeczky, avea să folosească structurile și formele caracteristice ale arhitecturii tradiționale maghiare pentru a atinge același obiectiv.

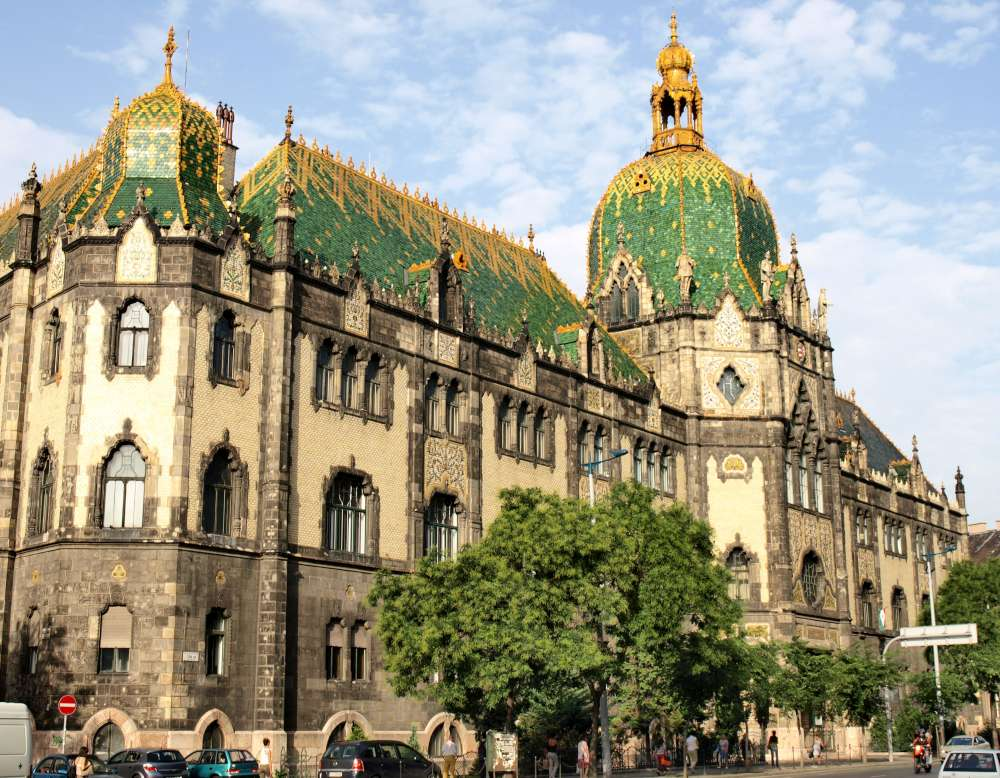
, o clădire Art Nouveau proiectată de

Pe lângă cele două stiluri principale, în Budapesta sunt vizibile și versiuni locale ale tendințelor care provin din alte țări europene. Stilul Sezession din Viena, Jugendstilul german, Art Nouveau din Belgia și Franța și influența arhitecturii engleze și finlandeze sunt toate reflectate în clădirile construite la începutul secolului al XX-lea. Béla Lajta⁠(d) a adoptat inițial stilul lui Lechner, inspirându-se ulterior și din tendințele engleze și finlandeze; după ce a dezvoltat un interes pentru stilul egiptean, a ajuns în sfârșit la arhitectura modernă. Aladár Árkay⁠(d) a urmat aproape același traseu. István Medgyaszay⁠(d) și-a dezvoltat propriul stil, care diferă de cel al lui Lechner, folosind motive tradiționale stilizate pentru a crea modele decorative din beton. În sfera artelor aplicate, responsabilii principali pentru promovarea răspândirii Art Nouveau au fost Școala și Muzeul de Arte Decorative, care s-a deschis în 1896.
În mod neașteptat, o mare parte a cetățenilor locuiește în clădiri vechi și valoroase din punct de vedere arhitectural. În centrul Budapestei aproape toate clădirile au o vechime de aproximativ o sută de ani, cu pereți groși, tavane înalte și motive pe peretele din față.

### Muzică

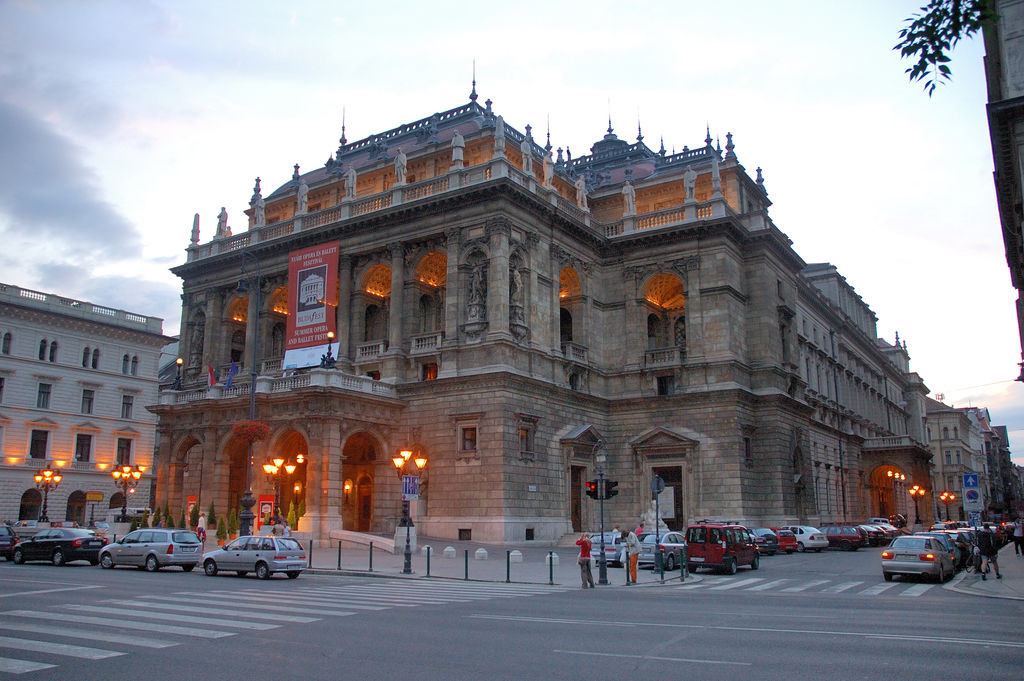
de pe Andrássy út (Patrimoniul Mondial UNESCO)

Muzica maghiară constă în principal din muzică populară tradițională maghiară⁠(d) și din muzica unor mari compozitori precum Liszt și Bartók, considerați a fi printre cei mai mari compozitori maghiari. Alți compozitori renumiți sunt Dohnányi, Franz Schmidt⁠(d), Zoltán Kodály, Gabriel von Wayditch⁠(d), Rudolf Wagner-Régeny, László Lajtha⁠(d), Franz Lehár, Imre Kálmán, Sándor Veress⁠(d) și Rózsa. Muzica tradițională maghiară tinde să aibă un ritm dactilic puternic, deoarece limba maghiară are invariabil accentul pe prima silabă a fiecărui cuvânt.
Ungaria are compozitori renumiți de muzică clasică contemporană, printre care György Ligeti, György Kurtág, Péter Eötvös⁠(d), Zoltán Kodály și Zoltán Jeney⁠(d). Unul dintre cei mai mari compozitori maghiari, Béla Bartók, a fost, de asemenea, printre cei mai importanți muzicieni ai secolului al XX-lea. Muzica sa a fost revigorată de temele, modurile și modelele ritmice ale tradițiilor de muzică populară ale maghiarilor și popoarelor vecine pe care le-a studiat, pe care le-a sintetizat cu influențe de la contemporanii săi în stilul său distinctiv.

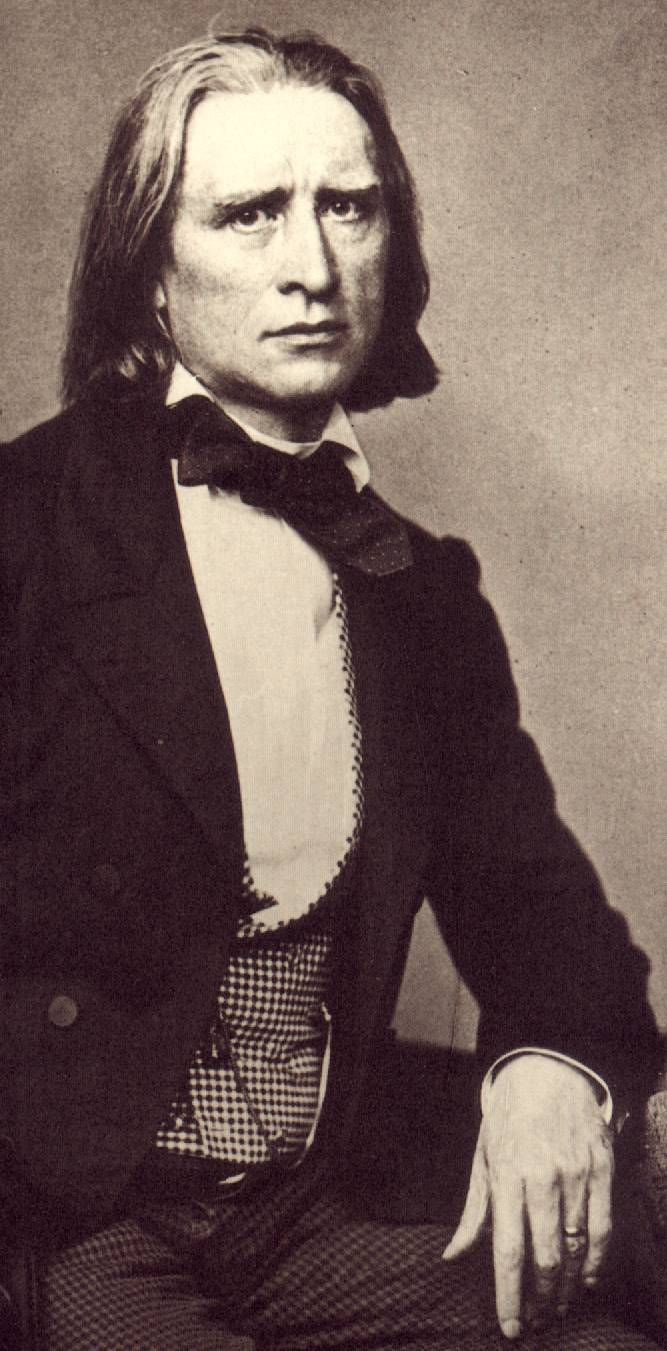
Franz Liszt, unul dintre cei mai mari pianiști ai tuturor timpurilor; cunoscut compozitor și dirijor

Ungaria a adus numeroase contribuții în domeniul muzicii folk, populare și clasice. Muzica populară maghiară este o parte proeminentă a identității naționale și continuă să joace un rol major în muzica maghiară. Muzica populară maghiară a fost semnificativă în fostele părți ale țării care aparțin – de la Tratatul de la Trianon din 1920 – țărilor vecine precum România, Slovacia, Polonia și mai ales în sudul Slovaciei și Transilvania; ambele regiuni au un număr semnificativ de maghiari. După înființarea unei academii de muzică condusă de Ferenc Erkel și Franz Liszt, Ungaria a produs un număr important de muzicieni de artă:
- Pianiști: Ernő von Dohnányi, Ervin Nyiregyházi, Andor Földes⁠(d), Tamás Vásáry⁠(d), György Sándor⁠(d), Géza Anda, Annie Fischer⁠(d), György Cziffra, Edward Kilényi⁠(d), Bálint Vázsonyi⁠(d), András Schiff⁠(d), Zoltán Kocsis⁠(d), Dezső Ránki⁠(d), Jenő Jandó⁠(d) și alții.
- Violoniști: Joseph Joachim, Leopold Auer⁠(d), Jenő Hubay⁠(d), Jelly d'Arányi, Joseph Szigeti, Sándor Végh⁠(d), Emil Telmanyi⁠(d), Ede Zathurecky, Zsigmondy⁠(d), Franz von Vecsey⁠(d), Zoltán Székely⁠(d), Tibor Varga și nou-veniții Antal Szalai⁠(d), Vilmos Szabadi⁠(d), Kristóf Baráti⁠(d) b. 79) și alții.
- Cântăreți de operă: Astrid Varnay⁠(d), József Simándy⁠(d), Júlia Várady, Júlia Hamari, Kolos Kováts (Barbă-Albastră din Barbă-Albastră de Bartók)
- Dirijori: Eugene Ormandy, George Szell⁠(d), Antal Doráti⁠(d), János Ferencsik⁠(d), Fritz Reiner⁠(d), sir Georg Solti⁠(d), István Kertész, Ferenc Fricsay⁠(d), Zoltán Rozsnyai⁠(d), Sándor Végh⁠(d), Árpád Joó⁠(d), Ádám Fischer⁠(d), Iván Fischer⁠(d), Péter Eötvös⁠(d), Zoltán Kocsis⁠(d), Tamás Vásáry⁠(d), Gilbert Varga⁠(d) și alții
- Cvartete de coarde: Cvartetul din Budapesta⁠(d), Cvartetul Maghiar, Cvartetul Végh, Cvartetul Takács Quartet, Cvartetul Kodály, Cvartetul Éder, Cvartetul Festetics.

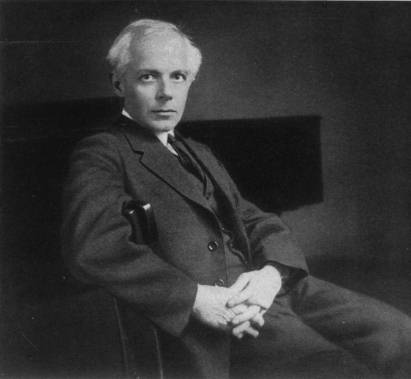
Béla Bartók, un influent compozitor de la începutul secolului al XX-lea; unul dintre fondatorii

Broughton susține că „molipsitorul sunet al Ungariei a fost surprinzător de influent asupra țărilor vecine (datorită poate istoriei comune austro-ungare) și nu este neobișnuit să auzi melodii cu sonoritate maghiară în România, Slovacia și Polonia”. De asemenea, este puternic în zona Szabolcs-Szatmár și în partea de sud-vest a Transdanubiei, lângă granița cu Croația. Carnavalul Busójárás⁠(d) din Mohács este un mare eveniment al muzicii populare maghiare, având în trecut ca principală atracție vechea și respectata orchestră Bogyiszló.
Muzica clasică maghiară a fost de multă vreme un „experiment, realizat din antecedente maghiare și pe pământ maghiar, pentru a crea o cultură muzicală conștientă [folosind] lumea muzicală a cântecului popular”. Deși clasa superioară maghiară a avut multă vreme legături culturale și politice cu restul Europei, ceea ce a dus la un aflux de idei muzicale europene, țăranii și-au păstrat propriile tradiții, astfel încât, până la sfârșitul secolului al XIX-lea, compozitorii maghiari puteau să se inspire din muzica țărănească pentru a (re)crea un stil clasic maghiar. De exemplu, Bartók a cules cântece populare din toată Europa Centrală și de Est, inclusiv din România și Slovacia, în timp ce Kodály era mai interesat de crearea unui stil muzical distinctiv maghiar.
În perioada regimului comunist din Ungaria (1944–1989), un Comitet al Cântecului a cercetat și cenzurat muzica populară pentru a găsi urme de subversiune și impurități ideologice. De atunci, însă, industria muzicală maghiară a început să se redreseze, producând interpreți de succes în domeniile jazzului, precum trompetistul Rudolf Tomsits⁠(d), pianistul-compozitor Károly Binder⁠(d) și, într-o formă modernizată de folk maghiar, Ferenc Sebő⁠(d) și Márta Sebestyén. Cei trei giganți ai rock-ului maghiar, Illés⁠(d), Metró și Omega, rămân foarte populari, în special Omega, care are admiratori în Germania și nu numai, precum și în Ungaria. Formații underground veterane mai vechi, cum ar fi Beatrice⁠(d), din anii 1980, rămân și ele populare.

### Literatură

Alfabetul grafiei maghiare secuiești Rovás; țara a trecut la utilizarea alfabetului latin sub regele Ștefan cel Sfânt (domnie: 1000–1038)

În cele mai vechi timpuri, limba maghiară era scrisă cu o grafie asemănătoare celei runice (deși nu a fost folosită în scopuri literare în accepțiune modernă). Țara a trecut la alfabetul latin după ce s-a creștinat sub domnia lui Ștefan I al Ungariei (1000–1038).Cel mai vechi document scris păstrat în limba maghiară este un fragment din Carta de înființare a abației din Tihany⁠(d) (1055) care conține mai mulți termeni maghiari, printre care și cuvintele feheruuaru rea meneh hodu utu rea, „în sus pe drumul militar spre Fehérvár”. Restul a documentului este scris în latină.

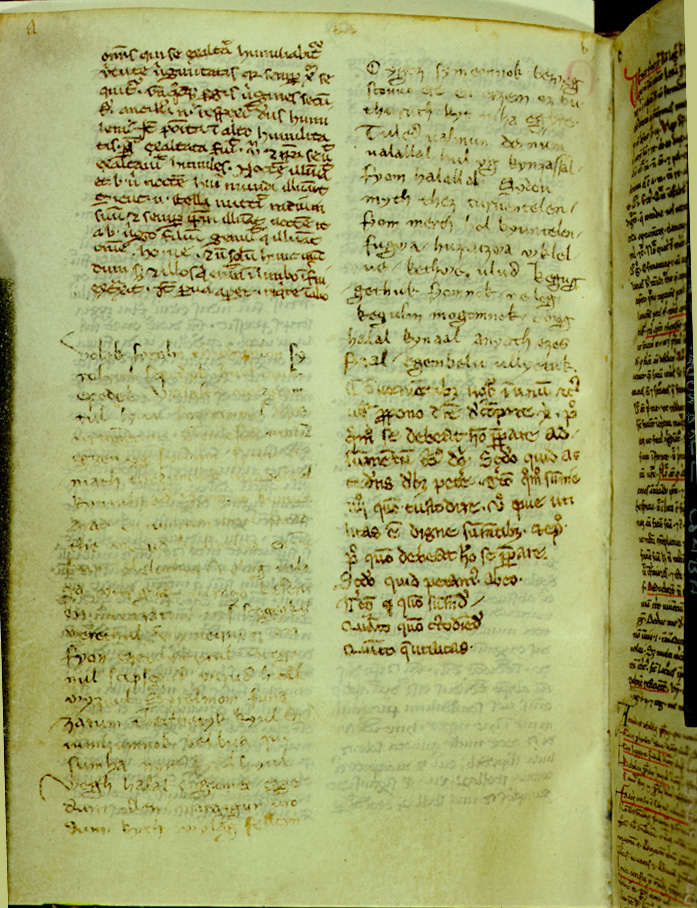
Cel mai vechi poem maghiar existent, (1190)

Cel mai vechi text complet păstrat în limba maghiară este Predica și rugăciunea înmormântării⁠(d) (Halotti beszéd és könyörgés; 1192–1195), o traducere a unei predici în latină.
Cea mai veche poezie în limba maghiară este Bocetul Mariei⁠(d) (Ómagyar Mária-siralom), tot o traducere (nu foarte strictă) din latină, din secolul al XIII-lea. Este, de asemenea, cel mai vechi poem uralic care a supraviețuit.Printre primele cronici despre istoria maghiară s-au numărat Gesta Hungarorum („Faptele ungurilor”) a autorului necunoscut numit de obicei Anonymus și Gesta Hunnorum et Hungarorum („Faptele hunilor și ungurilor”) de Simon Kézai. Ambele sunt în latină. Aceste cronici amestecă istoria cu legendele, astfel că din punct de vedere istoric nu sunt întotdeauna autentice. O altă cronică este Képes kronika (Cronica pictată), care a fost scrisă pentru Ludovic cel Mare.
Literatura renascentistă a înflorit sub domnia regelui Matia (1458–1490). Janus Pannonius, deși a scris în latină, este una dintre cele mai importante persoane din literatura maghiară, fiind singurul poet umanist maghiar semnificativ al epocii. Prima tipografie a fost fondată tot în timpul domniei lui Matia, de către András Hess⁠(d), la Buda. Prima carte tipărită în Ungaria a fost Chronica Hungarorum⁠(d). Cei mai importanți poeți ai perioadei au fost Bálint Balassi (1554–1594) și Miklós Zrínyi (1620–1664).
Poezia lui Balassi prezintă influențe medievale, poeziile sale putând fi împărțite în trei categorii: poezii de dragoste, poezii de război și poezii religioase. Cea mai semnificativă lucrare a lui Zrínyi, epopeea Szigeti veszedelem⁠(d) („Asediul Szigetului”, scrisă în 1648/49) este scrisă într-un mod similar cu Iliada și povestește eroica bătălie de la Szigetvár, unde străbunicul său a murit în timp ce apăra castelul din Szigetvár. Dintre operele literare religioase, cea mai importantă este traducerea Bibliei de Gáspár Károli⁠(d) (a doua traducere a Bibliei în maghiară), pastorul protestant din Gönc, în 1590. Traducerea se numește Biblia din Vizsoly, după orașul în care a fost publicată pentru prima dată.

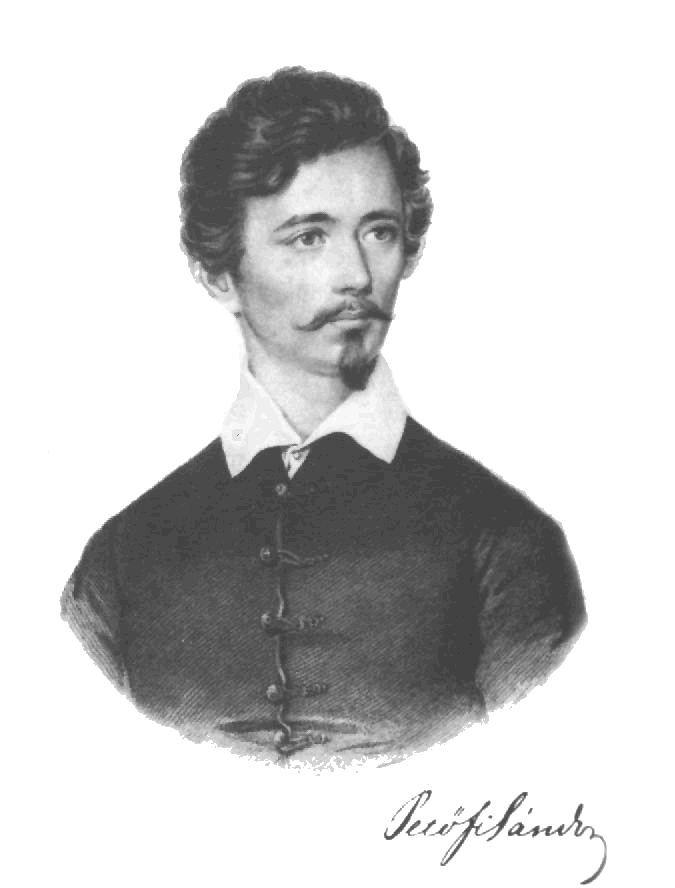
Sándor Petőfi, poet și revoluționar maghiar.

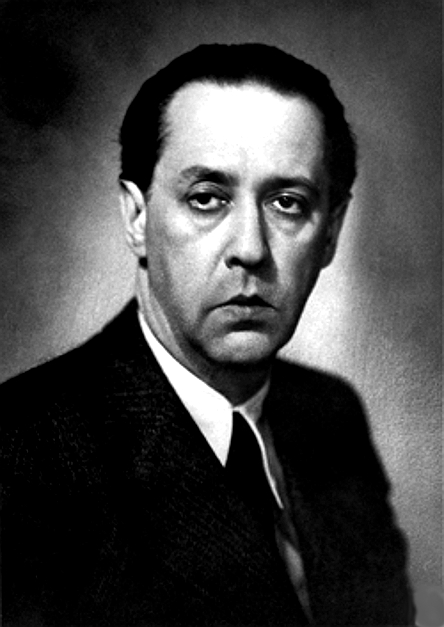
Sándor Márai, scriitor și jurnalist maghiar

Iluminismul maghiar a avut loc la aproximativ cincizeci de ani după iluminismul francez. Primii scriitori luminați au fost gărzile Mariei Theresia (György Bessenyei, János Batsányi și alții). Cei mai mari poeți ai vremii au fost Mihály Csokonai Vitéz și Dániel Berzsenyi. Cea mai mare figură a reformei lingvistice a fost Ferenc Kazinczy. Limba maghiară a devenit utilizabilă pentru toate tipurile de explicații științifice din această perioadă și, în plus, au fost inventate multe cuvinte noi pentru a descrie noile invenții.
Literatura maghiară⁠(d) a dobândit recent un oarecare renume în afara granițelor Ungariei (mai ales prin traduceri în germană, franceză și engleză). Unii autori maghiari moderni au devenit din ce în ce mai populari în Germania și Italia, în special Sándor Márai, Péter Esterházy, Péter Nádas și Imre Kertész. Acesta din urmă este un scriitor evreu contemporan care a supraviețuit Holocaustului și a câștigat Premiul Nobel pentru literatură în 2002. Clasicii mai vechi ai literaturii maghiare și ai poeziei maghiare au rămas aproape total necunoscuți în afara Ungariei. János Arany, un celebru poet maghiar din secolul al XIX-lea, este încă foarte iubit în Ungaria (în special colecția sa de Balade), printre câțiva alți „adevărați clasici” precum Sándor Petőfi, poetul Revoluției din 1848, Endre Ady, Mihály Babits, Dezső Kosztolányi, Attila József, Miklós Radnóti și János Pilinszky. Alți autori maghiari cunoscuți sunt Mór Jókai, Frigyes Karinthy, László Krasznahorkai, Ferenc Móra, Géza Gárdonyi, Zsigmond Móricz, Ephraim Kishon, Géza Gárdonyi, Arthur Koestler, Ferenc Molnár, Elie Wiesel, Kálmán Mikszáth, Gyula Illyés, Miklós Szentkuthy, Magda Szabó și Stephen Vizinczey⁠(d).

### Bucătărie

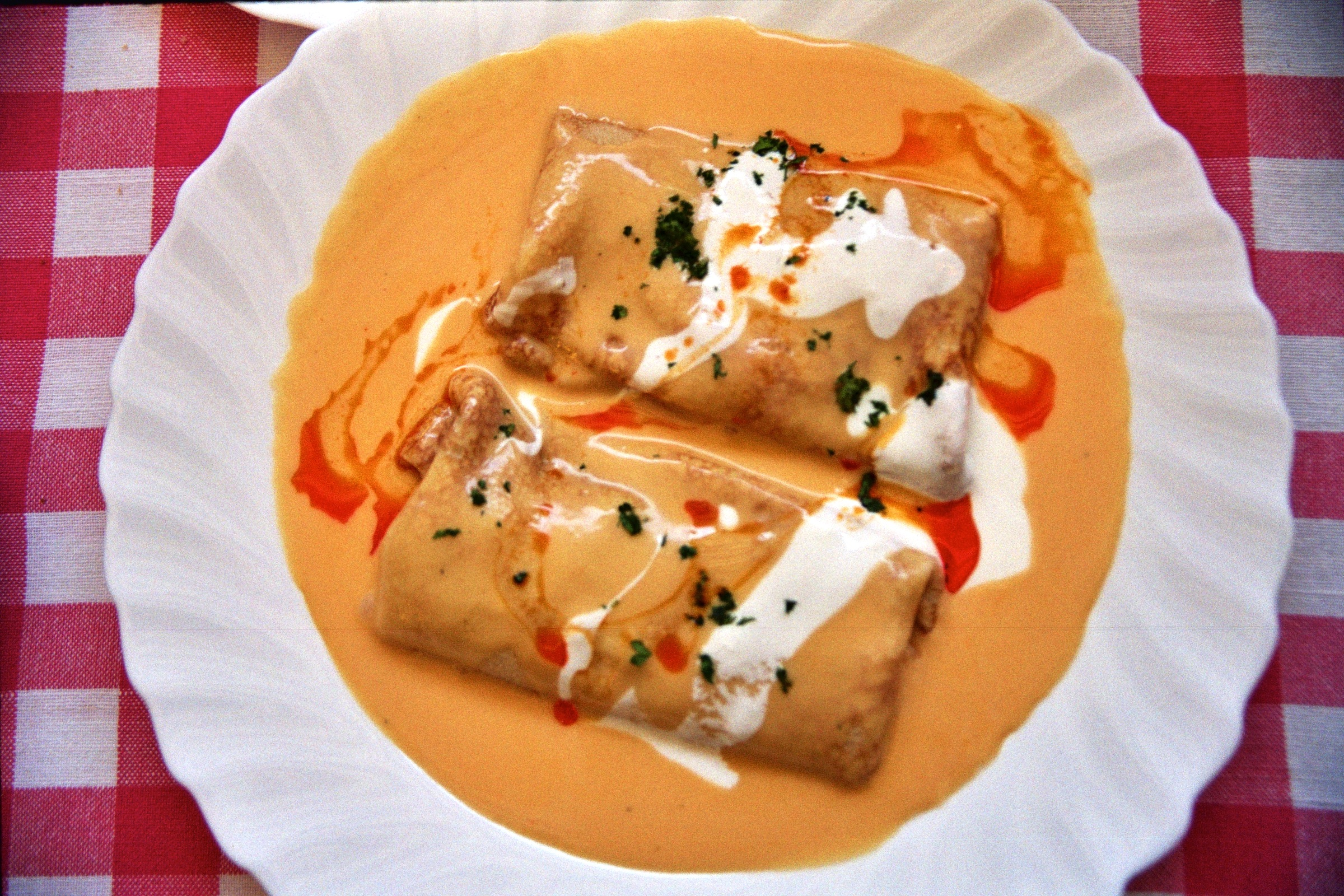
în Sopron

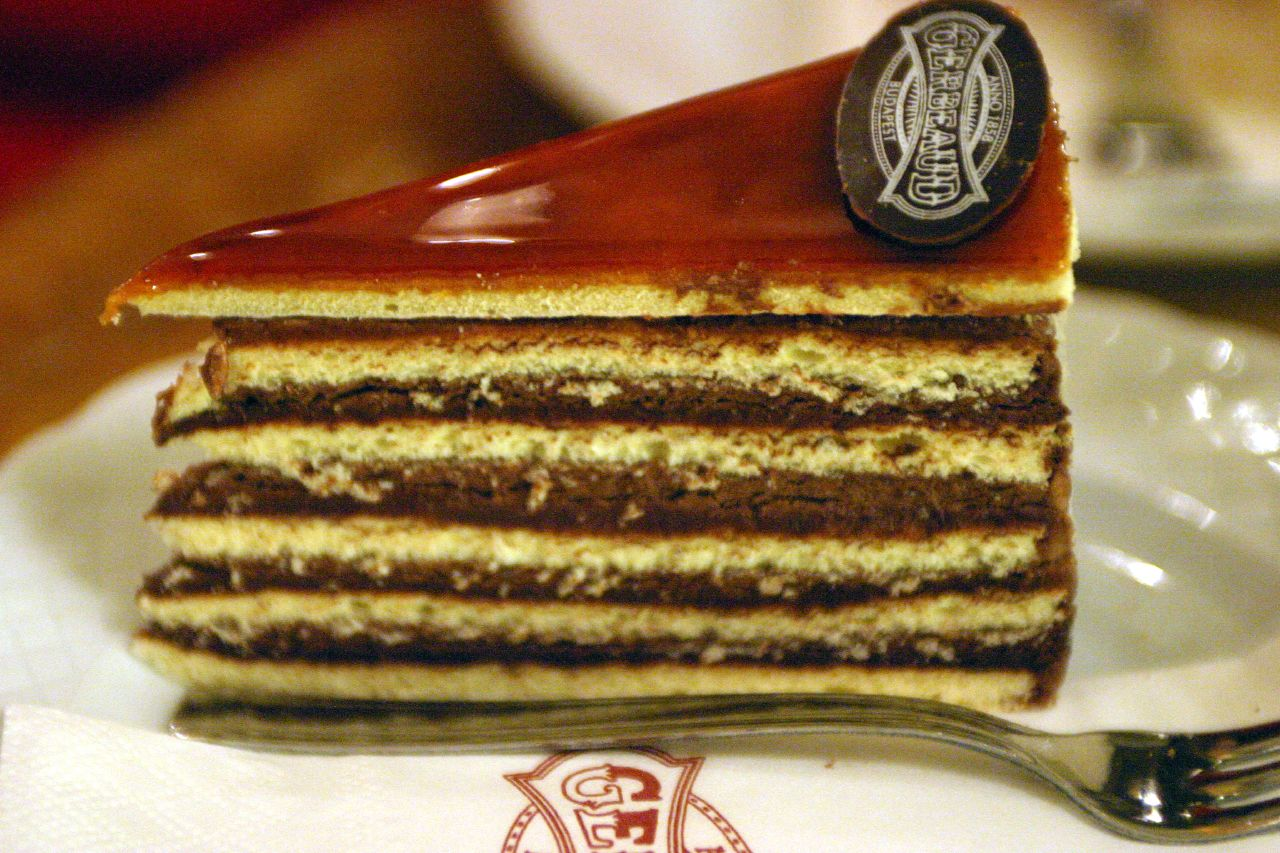

Mâncăruri tradiționale, cum ar fi celebrul gulaș (gulyás tocană sau supă) ocupă un loc proeminent în bucătăria maghiară. Mâncărurile sunt adesea aromate cu boia de ardei (ardei roșu măcinat), o inovație maghiară. Pudra de boia de ardei, obținută dintr-un tip special de ardei, este unul dintre cele mai comune condimente folosite în bucătăria tipic maghiară. Smântâna ungurească groasă numită tejföl este adesea folosită pentru a atenua aroma preparatelor. Celebra supă fierbinte ungurească de pește de râu numită „ciorba pescarului” sau halászlé este de obicei un amestec bogat de mai multe feluri de pește.
Alte feluri de mâncare sunt papricașul de pui⁠(d), foie gras din ficat de gâscă, tocană Pörkölt⁠(d), vadas, (tocană de vânat cu sos de legume și Spätzle⁠(d)), păstrăv cu migdale și găluște sărate și dulci, precum Túrós csusza⁠(d), (găluște cu brânză quark⁠(d) proaspătă și smântână grasă). Printre deserturi se numără emblematicul tort Dobos⁠(d), ștrudelul⁠(d) (rétes), umplut cu mere, cireșe, mac sau brânză, clătitele Gundel, găluștele cu prune (szilvás gombóc), găluște somlói, supe de desert ca supa de vișine⁠(d) și piureul de castane dulci gesztenyepüré (castane⁠(d) fierte pasate cu zahăr și rom și fărâmițate în pesmet, acoperite cu frișcă). Perec și Kifli⁠(d) sunt produse de patiserie foarte populare.
Csárda este un tip specific de han unguresc, o tavernă în stil vechi care oferă preparate și băuturi tradiționale. Borozó este de obicei o mică tavernă de vinuri, pince este o cramă de bere sau de vinuri, iar un söröző este un birt care oferă bere la halbă și uneori mese. Bisztró este un restaurant ieftin, adesea cu autoservire. Büfé este cel mai ieftin tip de local, deși acolo servirea se poate face la tejghea. Produsele de patiserie, prăjiturile și cafeaua sunt servite la cofetăriile numite cukrászda, în timp cafenelele se numesc eszpresszó.

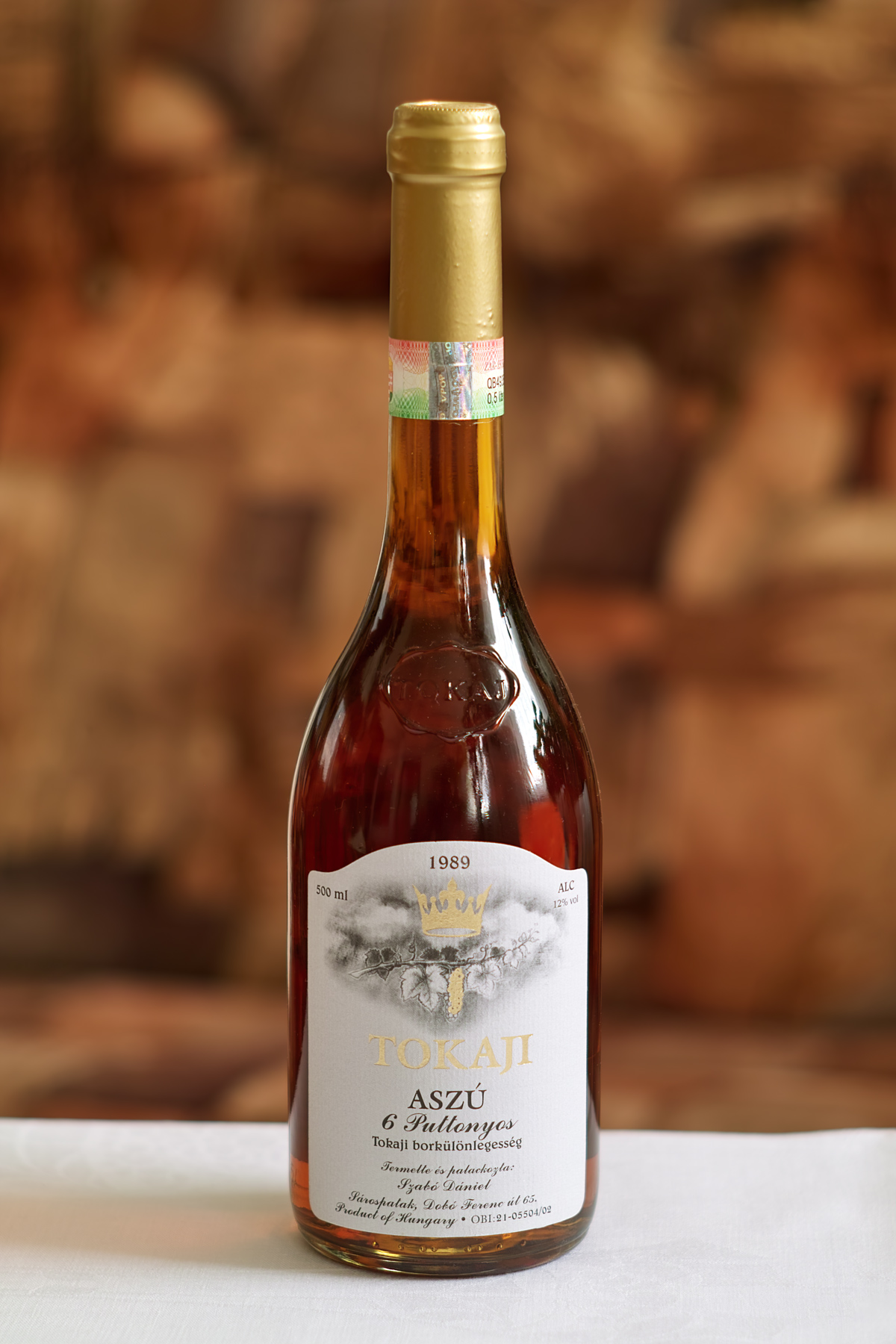
Celebrul vin de Tokaji. A fost numit Vinum Regum, Rex Vinorum („Vinul regilor, regele vinurilor”) de către Ludovic al XIV-lea al Franței

Palinca, băutură dublu distilată din fructe este specifică zonei Marii Câmpii Ungare. Această băutură vine într-o varietate de arome, inclusiv caise (barack) și cireșe (cseresznye), dar cea mai populară este cea de prune (szilva). Berea se potrivește bine cu multe preparate tradiționale maghiare. Cele cinci mărci de bere maghiare principale sunt: Borsodi⁠(d), Soproni, Arany Ászok, Kõbányai și Dreher⁠(d). În Ungaria nu se ciocnesc paharele sau halbele atunci când se bea bere. Există o legendă urbană în cultura maghiară conform căreia generalii austrieci și-au ciocnit paharele de bere pentru a sărbători execuția celor 13 martiri de la Arad în 1849. Mulți oameni încă urmează tradiția, deși cei mai tineri o ignoră, invocând că jurământul era menit să dureze doar 150 de ani.
După cum spune Hugh Johnson în The History of Wine, teritoriul Ungariei este ideal pentru vinificație, iar țara poate fi împărțită în șase regiuni viticole: Nord-Transdanubia, Lacul Balaton, Sud-Pannónia, Regiunea Duna sau Alföld, Ungaria Superioară și Tokaj-Hegyalja. Romanii au adus vița de vie în Pannonia, iar până în secolul al V-lea e.n., există date despre podgorii extinse în Ungaria de astăzi. Maghiarii au adus și ei cunoștințe de vinificație din Orient. Potrivit lui Ibn Rustah⁠(d), triburile maghiare erau familiarizate cu vinificația cu mult timp înainte de cucerirea maghiară a Bazinului Carpatic.
Regiunile viticole maghiare oferă o mare varietate de stiluri: principalele produse ale țării sunt vinurile albe seci tari, cu o aciditate bună, deși vinurile albe dulci complexe (Tokaj), elegante (Eger) și roșii robuste tari (Villany și Szekszárd). Principalele soiuri cultivate sunt: Olaszrizling, Hárslevelű, Furmint, Pinot gris sau Szürkebarát, Chardonnay (alb), Kékfrankos⁠(d) (sau Blaufränkisch în germană), Kadarka, Portugieser⁠(d), Zweigelt⁠(d), Cabernet sauvignon, Cabernet franc⁠(d) și Merlot. Cele mai cunoscute vinuri originare din Ungaria sunt Tokaji Aszú și Egri Bikavér. Tokaji, care înseamnă „din Tokaj” în maghiară, este folosit pentru a eticheta vinurile din regiunea viticolă Tokaj-Hegyalja⁠(d). Vinul de Tokaj a primit laude de la numeroși mari scriitori și compozitori, inclusiv Beethoven, Liszt, Schubert și Goethe; Vinul preferat al lui Joseph Haydn a fost un Tokaji. Ludovic al XV-lea și Frederic cel Mare foloseau vinul Tokaji încercând să se depășească unul pe celălalt când primeau oaspeți. Napoleon al III-lea, ultimul împărat al Franței, comanda 30-40 de butoaie de Tokaji la Curtea Regală Franceză în fiecare an. Gustav al III-lea, regele Suediei, era un iubitor de Tokaji. În Rusia, printre clienți se numărau Petru cel Mare și împărăteasa Elisabeta, în timp ce Ecaterina cea Mare a postat o garnizoană rusă în orașul Tokaj, cu scopul de a asigura livrări regulate de vin la Sankt Petersburg.
De peste 150 de ani, un amestec de patruzeci de ierburi maghiare a fost folosit pentru a crea lichiorul Unicum⁠(d). Unicum este un lichior amar, de culoare închisă, care poate fi băut ca aperitiv sau după masă, ajutând astfel digestia.

### Recreere

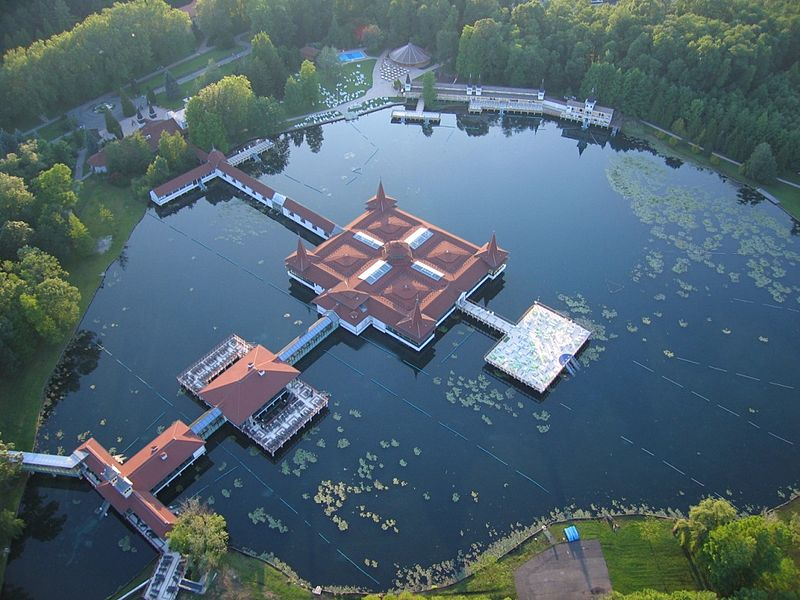
, cel mai mare lac termal din Europa

Ungaria este o țară a apelor termale. Istoria maghiară a fost de la bun început legată de cultura balneară. Construcțiile balneare ungurești prezintă elemente arhitecturale romane, grecești, turcești și nordice.
Datorită unei poziții geografice avantajoase, apa termală de bună calitate poate fi găsită în cantități mari pe peste 80% din teritoriul Ungariei. În Ungaria se găsesc circa 1.500 de izvoare termale, dintre care mai mult de 100 doar în zona Capitalei. Există aproximativ 450 de băi publice în Ungaria.
Romanii au adus prima epocă a stațiunilor balneare din Ungaria. Rămășițele complexelor lor de băi se văd încă în Óbuda⁠(d). Cultura balneară a fost reînviată în timpul invaziei turcești, iar izvoarele termale din Buda au fost folosite pentru construirea unui număr de băi, dintre care unele (cum ar fi Băile Király⁠(d), Băile Rudas) încă funcționează.
În secolul al XIX-lea, progresele în domeniul forajelor de adâncime și în știința medicală a oferit rampa de lansare pentru un nou salt al culturii scăldatului. Marile centre balneare, cum ar fi Băile Gellért, Băile Lukács, Insula Margareta și Băile Medicinale Széchenyi⁠(d) sunt o reflectare a acestei renașteri a popularității. Băile termale Széchenyi sunt cel mai mare complex balnear din Europa și au fost prima baie termală construită în zona Pesta a Budapestei. Această clădire este un exemplu remarcabil de stil renascentist modern. Situate în partea Buda a Budapestei, Băile Gellért sunt cel mai celebru și luxos complex termal al Capitalei.

### Artă populară
Ugrós⁠(d) (dansuri săltate) sunt dansuri în stil vechi care datează din Evul Mediu. Din acest grup fac parte dansuri solo sau pe perechi însoțite de muzică în stil vechi, dansuri ciobănești și alte dansuri solo bărbătești din Transilvania și dansuri de marș împreună cu unele dansuri medievale cu arme.
Karikázó⁠(d) este un dans în cerc interpretat de femei însoțit doar de cântece populare vocale.

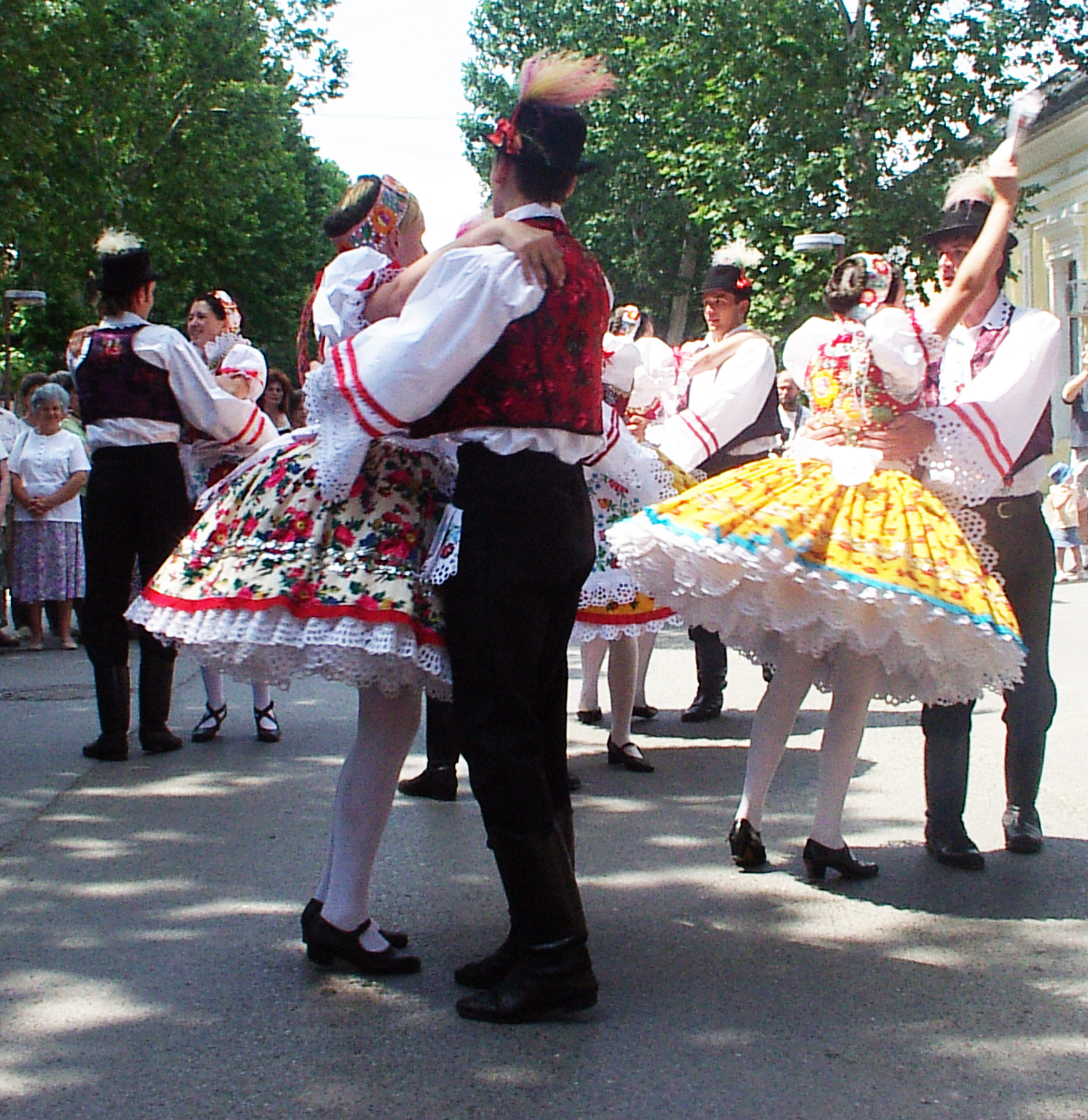
Maghiar dansând ceardaș în costume populare

Ceardaș este o familie de dansuri de stil nou dezvoltate în secolele al XVIII-lea–al XIX-lea, cu costume ungurești brodate și muzică energică. De la dansurile complicate ale bărbaților care își lovesc cizmele cu palma până la vechile dansuri în cerc pentru femei, ceardașul denotă o exuberanță a dansului popular maghiar încă sărbătorit la țară.
Verbunkos⁠(d) este un dans bărbătesc solo, evoluat din spectacolele de recrutare ale armatei austro-ungare.
La începutul secolului al XVIII-lea a luat contur stilul actual de artă populară maghiară, încorporând atât elemente renascentiste, cât și baroce, în funcție de zonă, precum și influențe persane sasanide. Florile și frunzele, uneori o pasăre sau un ornament în spirală, sunt principalele teme decorative. Ornamentul cel mai frecvent este o floare cu o piesă centrală care seamănă cu ochiul unei pene de păun.
Aproape toate manifestările de artă populară practicate în alte părți ale Europei au înflorit și în rândul țărănimii maghiare la un moment sau altul, ceramica și textilele acestora fiind cele mai dezvoltate dintre toate.
În Ungaria, Sárköz din Transdanubia și Matyóföld din Marea Câmpie Ungară produc cele mai bune broderii. În regiunea Sárköz, șepcile pentru femei prezintă modele alb-negru la fel de delicate precum dantelă. Motivele de broderie aplicate îmbrăcămintei pentru femei au fost transpuse și pe fețe de masă și ștergare potrivite pentru uz modern ca decorațiuni de perete.
Aceste vase, realizate din lut negru, reflectă mai bine de trei sute de ani de modele și forme populare tradiționale transdanubiene. Nu există două exact la fel, deoarece toate lucrările sunt realizate manual, inclusiv atât modelarea, cât și decorarea. Ele sunt „semnate” prin lăsarea amprentei degetului mare sau de un deget al ceramistului care realizează piesa.

### Porțelanuri
Fondată în 1826, Herend Porcelain⁠(d) este una dintre cele mai mari fabrici de ceramică din lume, specializată în porțelan de lux pictat și aurit manual. La mijlocul secolului al XIX-lea, era furnizorul dinastiei Habsburgilor și clienților aristocrați din întreaga Europă. Multe dintre modelele sale clasice sunt încă în producție. După căderea comunismului în Ungaria, fabrica a fost privatizată și acum este deținută în proporție de 75% de foștii manageri și angajați exportând în peste 60 de țări ale lumii.
Zsolnay Porcelain Manufacture este un producător maghiar de porțelanuri, ceramică, vase de lut, gresie și teracotă. Compania a introdus procesul de glazurare cu eozină și ceramica pirogranită. Fabrica Zsolnay a fost înființată de Miklós Zsolnay în Pécs, pentru a produce gresie și ceramică în 1853. În 1863, fiul său, Vilmos Zsolnay⁠(d) (1828–1900) s-a alăturat companiei și a devenit patron și director după câțiva ani. El a adus fabricii anvergură mondială prin demonstrarea produselor sale inovatoare la târguri mondiale și expoziții internaționale, inclusiv la Târgul Mondial din 1873 de la Viena, apoi la Târgul Mondial din 1878 de la Paris, unde Zsolnay a primit Marele Premiu.

### Sport

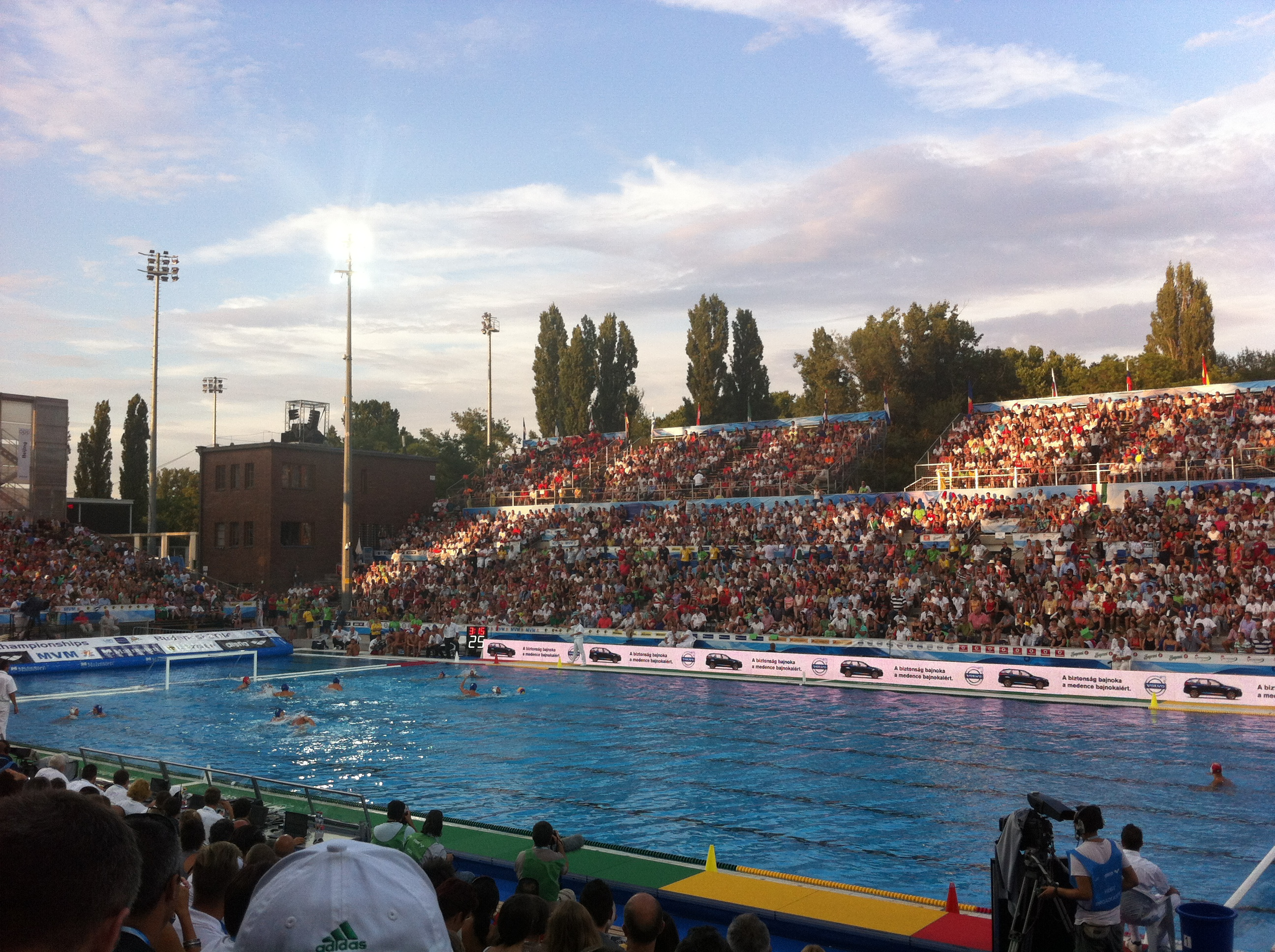
este considerată printre cele mai bune din lume, și deține cele mai multe medalii olimpice și cele mai multe medalii olimpice de aur.

Sportivii maghiari au concurat cu succes la Jocurile Olimpice, doar zece țări câștigând mai multe medalii olimpice decât Ungaria, cu un total de 498 de medalii, ocupând locul opt într-un număr de medalii din toate timpurile la Jocurile Olimpice. Ungaria are al treilea cel mai mare număr de medalii olimpice⁠(d) pe cap de locuitor și al doilea cel mai mare număr de medalii de aur pe cap de locuitor din lume. Ungaria a excelat în sporturile olimpice acvatice. La polo pe apă, echipa maghiară este de departe cea mai mare câștigătoare de medalii, iar la înot, bărbații maghiari ocupă locul al patrulea în general, în timp ce femeile ocupă locul opt în general. Ei au înregistrat, de asemenea, succese la caiac-canoe, la care se află pe locul trei. 

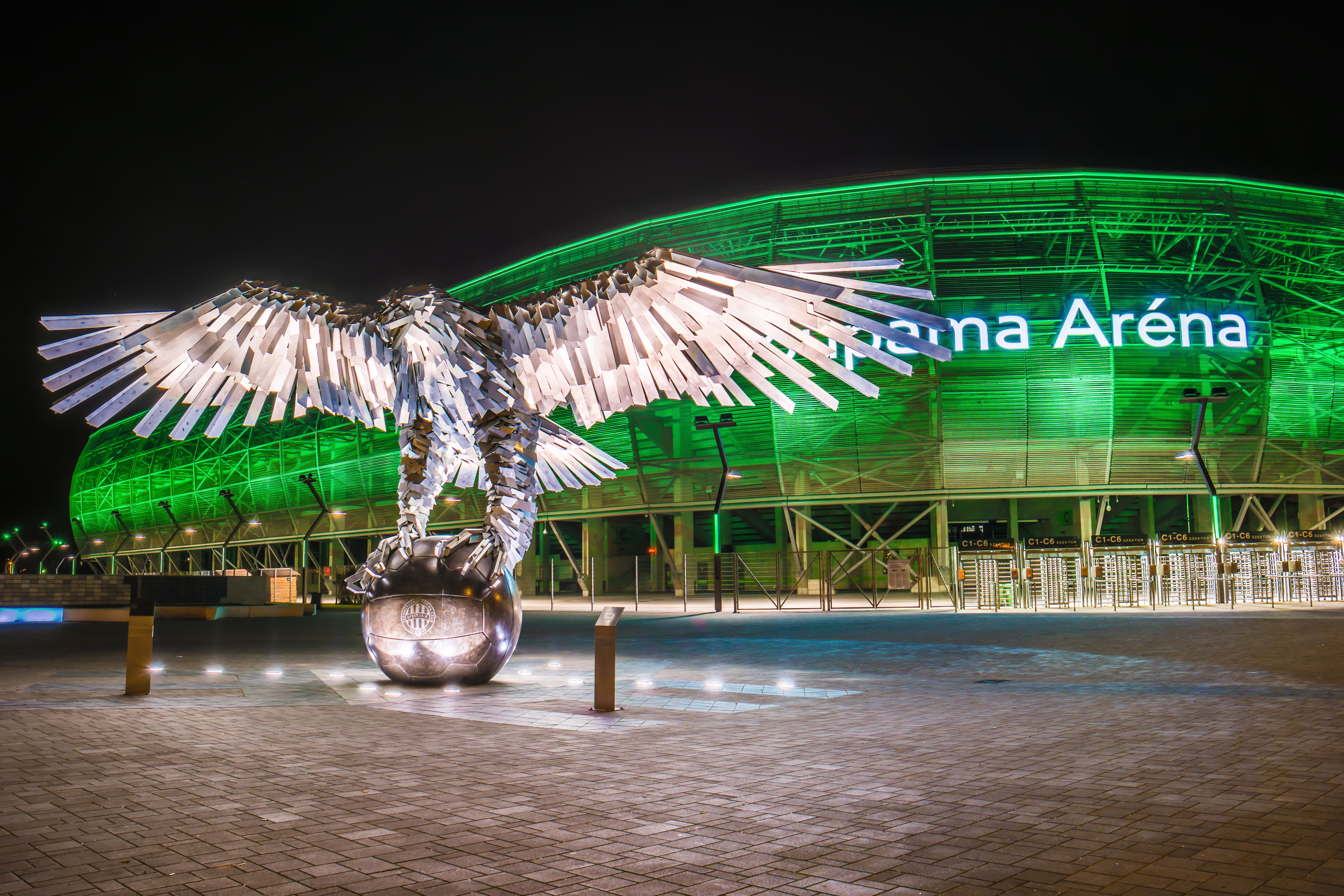
Groupama Arena, stadionul de categoria patru UEFA al lui Ferencvárosi TC

Ungaria a câștigat prima medalie de aur la Jocurile Olimpice de iarnă din 2018 la patinaj viteză pe pistă scurtă masculină cu o echipă de patru: Csaba Burján, Sándor Liu, Shaoang Liu, Viktor Knoch.
În 2015, Adunarea Comitetului Olimpic Maghiar⁠(d) și Adunarea de la Budapesta⁠(d) au decis să intre în cursa pentru găzduirea Jocurilor Olimpice de vară din 2024, care în cele din urmă au fost atribuite Parisului. Budapesta a pierdut mai multe competiții pentru găzduirea jocurilor olimpice, în 1916, 1920, 1936, 1944 și 1960 în fața Berlinului, Antwerpenului, Londrei și, respectiv, Romei.
Ungaria a găzduit multe evenimente sportive globale în trecut, printre altele Campionatele Mondiale de Box Amator din 1997, Campionatele Mondiale de Scrimă din 2000, Campionatele Mondiale de Patinaj Viteză 2001, Jocurile Mondiale Interuniversitare 2008, Campionatele Mondiale de Pentatlon Modern 2008, ITU World Championship Series 2010, Campionatul Mondial de Hochei pe Gheață din 2011, Campionatul Mondial de scrimă din 2013, Campionatul Mondial de Lupte din 2013, Campionatul World Masters Athletics Championships 2014, World Aquatics Championship 2017 șiCampionatul mondial de judo 2017, doar în ultimele două decenii. Pe lângă acestea, Ungaria a fost gazda multor turnee la nivel european, cum ar fi European Aquatics Championship 2006, European Aquatics Championship 2010, Campionatul European de Judo din 2013, Campionatul European de Karate 2013, Campionatul European de Gimnastică Ritmică 2017 și a găzduit 4 meciuri din UEFA Euro 2020, pe noul stadion polivalent⁠(d) Ferenc Puskás, cu 67.889 de locuri.
Marele Premiu al Ungariei de Formula 1 a avut loc la Hungaroring, chiar lângă Budapesta, circuit care are licență FIA de gradul 1. Din 1986, cursa a fost o rundă a Campionatului Mondial de Formula 1 organizat de FIA . Pista a fost complet reasfaltată pentru prima dată la începutul anului 2016 și s-a anunțat că acordul Grand Prix-ului a fost prelungit pentru încă cinci ani, până în 2026.
Șahul este, de asemenea, un sport popular și de succes în Ungaria, jucătorii maghiari fiind pe locul 10 în clasamentul Federației Mondiale de Șah. Există aproximativ 54 de mari maeștri și 118 de maeștri internaționali în Ungaria, ceea ce este mai mult decât în Franța sau Regatul Unit. Richárd Rapport este un jucător important la juniori, în timp ce Judit Polgár este considerată în general cea mai puternică jucătoare de șah din toate timpurile. Unii dintre cei mai buni scrimeri din lume de-a lungul istoriei provin din Ungaria, iar în 2009, echipa națională masculină de hochei pe gheață a Ungariei⁠(d) s-a calificat pentru primul Campionat Mondial IIHF, iar în 2015, s-a calificat pentru al doilea Campionat Mondial în divizia superioară.

#### Fotbal

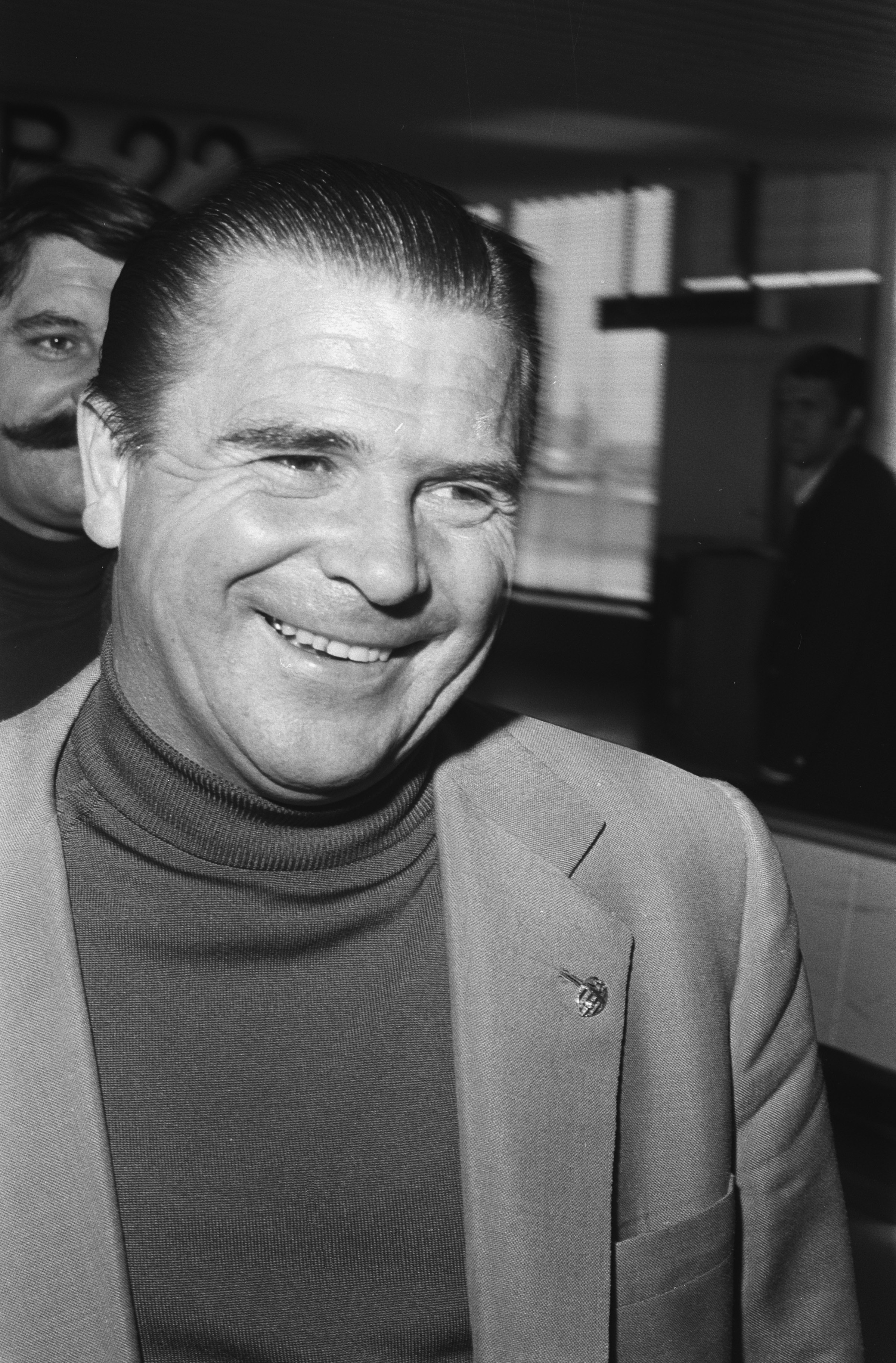
Ferenc Puskás, cel mai bun marcator al secolului al XX-lea. este numit după el.

Ungaria a câștigat trei titluri olimpice de fotbal, a terminat pe locul secund la Cupele Mondiale FIFA din 1938 și 1954 și pe locul trei la Euro 1964. Ungaria a revoluționat sportul în anii 1950, punând bazele tactice ale fotbalului total și dominând fotbalul internațional cu Aranycsapat („Echipa de Aur”), din care făcea parte Ferenc Puskás, cel mai bun marcator al secolului al XX-lea, căruia FIFA i-a dedicat cel mai nou premiu al său, Premiul Puskás⁠(d). Echipa din acea vreme are al doilea cel mai ridicat rating Elo din lume, cu 2166, și una dintre cele mai lungi serii de invincibilitate din istoria fotbalului, rămânând neînvinsă în 31 de jocuri pe parcursul a peste patru ani.
Deceniile de după epoca de aur au adus o slăbire treptată a Ungariei, deși recent există o reînnoire în toate aspectele. Federația Maghiară de Fotbal pentru Copii a fost înființată în 2008, iar dezvoltarea fotbalului juvenil este explozivă. Pentru prima dată în istoria fotbalului maghiar, țara a găzduit Campionatul UEFA de futsal din 2010 la Budapesta și Debrețin, prima dată când MLSZ a organizat un turneu final UEFA. De asemenea, echipele naționale au înregistrat câteva succese surpriză, cum ar fi învingerea câștigătoarei Euro 2004, Grecia, cu 3–2 și a câștigătoarei Cupei Mondiale FIFA 2006, Italia, cu 3–1. În timpul UEFA Euro 2016, Ungaria a câștigat Grupa F și a fost în cele din urmă învinsă în optimile de finală. În UEFA Nations League din 2022, Ungaria a jucat în prima divizie și în grupa sa a surclasat Anglia cu 4-0 pe terenul acesteia, și a ținut piept cu brio Germaniei.